# Sistema Integrado de Transporte de Bogotá
El Sistema Integrado de Transporte Público (SITP) es el sistema de transporte de Bogotá, al inicio de su implementación tuvo como objetivo integrar, reducir y modernizar el número de empresas prestadoras del servicio, luego de más de 10 años de desmonte de rutas de buses tradicionales,  provisionales y colectivos actualmente hay 15 empresas de transporte de Bogotá, las cuales operan en igual número de zonas en las que la ciudad está dividida (más una zona neutra). El Sistema Integrado de Transporte Público comprende las acciones para la articulación, vinculación y operación integrada de los diferentes modos de transporte público, las instituciones o entidades creadas para la planeación, la organización, el control del tráfico y el transporte público, la infraestructura requerida para la accesibilidad, circulación y el recaudo del sistema.

## Historia

### Inicios y licitación
Durante la campaña de 2007 para elección de alcalde de Bogotá, el candidato Samuel Moreno tenía como propuesta de campaña, además de la construcción de la fase III de TransMilenio y el Metro de Bogotá, la implementación de un ambicioso proyecto que tenía como misión ordenar e integrar con TransMilenio el sistema de transporte público corriente.
En octubre de 2009 ya entonces como alcalde, Moreno anunció el inicio de la licitación de las 13 zonas en las que se dividió la ciudad y a las cuales les sería asignadas un operador y del Sistema de Recaudo y Control de Información (Sirci). El 18 de diciembre del año se nombró a Javier Hernández como gerente del SITP, cargo que ocuparía hasta marzo de 2012.
Durante los primeros cuatro días de marzo de 2010 la administración Moreno sufrió una de las mayores crisis con un paro de transportadores que logró paralizar la ciudad, los cuales exigían una inclusión en el SITP. Finalmente, y luego de extensas jornadas de negociación, Moreno y los transportadores acordaron su inclusión entre las empresas licitantes y proyectos de chatarrización para los buses muy antiguos que no pudieran entrar al sistema, lo cual implicó un retraso en la asignación de los operadores. Ya en noviembre sólo hacía falta la licitación de una zona.

### Atrasos
En 2011, ya con todas los operadores asignados y la espera a firmar contratos, un juez de la República revocó el proceso licitatorio para la adjudicación del Sirci, argumentando que el proceso no había obtenido la atención suficiente por los entes de control y que aún faltaban puntos claves por definir en el contrato que sería firmado por la empresa ganadora. Este atraso, junto con el estallido del escándalo del carrusel de la contratación que implicaban al alcalde Moreno y altos funcionarios de la alcaldía, serían de las razones principales en el retraso de la implementación del sistema, que perdura hasta hoy. El 16 de junio de este año por fin se logra adjudicar el recaudo de pasajes del sistema, calculado en 2,7 billones de pesos al año, a la empresa Recaudo Bogotá S.A. con un contrato por 16 años de duración.
Pese a las promesas del gerente de TransMilenio durante aquella época, Fernando Páez, de que el SITP comenzaría operaciones en diciembre de 2011, debido a los retrasos en la entrega de la fase III de dicho sistema, el mismo Paéz tuvo que salir en septiembre a decir que no sería sino hasta mayo de 2012 cuando se podría iniciar la implementación gradual de rutas. Por otro lado, ya desde esta época se advertía el problema sobre el desconocimiento del sistema entre la gente y de la falta de pedagogía.
Finalmente, el 31 de diciembre y luego de tres años de retaso, la alcaldesa encargada de Bogotá, Clara López, recibió las obras de la fase III de TransMilenio, lo que significó un gran avance en el destrabe de la implementación del sistema.

### Inicio de operación
En enero de 2012, con la entrada de Gustavo Petro a la alcaldía y un nuevo gabinete, se denunció que las obras de la fase III estaban incompletas y que aún pasaría tiempo para el inicio de operaciones por dichas troncales. Por esto mismo, se anunció que el SITP podría iniciar hasta el 9 de junio del mismo año. Además, se empiezan a reportar los primeros líos financieros del operador Coobus S.A.S. que tenía a cargo la Calle 26 y la zona Fontibón.
Durante mayo del mismo año se iniciaron pruebas sobre la fase III de TransMilenio, con resultado satisfactorio. Pese a esto, la administración no pudo cumplir con la fecha dada para el inicio de operaciones en las troncales de la Calle 26 y la Carrera 10.
Finalmente el 30 de junio, pese a la presión de varios sectores, entran en funcionamiento Gobernación y el Portal Eldorado - Centro Comercial Nuestro Bogotá de la Calle 26 de forma gratuita debido a atrasos en la implementación del sistema de recaudo. Finalmente, con un ajuste de tarifas desde el 22 de julio, se implementa gradualmente la operación en la fase III. Inmediatamente salió a flote otro problema del sistema y es el uso por parte de los usuarios de dos tarjetas distintas, una para las fase I y II y otra para el SITP y la fase III, que hasta el día de hoy no ha encontrado óptima solución.
Pese a que se había dicho que para agosto entraría a funcionar la primera ruta urbana, es hasta el 22 de septiembre cuando dos rutas urbanas empiezan a funcionar en modalidad pedagógica. El recorrido de una de ellas es desde Aeropuerto El Dorado al Centro comercial Andino y la otra desde Altos de Zuque a Paloquemao.
Así, con el inicio del sistema y hasta hoy, poco a poco se han ido implementando rutas urbanas, complementarias y especiales, aunque con graves retrasos con respecto al cronograma. Además, también se denunció la falta de contratos para la instalación de paraderos de las rutas zonales, los cuales se adjudicaron en agosto de 2012 y que poco a poco han ido reemplazando las improvisadas líneas amarillas pintadas en el andén para demarcar el paradero del bus.
Por otro lado el SITP incluida la fase III de TransMilenio iniciaron su operación con una nueva tarjeta no compatible con el sistema existente de recaudo en Fases I y II, años después, en 2015 de manera gradual quedó la nueva tarjeta integrada para todos los usuarios del SITP incluyendo todo el sistema troncal de Transmilenio

### Buses eléctricos
En 2015 llega al SITP el primer bus eléctrico de Latinoamérica, vehículo tipo Padrón operando desde la localidad de Kennedy que permitió demostrar de manera exitosa su operación, luego en 2019 y 2020, con las alcaldías de Enrique Peñalosa y Claudia López se ejecutaron varias licitaciones de casi 1.000 buses eléctricos BYD tipo bus o Padrón que operarán en las zonas de Fontibón y Usme, alimentando desde allí a varios puntos de la ciudad. Con esto la ciudad se convirtió en ese mismo año en la ciudad con la flota más grande de buses eléctricos de toda Latinoamérica, superando a Santiago de Chile.

### Actualidad del sistema

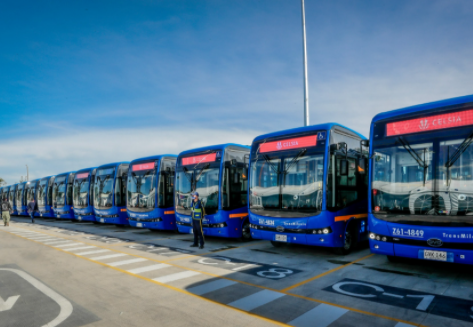
Nueva flota de buses eléctricos en el patio de Fontibón.

Pese a la lenta implementación del sistema, actualmente se cuenta con más de 300 rutas en el sistema y un promedio de 3000 paraderos por toda la ciudad que son atendidos por cerca de 3500 buses urbanos, complementarios y especiales.
Luego de un largo debate y gran cantidad de propuestas que datan desde la alcaldía de Moreno, se ha dicho que la Carrera Séptima será atendida por buses híbridos que conectarían a TransMilenio en la estación Museo Nacional - FNG y que comenzarán a funcionar a mediados de diciembre de 2013.
Por otro lado, el sistema se ha visto afectado por serios líos financieros, que implican la quiebra de los operadores Coobus S.A.S. (zona Fontibón y troncal Calle 26) y Egobus (zonas Suba Centro y Perdomo), y serios déficit por la rebaja de las tarifas a mediados de 2012 con la implementación del sistema.
Pese a esto el sistema busca ser más accesible a la población más vulnerable y permitir subsidios a quienes más lo necesitan. A esto incluye a la población que esta cubierta por el Sistema Nacional de Beneficiados (SISBEN). El 11 de diciembre de 2021 terminó el desmonte de las rutas provisionales, con ello el SITP cubre todas las rutas urbanas de Bogotá.
El SITP a lo largo de su existencia ha modificado recorridos de rutas , recortado, extendido, dividido y hasta han sacado rutas de circulación, teniendo en cuenta número de buses, validaciones diarias y recorrido, también ha implementado rutas nuevas tanto zonales como alimentadoras para beneficio de los ciudadanos. En la actualidad hay 15 empresas del SITP Las cuales son: 
Consorcio Express (San Cristóbal y Usaquén).
Masivo Capital ( Suba Oriental, Kennedy y Bosa Metrovivienda)
ETIB (Bosa y Sevillana).
Organización Suma ( Ciudad Bolívar).
Gmovil (Engativá y Kennedy).
Este Es Mi Bus ( Engativá Calle 80, Tintal).
Gran Américas Fontibón, Mueve Fontibon, Green Móvil (ZMO FONTIBÓN III y ZMO FONTIBÓN V) Esomos alimentación ( Todo Fontibón, estás 4 empresas tomaron el lugar de la empresa liquidada COOBUS ).
Emasivo (Emasivo 11 y Emasivo 16 SAS) (Suba) La Rolita (Perdomo, estás 2 empresas tomaron el lugar de la empresa liquidada EGOBUS).
Gran Américas Usme, Mueve Usme , Esomos alimentación Usme (Usme, estás 3 empresas tomaron el lugar de la empresa liquidada TRANZIT). 

## Servicios SITP

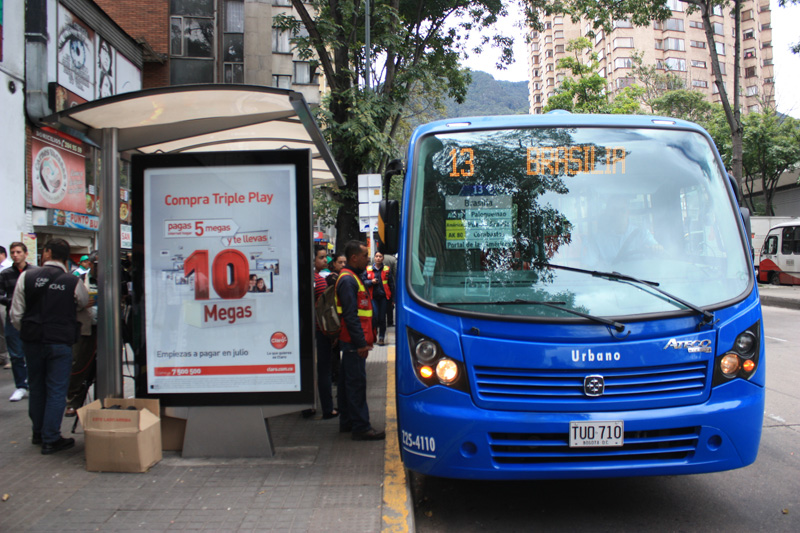
Ruta del SITP.

El SITP cuenta con seis servicios que cumplen una función específica, y cada uno se identifica con el color de los buses.

### Componente troncal
Es el sistema BRT TransMilenio incluido dentro del SITP. Es un sistema de tronco-alimentación.

Bus nuevo de TransMilenio

Se identifica con el color rojo, con variaciones al frente y atrás dependiendo el tipo de bus, las cuales son: totalmente rojo para el articulado, diseños amarillos adelante y atrás para el biarticulado y diseños grises adelante y atrás para el padrón dual. Este servicio opera por el carril exclusivo, y se detienen en las estaciones y portales ubicadas en el centro de la vía, y adicionalmente los padrones duales tienen paradas en los andenes al costado izquierdo. Cada ruta tiene variaciones y puede ser un servicio corriente o un servicio expreso. El pago se hace dentro de las estaciones del sistema por medio de una tarjeta inteligente.
| Troncales | Troncales | Troncales | Troncales | Troncales  | Troncales | Troncales | Troncales   | Troncales     | Troncales | Troncales   | Troncales  |
| --------- | --------- | --------- | --------- | ---------- | --------- | --------- | ----------- | ------------- | --------- | ----------- | ---------- |
| Caracas   | Norte     | Suba      | Calle 80  | NQS Centro | Américas  | NQS Sur   | Caracas Sur | Eje Ambiental | Calle 26  | Carrera 10ª | Carrera 7ª |

| Tipo                                                           | Rutas al Norte                                          | Rutas al Sur                                            |
| -------------------------------------------------------------- | ------------------------------------------------------- | ------------------------------------------------------- |
| Ruta fácil Todo el día                                         | 1 2 3 4 5 6 7 8                                         | 1 2 3 4 5 6 7 8                                         |
| Expresos todos los días Todo el día                            | A60 B10 B12 B72 B75 C15 C25 D22 E32 E42 J23 K10 K43 M47 | D10 F23 F32 F60 G12 G22 G42 G43 G47 H15 H72 H75 L10 L25 |
| Expresos lunes a sábado Todo el día                            | B11 B13 B16 B18 B23 B28 B74 C19 D20 D21 D24 K54 L41 M51 | F19 F28 F51 G11 G41 H13 H20 H21 H54 J24 J74 K16 K23 L18 |
| Expresos lunes a sábado Horas pico de la mañana y de la tarde  | B46                                                     | G46                                                     |
| Expresos lunes a sábado Hora pico de la mañana                 | B26 G45                                                 | G45                                                     |
| Expresos sábados De 12:00 p. m. a 6:00 p. m.                   |                                                         | F26                                                     |
| Expresos sábados De 4:00 a. m. a 3:00 p. m.                    | C17                                                     |                                                         |
| Expresos sábados De 5:00 a. m. a 3:00 p. m.                    | C30                                                     | G30 H17                                                 |
| Expresos lunes a viernes Horas pico de la mañana y de la tarde | B27 C17 C30 G45                                         | G30 G45 H17 H27                                         |
| Expresos lunes a viernes Hora pico de la mañana                | A52 A61 B50 B55 J76                                     | J70 J73                                                 |
| Expresos lunes a viernes Hora pico de la tarde                 | C73 D55                                                 | C50F26 F61 G52 H76                                      |
| Dual todos los días Todo el día                                | C84 D81 M82 M83 M86                                     | H83 K86 L81 L82 M84                                     |
| Alimentador - Intermunicipal                                   |                                                         |                                                         |

#### Servicio alimentador

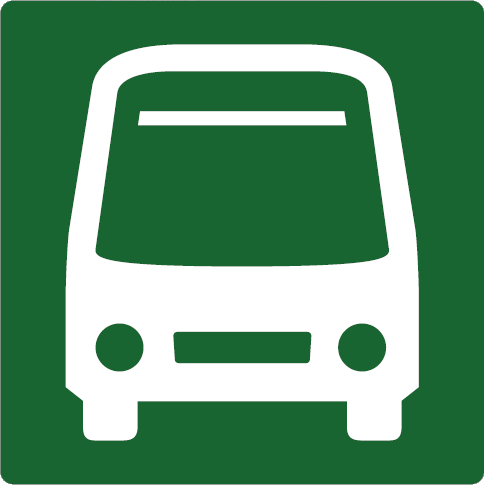
Identificador del servicio alimentador

Se identifica con el color verde y azul. Es operado con buses padrones con capacidad para 80 pasajeros y algunas veces con busetas con capacidad para 50 pasajeros. Su función es movilizar usuarios desde y hacia zonas aledañas a estaciones intermedias y portales de TransMilenio. Opera por el carril mixto y se detienen en todos los paraderos (ubicados en los andenes al costado derecho) establecidos para la ruta.
A partir de 2020, los buses alimentadores, en cada uno de ellos el pago se hace con tarjeta inteligente dentro del bus, se implementa de manera paulatinamente.
Este servicio ingresa al portal o estación intermedia y se detiene en una plataforma destinada para la alimentación y desalimentación del sistema TransMilenio. El pago se hace dentro de las estaciones del sistema por medio de una tarjeta inteligente. Cada sector de la ciudad tiene un número que la identifica, este se utiliza para la nomenclatura de servicios alimentadores, complementarios y especiales.
|     | Cuenca alimentadora |     | Cuenca alimentadora        |      | Cuenca alimentadora |      | Cuenca alimentadora        |
| --- | ------------------- | --- | -------------------------- | ---- | ------------------- | ---- | -------------------------- |
| 1-x | Portal 80           | 5-x | Estación Granja-Carrera 77 | 8-x  | Estación Banderas   | 12-x | Estación General Santander |
| 2-x | Portal Norte        | 5-x | Estación Avenida Cali      | 9-x  | Portal Américas     | 13-x | Portal 20 de Julio         |
| 3-x | Portal Usme         | 6-x | Portal Tunal               | 10-x | Portal Sur          | 16-x | Portal Eldorado            |
| 4-x | Estación Molinos    | 7-x | Estación Calle 40 Sur      | 11-x | Portal Suba         |      |                            |

| Estación de Origen                                | Ruta  | Destino                      | Localidad              | Operación | Otras Estaciones de Transferencia       |
| ------------------------------------------------- | ----- | ---------------------------- | ---------------------- | --------- | --------------------------------------- |
| Portal 80                                         | 1-1   | Álamos                       | Engativá               | E ▮       |                                         |
| Portal 80                                         | 1-2   | Garcés Navas                 | Engativá               | E ▮       |                                         |
| Portal 80                                         | 1-3   | Villas de Granada            | Engativá               | E ▮       |                                         |
| Portal 80                                         | 1-4   | Cortijo                      | Engativá               | E ▮       |                                         |
| Portal 80                                         | 1-5   | Colsubsidio                  | Engativá               | E ▮       |                                         |
| Portal 80                                         | 1-7   | Quirigua                     | Engativá               | E ▮       |                                         |
| Portal 80                                         | 1-8   | Calle 80                     | Engativá               | E ▮       |                                         |
| Portal 80                                         | 1-9   | Villas del Dorado            | Engativá               | E ▮       |                                         |
| Portal 80                                         | 1-10  | Bolivia - Bochica II         | Engativá               | E ▮       |                                         |
| Portal 80                                         | D204  | Gran Granada                 | Engativá               | B ◆       |                                         |
| Portal 80                                         | D212  | Engativá Centro              | Engativá               | B ◆       |                                         |
| Portal Norte                                      | 2-1   | Mirandela                    | Suba                   | E ▮       |                                         |
| Portal Norte                                      | 2-2   | Jardines                     | Suba - Usaquén         | E ▮       |                                         |
| Portal Norte                                      | 2-3   | San Antonio                  | Usaquén                | E ▮       |                                         |
| Portal Norte                                      | 2-4   | Codito                       | Usaquén                | E ▮       |                                         |
| Portal Norte                                      | 2-5   | San Cristóbal                | Usaquén                | E ▮       |                                         |
| Portal Norte                                      | 2-7   | San José                     | Suba                   | E ▮       |                                         |
| Portal Norte                                      | 2-8   | Expreso 170 Oriental         | Usaquén                | E ▮       |                                         |
| Portal Norte                                      | 2-10  | Verbenal                     | Usaquén                | E ▮       |                                         |
| Portal Norte                                      | 2-11  | Andalucía                    | Usaquén                | E ▮       |                                         |
| Portal Norte                                      | TC10  | Carrera 7                    | Usaquén                | B ◆       |                                         |
| Portal Norte                                      | B911  | Villa del Prado              | Suba                   | B ◆       |                                         |
| Portal Norte                                      | B924  | Guaymaral                    | Suba - Usaquén         | E ▮       |                                         |
| Portal Usme                                       | 3-2   | Santa Librada                | Usme                   | B ▮       |                                         |
| Portal Usme                                       | 3-3   | Chuniza                      | Usme                   | B ▮       |                                         |
| Portal Usme                                       | 3-4   | Alfonso López                | Usme                   | B ▮       |                                         |
| Portal Usme                                       | 3-5   | Usminia                      | Usme                   | B ▮       |                                         |
| Portal Usme                                       | 3-8   | Virrey                       | Usme                   | B ▮       |                                         |
| Portal Usme                                       | 3-9   | Marichuela                   | Usme                   | B ▮       |                                         |
| Portal Usme                                       | 3-10  | Usme Centro                  | Usme                   | B ▮       |                                         |
| Portal Usme                                       | 3-11  | La Fiscala                   | Usme                   | B ▮       |                                         |
| Portal Usme                                       | 3-12  | La Esperanza Sur - El Bosque | Usme                   | B ▮       |                                         |
| Portal Usme                                       | 3-13  | Nebraska                     | Usme                   | B ▮       |                                         |
| Portal Usme                                       | 3-14  | El Uval                      | Usme                   | B ▮       |                                         |
| Portal Usme                                       | TC30  | Puerta al Llano              | Usme                   | B ◆       |                                         |
| Portal Usme                                       | H710  | El Progreso                  | Usme                   | B ◆       |                                         |
| Portal Usme                                       | H711  | Los Soches                   | Usme                   | B ◆       |                                         |
| Portal Usme                                       | H729  | La Aurora                    | Usme                   | B ▮       |                                         |
| Molinos                                           | 4-1   | Bochica                      | Rafael Uribe           | B ▮       |                                         |
| Molinos                                           | 4-2   | Diana Turbay                 | Rafael Uribe           | B ▮       |                                         |
| Molinos                                           | 4-3   | Molinos II                   | Rafael Uribe           | B ▮       |                                         |
| Molinos                                           | H728  | Danubio                      | Usme                   | B ▮       | Danubio                                 |
| Granja - Carrera 77                               | 5-1   | Suba Rincón                  | Suba                   | B ◆       | Avenida Cali                            |
| Granja - Carrera 77                               | 5-3   | Serena - Cerezos             | Engativá               | B ◆       |                                         |
| Granja - Carrera 77                               | 5-4   | Florida                      | Engativá               | B ◆       |                                         |
| Avenida Cali                                      | 5-2   | Avenida Carrera 91           | Suba                   | B ◆       |                                         |
| Portal Tunal                                      | 6-1   | Candelaria                   | Ciudad Bolívar         | E ▮       |                                         |
| Portal Tunal                                      | 6-1C  | Casalinda                    | Ciudad Bolívar         | E ▮       |                                         |
| Portal Tunal                                      | 6-2   | San Francisco                | Ciudad Bolívar         | E ▮       |                                         |
| Portal Tunal                                      | 6-3   | Sierra Morena                | Ciudad Bolívar         | B ◆       |                                         |
| Portal Tunal                                      | 6-4   | Paraíso                      | Ciudad Bolívar         | E ▮       | TMirador del Paraíso                    |
| Portal Tunal                                      | 6-5   | Tesoro                       | Ciudad Bolívar         | E ▮       |                                         |
| Portal Tunal                                      | 6-5   | Tesoro-Arabia                | Ciudad Bolívar         | E ▮       |                                         |
| Portal Tunal                                      | 6-5c  | Arabia                       | Ciudad Bolívar         | E ▮       |                                         |
| Portal Tunal                                      | 6-6   | Juan José Rondón             | Ciudad Bolívar         | E ▮       |                                         |
| Portal Tunal                                      | 6-7   | San Joaquín                  | Ciudad Bolívar         | E ▮       |                                         |
| Portal Tunal                                      | 6-8   | Vista Hermosa                | Ciudad Bolívar         | E ▮       |                                         |
| Portal Tunal                                      | 6-9   | Arborizadora Alta            | Ciudad Bolívar         | E ▮       |                                         |
| Portal Tunal                                      | 6-12  | Villa Gloria                 | Ciudad Bolívar         | E ▮       |                                         |
| Portal Tunal                                      | 6-18  | Pasquilla                    | Ciudad Bolívar         | B ◆       | Biblioteca, Parque                      |
| Portal Tunal                                      | H625  | Potosí                       | Ciudad Bolívar         | B ◆       |                                         |
| T Juan Pablo II                                   | H638  | Arabia                       | Ciudad Bolívar         | B ◆       | Portal Tunal (con TransMiCable)         |
| T Mirador del Paraíso                             | 10-11 | Bella Flor                   | Ciudad Bolívar         | B ◆       | Portal Tunal (con TransMiCable)         |
| T Mirador del Paraíso                             | 10-12 | Quiba                        | Ciudad Bolívar         | B ◆       | Portal Tunal (con TransMiCable)         |
| Calle 40 Sur                                      | 7-1   | Uribe Uribe                  | Rafael Uribe           | B ▮       | Santa Lucía                             |
| Calle 40 Sur                                      | 7-2   | Tunal                        | Tunjuelito             | B ◆       |                                         |
| Calle 40 Sur                                      | 7-3   | Inglés                       | Rafael Uribe           | B ◆       |                                         |
| Banderas                                          | 8-1   | Kennedy Central              | Kennedy                | E ▮       |                                         |
| Banderas                                          | 8-2   | Kennedy Hospital             | Kennedy                | E ▮       |                                         |
| Banderas                                          | 8-3   | Castilla                     | Kennedy                | E ▮       |                                         |
| Banderas                                          | 8-4   | Corabastos                   | Kennedy                | E ▮       |                                         |
| Banderas                                          | 8-5   | Biblioteca Tintal            | Kennedy                | E ▮       |                                         |
| Banderas                                          | 8-6   | Timiza                       | Kennedy                | E ▮       |                                         |
| Banderas                                          | F402  | Palmitas                     | Kennedy                | B ◆       | Patio Bonito, TV 86                     |
| Banderas                                          | F407  | La Magdalena                 | Kennedy                | B ◆       | TV 86                                   |
| Banderas                                          | F409  | Tierra Buena                 | Kennedy                | B ◆       | TV 86                                   |
| Banderas                                          | F423  | Favidi                       | Kennedy                | B ◆       | Mandalay                                |
| Banderas                                          | F424  | Favidi                       | Kennedy                | B ◆       |                                         |
| Banderas                                          | F425  | Circular Timiza              | Kennedy                | B ◆       |                                         |
| Biblioteca Tintal                                 | F417  | Tierra Buena                 | Kennedy                | B ◆       |                                         |
| Américas - Avenida Boyacá                         | 8-10  | Mundo Aventura               | Kennedy                | B ◆       |                                         |
| Portal Américas                                   | 9-1   | Casablanca                   | Kennedy                | E ▮       |                                         |
| Portal Américas                                   | 9-2   | Metrovivienda                | Bosa                   | E ▮       |                                         |
| Portal Américas                                   | 9-3   | Bosa La Libertad             | Bosa                   | E ▮       |                                         |
| Portal Américas                                   | 9-4   | Patio Bonito                 | Kennedy                | E ▮       |                                         |
| Portal Américas                                   | 9-5   | Avenida Tintal               | Bosa                   | E ▮       |                                         |
| Portal Américas                                   | 9-7   | Bosa La Independencia        | Bosa                   | E ▮       |                                         |
| Portal Américas                                   | 9-8   | Porvenir                     | Bosa                   | E ▮       |                                         |
| Portal Américas                                   | 9-9   | Bosa Santa Fé                | Bosa                   | E ▮       |                                         |
| Portal Américas                                   | 9-10  | Roma                         | Kennedy                | E ▮       |                                         |
| Portal Américas                                   | 9-11  | Franja Seca                  | Bosa                   | E ▮       |                                         |
| Portal Américas                                   | G511  | Porvenir                     | Bosa                   | B ◆       |                                         |
| Portal Américas                                   | G512  | Parques de Bogotá            | Bosa                   | B ◆       |                                         |
| Portal Sur - JFK Cooperativa Financiera           | 10-1  | Avenida Bosa                 | Bosa                   | E ▮       |                                         |
| Portal Sur - JFK Cooperativa Financiera           | 10-2  | Bosa Centro                  | Bosa                   | E ▮       |                                         |
| Portal Sur - JFK Cooperativa Financiera           | 10-3  | Albán Carbonell              | Bosa                   | E ▮       |                                         |
| Portal Sur - JFK Cooperativa Financiera           | 10-3C | Alameda                      | Bosa                   | E ▮       |                                         |
| Portal Sur - JFK Cooperativa Financiera           | 10-4  | Bosa Laureles                | Bosa                   | E ▮       |                                         |
| Portal Sur - JFK Cooperativa Financiera           | 10-5  | Terminal Sur                 | Bosa                   | E ▮       |                                         |
| Portal Sur - JFK Cooperativa Financiera           | 10-6  | Perdomo                      | Ciudad Bolívar         | B ▮       | Perdomo                                 |
| Portal Sur - JFK Cooperativa Financiera           | 10-8  | Olarte - Timiza              | Kennedy                | E ▮       |                                         |
| Portal Sur - JFK Cooperativa Financiera           | G514  | San José                     | Bosa                   | B ◆       | Estación Bosa                           |
| Portal Sur - JFK Cooperativa Financiera           | G524  | Parques de Bogotá            | Bosa                   | B ◆       | Estación Bosa                           |
| Portal Sur - JFK Cooperativa Financiera           | H640  | Santo Domingo                | Ciudad Bolívar         | B ◆       | Estación Bosa, Perdomo                  |
| Portal Sur - JFK Cooperativa Financiera           | H641  | Santo Domingo                | Ciudad Bolívar         | B ◆       | Estación Bosa, Perdomo                  |
| Portal Sur - JFK Cooperativa Financiera           | T04   | Potosí                       | Ciudad Bolívar         | B ◆       |                                         |
| San Mateo - Centro Comercial Unisur               | CSM   | Circular San Mateo           | Soacha                 | E ▮       | Portal Sur - JFK Cooperativa Financiera |
| Portal Suba                                       | 11-2  | San Andrés                   | Suba                   | B ▮       |                                         |
| Portal Suba                                       | 11-3  | Villa María                  | Suba                   | B ▮       |                                         |
| Portal Suba                                       | 11-4  | Aures                        | Suba                   | B ▮       |                                         |
| Portal Suba                                       | 11-5  | Avenida Cali                 | Suba                   | B ▮       |                                         |
| Portal Suba                                       | 11-6  | Las Mercedes                 | Suba                   | B ▮       |                                         |
| Portal Suba                                       | 11-7  | Pinar                        | Suba                   | B ▮       |                                         |
| Portal Suba                                       | 11-8  | La Gaitana                   | Suba                   | B ▮       |                                         |
| Portal Suba                                       | 11-9  | Lisboa                       | Suba                   | B ▮       |                                         |
| Portal Suba                                       | 11-10 | Bilbao                       | Suba                   | B ▮       |                                         |
| Portal Suba                                       | C104  | Suba Compartir               | Suba                   | B ▮       |                                         |
| Portal Suba                                       | C110  | Chorrillos                   | Suba                   | B ◆       |                                         |
| Portal Suba                                       | T08   | Tuna Alta                    | Suba                   | B ◆       | Suba - TV 91, La Campiña                |
| La Campiña                                        | C160  | Orquídeas                    | Suba                   | B ◆       | Suba - TV 91                            |
| 21 Ángeles                                        | C146  | Casablanca Norte             | Suba                   | B ◆       |                                         |
| General Santander                                 | 12-1  | Fátima                       | Tunjuelito             | B ▮       | Alquería, Venecia                       |
| General Santander                                 | H604  | Santo Domingo                | Ciudad Bolívar         | B ◆       | Alquería                                |
| General Santander                                 | H632  | Villa Gloria                 | Ciudad Bolívar         | B ◆       | Alquería                                |
| General Santander                                 | H726  | Bolonia Usme                 | Usme                   | B ◆       | Alquería                                |
| Venecia                                           | G528  | Timiza B                     | Bosa, Kennedy          | B ◆       |                                         |
| Santa Isabel                                      | G536  | Est. Santa Isabel            | Puente Aranda          | B ◆       |                                         |
| Comuneros                                         | F426  | Galán                        | Puente Aranda          | B ◆       |                                         |
| Universidades - CityU                             | L821  | Est. Bicentenario            | Santa Fe               | B ◆       | Bicentenario                            |
| Portal 20 de Julio                                | 13-6  | Juan Rey                     | San Cristóbal          | E ▮       |                                         |
| Portal 20 de Julio                                | 13-7  | Península                    | San Cristóbal          | E ▮       |                                         |
| Portal 20 de Julio                                | 13-8  | Altamira                     | San Cristóbal          | B ◆       |                                         |
| Portal 20 de Julio                                | 13-9  | Tihuaque                     | Usme                   | E ▮       |                                         |
| Portal 20 de Julio                                | 13-10 | Villa del Cerro              | San Cristóbal          | E ▮       |                                         |
| Portal 20 de Julio                                | 13-12 | Libertadores                 | San Cristóbal          | E ▮       |                                         |
| Portal 20 de Julio                                | 13-13 | Resurrección                 | Rafael Uribe           | E ▮       |                                         |
| Portal 20 de Julio                                | L819  | Santa Inés Sur               | San Cristóbal          | B ◆       |                                         |
| Portal 20 de Julio                                | L820  | San Isidro                   | San Cristóbal          | E ▮       |                                         |
| Bicentenario                                      | A821  | Est. Universidades - CityU   | Santa Fe               | B ◆       | Universidades - CityU                   |
| Bicentenario                                      | 14-1  | Las Cruces                   | Santa Fe               | B ◆       | San Bernardo                            |
| Bicentenario                                      | 14-6  | El Verjón                    | Santa Fe               | B ◆       |                                         |
| Bicentenario                                      | 15-5  | La María                     | San Cristóbal          | B ◆       | San Bernardo                            |
| Bicentenario                                      | L813  | Est. Avenida 1.º de Mayo     | San Cristóbal/Santa Fe | B ◆       | Avenida 1.º de Mayo                     |
| Avenida 1.º de Mayo                               | 13-2  | Providencia Alta             | Rafael Uribe           | B ◆       | Country Sur                             |
| Avenida 1.º de Mayo                               | 13-4  | Diana Turbay                 | Rafael Uribe           | B ◆       | Country Sur                             |
| Avenida 1.º de Mayo                               | 13-5  | Las Paces                    | Rafael Uribe           | B ◆       | Country Sur                             |
| Avenida 1.º de Mayo                               | 15-3  | Horacio Orjuela              | San Cristóbal          | B ◆       |                                         |
| Avenida 1.º de Mayo                               | 15-4  | Ramajal                      | San Cristóbal          | B ◆       |                                         |
| Avenida 1.º de Mayo                               | L822  | SIDEL                        | San Cristóbal          | B ◆       |                                         |
| Avenida 1.º de Mayo                               | T27   | Bello Horizonte              | San Cristóbal          | B ◆       |                                         |
| Portal Eldorado - Centro Comercial Nuestro Bogotá | 16-1  | Tierra Grata                 | Engativá               | E ▮       |                                         |
| Portal Eldorado - Centro Comercial Nuestro Bogotá | 16-2  | Engativá Centro              | Engativá               | E ▮       |                                         |
| Portal Eldorado - Centro Comercial Nuestro Bogotá | 16-3  | Av.ElDorado - Álamos         | Engativá               | E ▮       |                                         |
| Portal Eldorado - Centro Comercial Nuestro Bogotá | 16-4  | El Muelle                    | Engativá               | E ▮       |                                         |
| Portal Eldorado - Centro Comercial Nuestro Bogotá | 16-5  | Villa Amalia                 | Engativá               | B ◆       |                                         |
| Portal Eldorado - Centro Comercial Nuestro Bogotá | 16-6  | La Faena                     | Engativá               | E ▮       |                                         |
| Portal Eldorado - Centro Comercial Nuestro Bogotá | 16-7  | La Estancia                  | Fontibón               | B ▮       |                                         |
| Portal Eldorado - Centro Comercial Nuestro Bogotá | 16-8  | Zona Franca                  | Fontibón               | B ▮       |                                         |
| Portal Eldorado - Centro Comercial Nuestro Bogotá | 16-9  | Fontibón Centro              | Fontibón               | B ▮       |                                         |
| Portal Eldorado - Centro Comercial Nuestro Bogotá | 16-10 | Villemar                     | Fontibón               | B ▮       |                                         |
| Portal Eldorado - Centro Comercial Nuestro Bogotá | 16-12 | Belén                        | Fontibón               | B ▮       |                                         |
| Portal Eldorado - Centro Comercial Nuestro Bogotá | 16-14 | Aeropuerto                   | Fontibón, Engativá     | E ▮       |                                         |
| Portal Eldorado - Centro Comercial Nuestro Bogotá | TC6   | San Pablo Jericó             | Fontibón               | B ▮       |                                         |
| Portal Eldorado - Centro Comercial Nuestro Bogotá | K300  | Puente Grande                | Fontibón               | B ◆       |                                         |
| Avenida Rojas - UNISALESIANA                      | 17-3  | Modelia                      | Fontibón               | B ◆       | Normandía                               |
| Avenida Rojas - UNISALESIANA                      | K301  | La Felicidad                 | Fontibón               | B ◆       | Modelia, Normandía                      |
| Avenida Rojas - UNISALESIANA                      | F333  | Ciudad Alsacia               | Kennedy                | B ◆       | Salitre - El Greco                      |
| Corredor Carrera 7.ª                              | 18-7  | Soratama                     | Usaquén                | B ◆       |                                         |
| Corredor Carrera 7.ª                              | 18-9  | Cerro Norte                  | Usaquén                | B ◆       |                                         |
| Corredor Carrera 7.ª                              | 18-11 | Unicerros                    | Usaquén                | B ◆       | Buses Duales                            |
| Corredor Carrera 7.ª                              | 18-14 | Torca                        | Usaquén                | B ◆       | Calle 187, Terminal                     |
| Alcalá - Colegio Santo Tomás Dominicos            | 19-1  | Cedritos                     | Usaquén                | B ◆       |                                         |
| Alcalá - Colegio Santo Tomás Dominicos            | 19-2  | Colina                       | Suba                   | B ◆       |                                         |
| Alcalá - Colegio Santo Tomás Dominicos            | T53   | Colina                       | Suba                   | B ◆       | Mazurén, CL 146, CL 142                 |
| Alcalá - Colegio Santo Tomás Dominicos            | C100  | Casablanca Norte             | Suba                   | B ◆       |                                         |
| Calle 100 - Marketmedios                          | 19-3  | Chicó Norte                  | Chapinero              | B ◆       |                                         |
| Pepe Sierra                                       | B908  | Santa Ana                    | Usaquén                | B ◆       | Calle 106                               |
| Calle 127                                         | B920  | Santa Bárbara Oriental       | Usaquén                | B ◆       |                                         |
| Calle 142                                         | 19-6  | Cedritos                     | Usaquén                | B ◆       | Calle 146                               |
| Calle 146                                         | 19-7  | Cantabria                    | Suba                   | B ◆       | Mazurén                                 |
| Calle 85 - Gato Dumas                             | 19-8  | La Cabrera                   | Chapinero              | B ◆       | Virrey                                  |
| Prado                                             | 19-10 | Calle 129                    | Suba                   | B ◆       | Suba - AV Boyacá                        |
| Prado                                             | 19-11 | Canódromo                    | Suba                   | B ◆       |                                         |
| Toberín - Foundever                               | 19-9  | Barrancas Norte              | Usaquén                | B ◆       | Calle 161                               |
| Toberín - Foundever                               | 19-12 | Cantalejo                    | Suba                   | B ◆       |                                         |
| Toberín - Foundever                               | T52   | Calle 167                    | Suba                   | B ◆       |                                         |
| Terminal                                          | B927  | Lomitas                      | Usaquén                | B ◆       |                                         |
| Mazurén                                           | C925  | Bulevar Niza                 | Suba                   | B ◆       |                                         |
| Mazurén                                           | B926  | Parques de Capri             | Usaquén                | B ◆       |                                         |

### Componente zonal
Es el componente más reciente, y es con el que nació el SITP junto a la fase III de TransMilenio. En cada uno de ellos el pago se hace con tarjeta inteligente dentro del bus.

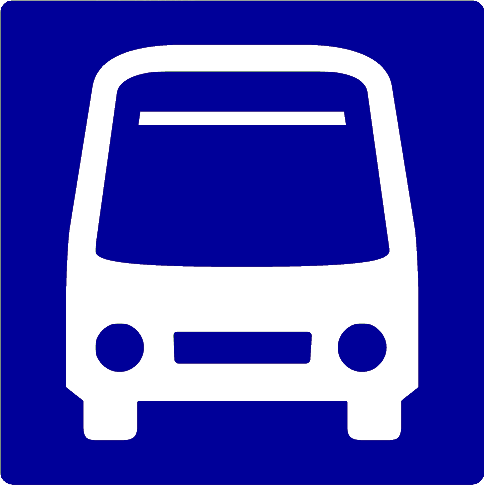
Identificador del servicio urbano

#### Servicio urbano
Se identifica con los colores azul, amarillo que cumple con el estándar ambiental que es la norma Euro 6 y verde manzana que cumple el estándar ambiental eléctrica, es operado con buses padrones con capacidad para 80 o 95 pasajeros, busetones, buses y busetas con capacidad para 40 o 55 pasajeros y microbuses con capacidad para 19 pasajeros. El servicio urbano se diseñó para conectar a las diferentes zonas de la ciudad con los corredores viales principales donde no existe servicio troncal, por esta razón, los corredores troncales cuentan con un número de rutas urbanas significativamente menor al de las demás vías. Las rutas urbanas, en general, son de gran longitud, transitando por la ciudad desde y hacia todas las zonas de Bogotá. Se detienen en todos los paraderos por donde pase la ruta, siempre y cuando un usuario así lo desee, ya sea para abordar o desabordar el bus. Debido a los constantes cambios operacionales en el SITP, algunas rutas urbanas no satisfacen la definición anterior sino que cumplen funciones de alimentación troncal como rutas circulares cortas.  Su nomenclatura de rutas discontinua, obedece a que se conservaron en su gran mayoría; los números de rutas anteriores del sistema tradicional por motivos de hacer fácil la recordación y transición al usuario. Las rutas nuevas si tienen una nomenclatura que comienza por C, E, P, SE, T, Z seguida de un número y N en el caso de rutas nocturnas y madrugada, seguida de un número.

#### Servicio complementario

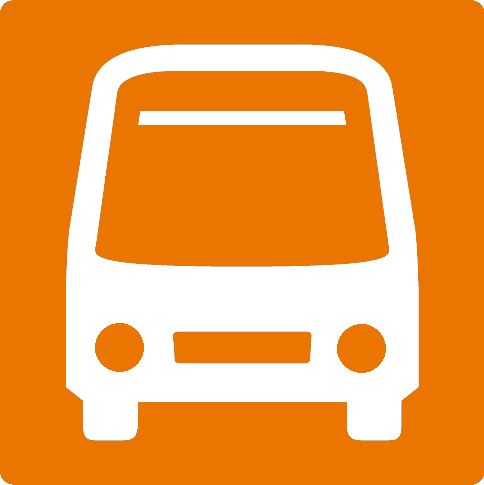
Identificador del servicio complementario

Se identifica con el color naranja. Es operado por buses padrones con capacidad para 80 pasajeros, y busetones, buses y busetas con capacidad para 40 o 45 pasajeros. Su función es movilizar pasajeros desde y hacia zonas aledañas a las estaciones de TransMilenio, similar al servicio alimentador. Operan por el carril mixto y se detienen en todos los paraderos por donde pase la ruta, siempre y cuando un usuario así lo desee, ya sea para abordar o descender del bus. Se integra con el servicio troncal mediante paraderos en estaciones sencillas, y mediante plataformas en estaciones intermedias y portales.

#### Servicio especial

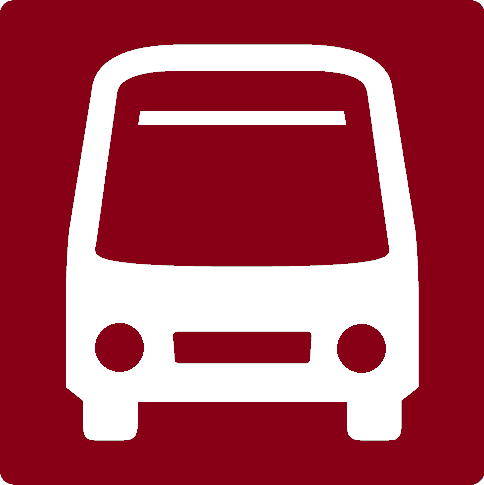
Identificador del servicio especial

Se identifica con el color vinotinto. Es operado por microbuses con capacidad para 19 pasajeros y buses con capacidad para 40 o 50 pasajeros. Su función es movilizar pasajeros desde y hacia zonas periféricas de la ciudad, que tengan poca demanda o difícil acceso.
Algunas rutas se integran a las zonas urbanas de la ciudad. De Ahora en Adelante, esta numeración aplica para los servicios que hayan iniciado operación antes de 2020. Los que inician operación después de 2020 de manera paulatina entran con la nueva numeración basada en letras por zonas. 
| Ruta   | Destino                                 | Origen y Recorrido |
| ------ | --------------------------------------- | --- |
| Zona A |                                         | |
| A001   | Bosque Calderón                         | El Paraíso >> Calle 42 > Carrera 3 Este > Av. Circunvalar > Av. Pablo VI > Av. Caracas > Av. José Celestino Mutis > Av. Alberto Lleras Camargo > Calle 65 > Carrera 4 > Calle 62 > Diagonal 57 |
| A001   | El Paraíso                              | Bosque Calderón >> Calle 60A > Carrera 4 > Calle 54A > Av. Alberto Lleras Camargo > Calle 60 > Carrera 13 > Av. Pablo VI > Transversal 3 > Calle 51 > Villa del Cerro > Calle 42 |
| A002   | San Luis                                | Est. Movistar Arena >> Vía La Calera > Av. Alberto Lleras Camargo > Calle 73 > Av. Germán Arciniegas > Calle 67 > Av. Gabriel Andrade > Av. Colombia > Av. NQS |
| A002   | Estación Movistar Arena                 | San Luis >> Av. NQS > Diagonal 61C > Av. Colombia > Calle 66 > Carrera 17 > Calle 74 > Av. Germán Arciniegas > Av. Chile > Av. Alberto Lleras Camargo > Vía La Calera |
| A003   | Estación Universidad Nacional           | Est. Universidad Nacional >> Av. NQS > Av. Las Palmas > Chapinero > Carrera 13 > Av. Francisco Miranda > Carrera 27 > Calle 45A > Est. Universidad Nacional |
| A018   | Estación Comuneros                      | Est. NQS Calle 38A Sur >> Av. Batallón Caldas > Av. Fucha > Av. Cundinamarca > Av. C. Montes |
| A103   | Estación Calle 76 - San Felipe          | Portales del Norte >> Mazurén > San Cipriano > Av. San José > Toberín > Av. Orquídeas > Av. NQS > Carrera 47 > Calle 93 > Av. Suba > Av. Medellín > Carrera 20B > Calle 74 > Av. Paseo del Country > Calle 76 |
| A117   | Chapinero                               | Villa Cindy >> Calle 132D > Transversal 127 > Calle 139 > Av. Suba > Av. Rodrigo Lara Bonilla > Av. Paseo del Country > Av. España > Av. Germán Arciniegas > Calle 67 |
| A124   | Centro                                  | Bilbao >> Compartir > Av. Suba > Av. de la Constitución > Calle 98 > Av. Congreso Eucarístico > Av. Chile > Av. Alberto Lleras Camargo > Carrera 13 > Calle 24 > Carrera 3 |
| A127   | Germania                                | Fontanar del Río >> Bilbao > La Gaitana > Nueva Tibabuyes > Aures II > Av. C. de Cali > Av. Eldorado > Av. Pedro León Trabuchy > Av. C. de Lima |
| A129   | Germania                                | Bilbao >> Calle 144 > Av. Suba > Carrera 91 > Suba Rincón > Av. C. de Cali > Av. Esperanza > Av. Américas > Av. Eldorado > Carrera 13 > Av. C. de Lima |
| A134   | Pq. Central Bavaria                     | Tibabuyes >> Calle 139 > Carrera 118 > Av. Tabor > Av. Rincón > Av. Rodrigo Lara Bonilla > Av. Paseo del Country > Av. España > Av. Germán Arciniegas > Carrera 13 |
| A134   | Porciúncula                             | Tibabuyes >> Calle 139 > Carrera 118 > Av. Tabor > Av. Rincón > Av. Rodrigo Lara Bonilla > Av. Paseo del Country > Av. España > Av. Germán Arciniegas > Av. Chile |
| A151   | Centro                                  | Tibabuyes >> La Gaitana > Carrera 118 > Av. Suba > Calle 129 > Av. Las Villas > Av. Rodrigo Lara Bonilla > Av. Córdoba > Av. Pepe Sierra > Carrera 53 > Av. España > Av. Germán Arciniegas > Carrera 13 > Av. Fernando Mazuera > Av. C. de Lima |
| A153   | Centro                                  | Suba La Gaitana >> Calle 139 > Lisboa > Av. Medellín > Carrera 104 > Av. Chile > Av. Rojas > Av. Eldorado > Av. Batallón Caldas > Av. Esperanza > Av. C. de Lima |
| A203   | Chicó Norte                             | Bachué >> Av. Morisca > Av. Medellín > Bonanza > Av. Boyacá > Av. Rodrigo Lara Bonilla > Av. Paseo del Country > Av. España > Av. Germán Arciniegas |
| A213   | Galerías                                | Villa Teresita >> Av. José Celestino Mutis > Carrera 110 > Carrera 106A > Av. Chile > Carrera 77A > Av. Pablo VI > Av. Rojas > Av. José Celestino Mutis > Av. La Esmeralda > Av. Pablo VI |
| A214   | Park Way                                | Bachué >> Av. Morisca > Av. C. de Cali > Calle 75 > Av. Congreso Eucarístico > Av. Gabriel Andrade > Calle 66 > Av. Colombia |
| A215   | Germania                                | Bachué >> Quirigua > Carrera 107 > Av. Chile > Av. Gabriel Andrade > Av. Colombia > Av. Eldorado > Carrera 13 > Av. C. de Lima |
| A302   | Centro                                  | El Recodo >> Av. Versalles > Calle 23D > Carrera 100 > Av. Centenario > Av. Congreso Eucarístico > Av. C. Montes > Calle 2 > Av. Fernando Mazuera |
| A305   | Estación Calle 100                      | El Recodo >> Av. Centenario > Carrera 96C > Av. Ferrocarril > Modelia > Av. Esperanza > Av. Congreso Eucarístico > Av. España |
| A306   | Centro Andino                           | Zona Franca >> Av. Ferrocarril > Modelia > Av. La Esperanza > Av. Congreso Eucarístico > Av. José Celestino Mutis > Av. La Esmeralda > Av. Gabriel Andrade > Av. Colombia > Av. Chile > Carrera 9 > Calle 84A |
| A319   | Centro Andino                           | Fontibón Brisas >> Calle 23B > Calle 23D > Av. La Esperanza > Av. Eldorado > Av. NQS > Av. Francisco Miranda > Av. Alberto Lleras Camargo > Granada > Calle 67 > Carrera 9 > Calle 84A |
| A324   | Perseverancia                           | El Refugio >> Calle 23B > Av. Ferrocarril > Carrera 100 > Av. Centenario > Av. Colón > Av. C. de Lima > Carrera 3 |
| A332   | Porciúncula                             | El Recodo >> Av. Centenario > Carrera 99 > Av. Ferrocarril > Carrera 75 > Av. La Esperanza > Carrera 33 > Av. Francisco Miranda > Av. Alberto Lleras Camargo > Granada > Calle 67 > Carrera 9 |
| A334   | Porciúncula                             | Fontibón Versalles >> Calle 23G > Av. Versalles > Calle 17 > Av. Centenario > Av. C. de Cali > Av. Esperanza > Av. Boyacá > Av. Chile > Calle 74 > Av. Germán Arciniegas > Av. Chile > Av. Alberto Lleras Camargo |
| A336   | Germania                                | Puente Grande >> Av. Centenario > Av. Américas > Av. Ciudad de Lima |
| A336   | Germania                                | Fontibón HB >> Av. Centenario > Av. Américas > Av. Ciudad de Lima |
| A405   | San Diego                               | Camelia >> Galán > Carrera 54 > Av. de las Américas > Calle 34 > Carrera 13 |
| A410   | Chicó Norte                             | Tierra Buena >> Av. de los Muiscas > Av. C. de Cali > Av. La Esperanza > Av. Congreso Eucarístico > Av. José Celestino Mutis > Carrera 9 > Calle 76 > Av. Paseo del Country > Calle 94 |
| A426   | Estación Comuneros                      | Galán >> Camelia > Av. Ferrocarril del Sur > Calle 19 Sur > Carrera 52 > La Ponderosa > Av. Ferrocarril del Sur > Av. Batallón Caldas > Av. C. Montes > Carrera 29 > Calle 2 > Av. NQS |
| A501   | Germania                                | Bosa San José >> Av. San Bernardino > Bosa Centro > Ciudad Kennedy > Mundo Aventura > Nueva Marsella > Trinidad > Av. Colón > Est. de la Sabana > Av. C. de Lima |
| A503   | Estación Calle 100                      | San Bernardino >> Bosa Centro > Av. Primero de Mayo > Av. Congreso Eucarístico > Av. Pablo VI > Av. Batallón Caldas > Av. José Celestino Mutis > Av. Colombia > Av. NQS > Autopista Norte |
| A506   | Galerías                                | Catalina II >> Olarte > Calle 57B Sur > Carrera 63 > Autopista Sur > Alquería > Av. Primero de Mayo > Calle 17 Sur > Restrepo > Av. Hortúa > Av. Fernando Mazuera > Park Way |
| A507   | Chapinero                               | Metrovivienda >> Bosa La Libertad > Chicalá > Ciudad Kennedy > Banderas > Av. de las Américas > Calle 34 > Carrera 17 > Palermo |
| A516   | Chapinero                               | Portal Sur >> Calle 57B Sur > Av. C. de Villavicencio > Jaqueline > Calle 45 Sur > Av. Boyacá > Av. de las Américas > Calle 34 > Carrera 17 > Av. Las Palmas |
| A518   | Chapinero                               | Potreritos >> Metrovivienda > Av. Bosa > Av. C. de Cali > Calle 12 > Carrera 80 > Av. Centenario > Av. Boyacá > Av. Esperanza > Av. Congreso Eucarístico > Av. Pablo VI > Calle 52 > Av. Colombia > Av. Las Palmas |
| A522   | Germania                                | Metrovivienda >> La Independencia > Av. Bosa > Av. A. Mejía > Carrera 79 > Av. Poporo Quimbaya > Av. 1.º de Mayo > Av. Congreso Eucarístico > Av. C. Montes > Eduardo Santos > Av. Caracas > Av. La Hortúa > Av. Fernando Mazuera > Av. C. de Lima |
| A532   | Chapinero Central                       | Metrovivienda >> Av. Tintal > Calle 49 Sur > Av. C. de Cali > Av. Américas > Av. Batallón Caldas > Av. J. C. Mutis |
| A537   | Palermo                                 | Villa del Río >> Boitá > Alquería La Fragua > Ospina Perez > Av. Batallón Caldas > Av. Fucha > Av. NQS > Av. Comuneros > Av. Fernando Mazuera > Calle 32 > Carrera 17 |
| A538   | El Retiro                               | Villa del Río >> Calle 57B Sur > Calle 45 Sur > Timiza > Calle 42 Sur > Carrera 79 > Ciudad Kennedy > Techo > Av. Boyacá > Av. Esperanza > Av. Congreso Eucarístico > Av. Eldorado > Av. Batallón Caldas > Av. Pablo VI > Carrera 17 > Calle 74 > Carrera 9 > Calle 84A |
| A541   | Chapinero                               | Bosa Centro >> Av. A. Mejía > Roma > Catalina > Jaqueline > Calle 45 Sur > Av. Poporo Quimbaya > Carrera 69B > Av. 1.º de Mayo > Av. Batallón Caldas > Av. Comuneros > Carrera 43 > Av. Américas > Av. Batallón Caldas > Av. J. C. Mutis |
| A600   | Chapinero                               | Jerusalén >> Perdomo > Av. C. de Villavicencio > Av. Jorge Gaitán Cortés > Av. Santa Lucía > Carrera 25A > Calle 46 Sur > Av. Mariscal Sucre > Calle 28 Sur > Transversal 22B > Calle 30 Sur > Av. Caracas > Calle 27 Sur > Av. Fernando Mazuera > Calle 32 > Carrera 17 |
| A601   | Chapinero                               | Perdomo>> Carrera 72 > Autopista Sur > Av. C. de Villavicencio > Calle 57B Sur > Carrera 63 > Autopista Sur > Av. General Santander > Av. Hortúa > Av. Fernando Mazuera > Av. Alberto Lleras Camargo > Calle 65 > Juan XXIII > Calle 64 > Granada > Calle 67 |
| A605   | Polo - FINCOMERCIO                      | Arborizadora Alta >> Juan José Rondón > Av. C. de Villavicencio > Av. Jorge Gaitán Cortés > Av. NQS > Av. Colombia > Av. Chile > Carrera 28 |
| A606   | Chicó Norte                             | San Joaquín >> Tesoro > La Estrella > Av. Boyacá > Av. Mariscal Sucre > Ciudad Tunal > Samore > Av. Jorge Gaitán Cortés > Fátima > Venecia > Av. Congreso Eucarístico > Av. España |
| A610   | Chicó Norte                             | Paraíso >> Vía Paraíso > Lucero > Av. Boyacá > Av. Mariscal Sucre > Santa Lucía > Av. Santa Lucía > Av. Jorge Gaitán Cortés > Fátima > Venecia > Av. Congreso Eucarístico > Av. España |
| A611   | Estación Calle 100                      | Santo Domingo >> Sierra Morena > Av. Jorge Gaitán Cortés > Fátima > Venecia > Av. Congreso Eucarístico > Av. España > Av. Santa Bárbara |
| A617   | Centro                                  | Perdomo >> Calle 63 Sur > Nuevo Muzú > Diagonal 51A Sur > Venecia > Av. NQS > Av. G. Santander > Av. 1.º de Mayo > Restrepo > Av. Fucha > Av. Fernando Mazuera > Las Cruces > Av. José Asunción Silva > Av. Circunvalar > Carrera 3 > Av. C. de Lima > Carrera 9 > Calle 22 |
| A618   | Germania                                | Santo Domingo >> Sierra Morena > Jerusalén > Av. C. de Villavicencio > Ciudad Tunal > Av. Mariscal Sucre > Av. 1.º de Mayo > Av. Fernando Mazuera > Av. C. de Lima |
| A620   | San Diego                               | La Estancia >> Calle 63 Sur > Av. C. de Villavicencio > Ciudad Tunal > Av. Mariscal Sucre > Restrepo > Av. Fucha > Av. Fernando Mazuera |
| A633   | Ricaurte                                | Acapulco >> Av. Boyacá > Venecia > [[Avenida Carrera 68 Av. Batallón Caldas > Autopista Sur > |
| A642   | Porciúncula                             | Rincón de Venecia >> Nuevo Muzú > Autopista Sur > Av. Boyacá > Av. Primero de Mayo > Av. Congreso Eucarístico > Calle 8 Sur > Galán > Carrera 60 > Av. de las Américas > Av. Alberto Lleras Camargo > Calle 67 |
| A643   | Paloquemao                              | San Joaquín >> Av. Boyacá > Av. Mariscal Sucre > Santa Lucía > Av. Santa Lucía > Av. Batallón Caldas > Autopista Sur > Av. NQS |
| A702   | El Guavio                               | El Uval >> Autopista al Llano > Comuneros > Virrey Sur > Av. Caracas > Molinos del Sur > Marruecos > Puerto Rico > Lomas > Av. Fernando Mazuera > Av. C. de Lima > Carrera 3 > Carrera 5 > Av. Circunvalar > Egipto Alto |
| A704   | Germania                                | El Uval >> Autopista al Llano > Av. Boyacá > Av. Mariscal Sucre > Restrepo > Carrera 24 > Av. C. de Lima |
| A706   | San Diego                               | El Uval >> Alfonso López > Autopista al Llano > Av. Caracas > Molinos del Sur > Marruecos > Puerto Rico > Lomas > Av. Fernando Mazuera > Av. C. de Lima > Av. Caracas > Calle 24 |
| A708   | Chicó Norte                             | Antonio José de Sucre >> Usminia > Diagonal 99 Sur > Av. Caracas > Ciudad Tunal > Av. Mariscal Sucre > Av. Quiroga > Av. NQS > Av. España |
| A720   | 7 de Agosto                             | Ciudadela Usme >> Av. Caracas > Av. Santa Lucía > Av. Mariscal Sucre > Restrepo > Carrera 24 > Paloquemao > Carrera 19 > Park Way > Av. Colombia |
| A725   | Las Nieves                              | El Tuno >> Antonio José de Sucre > Usminia > Diagonal 99 Sur > Av. Caracas > Calle 73D Sur > Carrera 14L > Av. Caracas > Calle 68B Sur > Duitama > Nebraska > Av. La Fiscala > La Fiscala Norte > Carrera 3 > Diana Turbay > Carrera 5 > Bochica > Puerto Rico > Lomas > Av. Fernando Mazuera |
| A805   | 7 de Agosto                             | Juan Rey >> Av. de los Cerros > Av. C. de Villavicencio > 20 de Julio > Carrera 6 > Av. Fucha > Av. Fernando Mazuera > Calle 32 > Park Way > Av. Colombia |
| A809   | Marly                                   | Santa Rita Sur Oriental >> Carrera 11 Este > Calle 46 Sur > Av. La Victoria > Av. C. de Villavicencio > Av. Fernando Mazuera > Calle 32 > Carrera 17 > Av. Pablo VI |
| A814   | Porciúncula                             | Horacio Orjuela >> Santa Inés Sur > Granada Sur > Carrera 7 > Av. Fernando Mazuera > Av. Alberto Lleras Camargo > Granada > Calle 67 > Carrera 9 > Calle 73 |
| A815   | Germania                                | Villa del Cerro >> Av. La Victoria > Av. de la Guacamaya > Carrera 5 > Calle 48P Sur > Puerto Rico > Lomas > Av. Fernando Mazuera > Av. C. de Lima |
| A818   | Galerías                                | Aguas Claras >> Av. Fucha > Carrera 24 > Paloquemao > Carrera 17 > Carrera 19 > Av. Francisco de Miranda > Av. Colombia > Av. Las Palmas > Carrera 21 > Av. Pablo VI |
| A821   | Universidades - City U                  | Est. Bicentenario >> Av. Comuneros > Egipto Alto > Girardot > El Consuelo > Carrera 3 Este > Av. Circunvalar > Carrera 3 |
| A900   | Galerías                                | El Codito >> Av. Alberto Lleras Camargo > Av. San Juan Bosco > Toberín > Av. Santa Bárbara > Av. NQS > Carrera 47 > Calle 93 > Av. Suba > Av. Medellín > Av. Colombia |
| A915   | Porciúncula                             | Toberín >> Av. Orquídeas > Barrancas > Av. La Sirena > Av. Laureano Gómez > Calle 110 > Av. Germán Arciniegas > Av. Pepe Sierra > Av. Alberto Lleras Camargo > Calle 76 > Av. Germán Arciniegas |
| Zona B |                                         | |
| B100   | Estación Alcalá                         | Casablanca >> Carrera 76 > Av. Camino del Prado > Autopista Norte |
| B118   | San Cristóbal Norte                     | Suba Berlín >> La Gaitana > Calle 129C > Suba Rincón > Carrera 91 > Av. Suba > Av. Boyacá > Av. Camino del Prado > Autopista Norte > Av. Contador > Av. Santa Bárbara > Av. Orquídeas > Av. Laureano Gómez > Calle 165 |
| B130   | CardioInfantil                          | Suba Berlín >> Calle 139 > Lisboa > Calle 132D > Calle 139 > Av. C. de Cali > Calle 153 > Carrera 92 > Av. San José > Av. Alberto Lleras Camargo |
| B138   | Cedritos                                | Bilbao >> Compartir > Av. Suba > Av. Boyacá > Av. Camino del Prado > Av. Las Villas > Av. Iberia > Av. Santa Bárbara > Calle 140 |
| B144   | Clínica El Bosque                       | Bilbao >> Calle 144 > Carrera 115 > Calle 153 > Carrera 92 > Av. San José > Carrera 21 > Av. Orquídeas > Calle 165 > Av. Alberto Lleras Camargo |
| B145   | San Cristóbal Norte                     | Bilbao >> Calle 144 > Calle 139 > Av. Suba > Calle 129 > Av. Contador > Av. Alberto Lleras Camargo |
| B161   | Unicentro                               | Villa Gloria >> Calle 139 > Villa Cindy > Calle 132D > Carrera 115 > Calle 153 > Carrera 92 > Av. San José > Toberín > Av. Santa Bárbara > Av. Callejas > Av. Alberto Lleras Camargo |
| B162   | San Cristóbal Norte                     | Villa Gloria >> La Gaitana > Calle 129C > Nueva Tibabuyes > Aures II > Suba Rincón > Carrera 91 > Av. Suba > Carrera 92 > Av. San José > Av. Alberto Lleras Camargo |
| B217   | Unicentro                               | Sabana del Dorado >> Calle 63B > Calle 64 > Carrera 113B > Av. José Celestino Mutis > Carrera 110 > Av. Chile > Av. Boyacá > Av. Rodrigo Lara Bonilla |
| B237   | Unicentro                               | Engativá Centro >> Calle 63B > Calle 64 > Carrera 113B > Av. José Celestino Mutis > Carrera 110 > Av. Chile > Av. Congreso Eucarístico > Av. Paseo del Country > Av. Callejas |
| B303   | Unicentro                               | Fontibón HB >> Av. Centenario > Zona Franca > Carrera 105 > Calle 17 > Carrera 96C > Calle 22 > Carrera 100 > Av. Esperanza > Av. Congreso Eucarístico > Av. Pablo VI > Av. Alberto Lleras Camargo > Granada > Calle 67 > Carrera 9 > Calle 73 > Av. Paseo del Country |
| B309   | Lijacá                                  | Fontibón San Pablo >> Calle 17 > Carrera 100 > Av. Eldorado > Av. Congreso Eucarístico > Av. Pablo VI > Carrera 17 > Av. Paseo del Country > Av. España > Av. Santa Bárbara > Av. Orquídeas > Av. Alberto Lleras Camargo |
| B314   | El Codito                               | Fontibón Refugio >> Atahualpa > Calle 18 > Carrera 99 > Av. Ferrocarril > Modelia > Av. Esperanza > Carlos Lleras > Av. Boyacá > Av. Rodrigo Lara Bonilla > Av. Alberto Lleras Camargo > Carrera 4 |
| B326   | Unicentro                               | Prado Grande >> Av. Centenario > Carrera 65 > Av. Puente Aranda > Av. Congreso Eucarístico > Av. España > Av. Paseo del Country |
| B419   | Lijacá                                  | Nueva Castilla >> Carrera 94A > Calle 6A > Av. C. de Cali > Av. Alsacia > Av. Boyacá > Av. Rodrigo Lara Bonilla > Av. Las Villas > Av. Contador > Av. Santa Bárbara > Av. Orquídeas > Av. Alberto Lleras Camargo |
| B608   | Calle 134                               | Arabia >> Tesoro > La Estrella > Av. Boyacá > Av. Mariscal Sucre > Av. Quiroga > Matatigres > Av. NQS > Av. Laureano Gómez > Lisboa |
| B609   | Unicentro                               | Arborizadora Alta >> Juan José Rondón > Av. C. de Villavicencio > Av. Jorge Gaitán Cortés > Av. Boyacá > Av. Pepe Sierra > Av. Córdoba > Av. Rodrigo Lara Bonilla > Av. Alberto Lleras Camargo |
| B631   | Calle 134                               | Paraíso >> Vía Paraíso > Lucero > Av. Boyacá > Av. Mariscal Sucre > Av. Quiroga > Matatigres > Av. NQS > Av. Laureano Gómez > Lisboa |
| B900   | El Codito                               | Galerías >> Av. Colombia > Av. Medellín > Autopista Norte > Av. NQS > Av. Santa Bárbara > Toberín > Av. San Juan Bosco > Av. Alberto Lleras Camargo |
| B902   | Calle 222                               | Metrovivienda >> Av. Bosa > Brasilia > Calle 53 Sur > Av. 1.º de Mayo > Av. Boyacá > Av. San José > Autopista Norte |
| B902   | Calle 170                               | Metrovivienda >> Av. Bosa > Brasilia > Calle 53 Sur > Av. 1.º de Mayo > Av. Boyacá > Av. San José |
| B903   | Verbenal                                | Aeropuerto >> Av. Eldorado > Av. Boyacá > Av. San José > Toberín > Av. Orquídeas > Calle 165 > Av. Alberto Lleras Camargo > Av. San Antonio |
| B904   | La Estrellita                           | Terminal Salitre >> Av. Congreso Eucarístico > Av. España > Av. Santa Bárbara > Calle 140 > Av. Alberto Lleras Camargo |
| B905   | Serrezuela                              | Puente Aéreo >> Av. Eldorado > Av. C. de Cali > Calle 153 > Carrera 92 > Av. San José > Av. Alberto Lleras Camargo > El Codito |
| B906   | Toberín                                 | Villa Gladys >> Av. José Celestino. Mutis > Zona Industrial Álamos > Carrera 77A > Av. Pablo VI > Av. Rojas > Av. José Celestino Mutis > Av. La Esmeralda > Av. Pablo VI > Carrera 17 > Av. Paseo del Country > Av. Rodrigo Lara Bonilla > Av. Alberto Lleras Camargo > Av. La Sirena > Av. Laureano Gómez > Calle 163A |
| B907   | Terminal Norte                          | Usme Centro >> Vía Sumapaz > Av. Caracas > Molinos del Sur > Marruecos > Puerto Rico > Lomas > Av. Fernando Mazuera > Av. Alberto Lleras Camargo > Av. San Juan Bosco > Autopista Norte |
| B908   | Est. Pepe Sierra                        | Estación Pepe Sierra >> Autopista Norte > Av. Pepe Sierra > Av. Alberto Lleras Camargo > Santa Ana > Calle 106 > Autopista Norte > Estación Pepe Sierra |
| B909   | Mazurén                                 | Villas de Granada >> Garcés Navas > Calle 82 > Quirigua > Av. Morisca > Av. Medellín > Bonanza > Av. Boyacá > Av. Rodrigo Lara Bonilla > Av. Alberto Lleras Camargo > Av. Cedritos > Av. Santa Bárbara > Av. La Sirena > Autopista Norte > Calle 152 |
| B911   | Portal Norte                            | Portal Norte >> Autopista Norte > Villa del Prado > Portal Norte |
| B915   | Toberín                                 | Porciúncula >> Av. Chile > Av. Alberto Lleras Camargo > Av. Pepe Sierra > Av. Laureano Gómez > Calle 163A |
| B916   | Balmoral Norte                          | Fontibón El Refugio >> Calle 23B > Av. Versalles > Calle 17 > Av. Centenario > Carrera 65 > Av. Puente Aranda > Av. Congreso Eucarístico > Av. España > Av. Alberto Lleras Camargo > Av. San Antonio |
| B917   | Terminal Norte                          | Villa Cindy >> Calle 132D > Av. Tabor > Carrera 91 > Carrera 90 > Av. San José > Autopista Norte |
| B918   | Terminal Norte                          | Patio Bonito >> Palmitas > Av. de los Muiscas > Av. C. de Cali > Av. de las Américas > Av. Boyacá > Av. Rodrigo Lara Bonilla > Av. Alberto Lleras Camargo > Av. San Antonio > Autopista Norte |
| B919   | Terminal Norte                          | Gaviotas >> Av. de los Cerros > San Cristóbal Sur > Av. Fucha > Av. Fernando Mazuera > Carrera 17 > Av. Paseo del Country > Av. España > Av. Alberto Lleras Camargo > Lijacá > Verbenal > Autopista Norte |
| B920   | Est. Calle 127                          | Estación Calle 127 >> Av. Rodrigo Lara Bonilla > Av. Alberto Lleras Camargo > Santa Bárbara Oriental > Av. Pepe Sierra > Autopista Norte > Estación Calle 127 |
| B924   | Guaymaral                               | Portal Norte >> Autopista Norte > Guaymaral > Autopista Norte > Portal Norte |
| B925   | Est. Mazurén                            | Estación Niza Calle 127 >> Av. Las Villas > Calle 152 > Carrera 50 > Av. La Sirena > Autopista Norte |
| B926   | Est. Mazurén                            | Estación Mazurén >> Autopista Norte > Av. La Sirena > Av. Laureano Gómez > Parques de Capri > Calle 151 > Av. Santa Bárbara > Calle 150 > Autopista Norte > Estación Mazurén |
| B927   | Est. Terminal                           | Lomitas >> La Capilla > Antigua Vía al Guavio > Carrera 2 Este > Carrera 2 > Carrera 4 > Buenavista > Av. Alberto Lleras Camargo > Calle 186 > Carrera 8C > Calle 189 > Av. Laureano Gómez > Calle 192 |
| B927   | Lomitas                                 | Estación Terminal >> Calle 192 > Av. Laureano Gómez > Calle 189 > Carrera 8C > Calle 186 > Av. Alberto Lleras Camargo > Buenavista > Carrera 4 > Carrera 2 > Carrera 2 Este > Antigua Vía al Guavio > La Capilla |
| B995   | Calle 134                               | Estación Avenida Chile > Av. NQS > Av. Laureano Gómez > Lisboa |
| Zona C |                                         | |
| C100   | Casablanca                              | Estación Alcalá >> Av. Iberia > Av. Las Villas > Av. Camino del Prado > Carrera 76 |
| C102   | Suba Fontanar                           | Salitre Greco >> Av. Congreso Eucarístico > Av. Eldorado > Av. Boyacá > Av. Chile > Villas de Granada > Av. Medellín > Transversal 130 > Lisboa > Calle 132D > Calle 139 > Carrera 128 > Calle 144 > Carrera 145 |
| C103   | Portales del Norte                      | Est. Calle 76 - San Felipe >> Calle 76 > Av. Medellín > Av. NQS > Toberín > Av. San José > San Cipriano > Mazurén > Av. Boyacá |
| C104   | Suba Compartir                          | Portal Suba >> Av. C. de Cali > Av. Suba > Carrera 111A > Calle 148 > Carrera 115 > Calle 149 > Carrera 117 > Suba Compartir > Calle 151B > Calle 151B Bis A > Carrera 136A > Calle 144 > Carrera 145 > Diagonal 150 > Carrera 147 > Diagonal 151 > Fontanar del Río > Carrera 145 > Calle 143B > Carrera 141A Bis > Calle 144 > Carrera 136A > Calle 151B Bis A > Calle 151B > Suba Compartir > Carrera 117 > Calle 149 > Carrera 115 > Av. Suba > Av. C. de Cali > Portal Suba |
| C110   | Chorrillos                              | Portal Suba >> Av. Suba > Carrera 111A > Calle 153 > Carrera 106A > Calle 157 > Carrera 111 > Av. La Conejera > Carrera 135 |
| C110   | Portal Suba                             | Chorrillos >> Carrera 135 > Av. La Conejera > Carrera 111A > Calle 157 > Carrera 106A > Calle 153 > Av. C. de Cali |
| C116   | Fontanar del Río                        | San Carlos >> Calle 53 Sur > Av. C. de Villavicencio > Ciudad Tunal > Av. Mariscal Sucre > Av. Boyacá > Av. Suba > Carrera 115 > Suba Compartir |
| C117   | Villa Cindy                             | Chapinero >> Carrera 17 > Calle 74 > Av. Paseo del Country > Av. Rodrigo Lara Bonilla > Av. Suba > Av. C. de Cali > Calle 139 > Calle 138 |
| C118   | Suba Berlín                             | San Cristóbal Norte >> Calle 163A > Av. Santa Bárbara > Av. Contador > Carrera 45A > San José del Prado > Av. Camino del Prado > Av. Suba > Carrera 91 > Suba Rincón > Calle 129C > La Gaitana |
| C122   | Aures II                                | Zona Industrial >> Av. Congreso Eucarístico >> Calle 98A > Av. de la Constitución > Morato > Av. Pepe Sierra > Av. Boyacá > Av. Rincón > Av. El Tabor |
| C124   | Bilbao                                  | Centro >> Av. C. de Lima > Av. Fernando Mazuera > Av. Alberto Lleras Camargo > Calle 76 > Av. Germán Arciniegas > Av. Chile > Av. Congreso Eucarístico > Calle 98A > Av. de la Constitución > Av. Suba > Compartir > Calle 144 |
| C127   | Fontanar del Río                        | Germania >> Av. C. de Lima > Av. Pedro León Trabuchy > Av. Eldorado > Av. C. de Cali > Aures II > Nueva Tibabuyes > La Gaitana > Bilbao |
| C129   | Bilbao                                  | Germania >> Av. C. de Lima > Av. Fernando Mazuera > Av. Eldorado > Av. Américas > Av. Esperanza > Av. C. de Cali > Av. El Rincón > Av. Suba > Calle 144 |
| C130   | Suba Berlín                             | Cardioinfantil >> Calle 163A > Toberín > Av. San José > Carrera 92 > Calle 153 > Av. C. de Cali > Calle 139 > Villa Cindy > Calle 132D |
| C131   | Bilbao                                  | Diana Turbay >> Carrera 5 > Calle 48P Sur > Puerto Rico > Lomas > Av. Fernando Mazuera > Av. Alberto Lleras Camargo > Marly > Av. Francisco Miranda > Av. Colombia > Av. Pablo VI > Av. La Esmeralda > Av. José Celestino Mutis > Av. Rojas > Av. Medellín > Transversal 76 > Av. Morisca > Av. C. de Cali > Suba Rincón > Av. El Tabor > La Gaitana |
| C134   | Tibabuyes                               | Pq. Central Bavaria >> Calle 32 > Carrera 17 > Av. Paseo del Country > Av. Rodrigo Lara Bonilla > Av. Rincón > Av. Tabor > Carrera 118 > Calle 139 |
| C134   | Tibabuyes                               | Porciúncula >> Av. Chile > Av. Paseo del Country > Av. Rodrigo Lara Bonilla > Av. Rincón > Av. Tabor > Carrera 118 > Calle 139 |
| C137   | Suba Corpas                             | Metrovivienda >> Porvenir > Av. Tintal > Av. C. de Villavicencio > Av. 1.º de Mayo > El Tejar > Av. Congreso Eucarístico > San Fernando Occidental > Av. Chile > Av. C. de Cali > Av. Suba > Carrera 115 |
| C138   | Bilbao                                  | Cedritos >> Av. Alberto Lleras Camargo > Av. Contador > Av. Las Villas > Av. Camino del Prado > Av. Suba > Compartir > Calle 144 |
| C144   | Bilbao                                  | Clínica El Bosque >> Av. Contador > Calle 129 > Av. Suba > Av. C. de Cali > Calle 139 > Calle 144 |
| C145   | Bilbao                                  | San Cristóbal Norte >> Calle 163A > Carrera 20 > Av. San José > Carrera 92 > Calle 153 > Carrera 115 > Calle 144 |
| C146   | Casablanca Norte                        | 21 Ángeles >> Carrera 91 > Av. Suba > Carrera 80 > Calle 147 |
| C146   | 21 Ángeles                              | Casablanca Norte >> Carrera 76 > Av. Suba > Calle 137 > Carrera 91 |
| C147   | Bilbao                                  | Metrovivienda >> La Libertad > Chicalá > Av. C. de Cali > Av. Centenario > Calle 17 > Carrera 99 > Carrera 100 > Av. Eldorado > Av. C. de Cali > Av. Suba |
| C149   | Bilbao                                  | Est. Av. 1° de Mayo >> Av. 1.º de Mayo > Restrepo > Carrera 24 > Av. C. de Lima > Av. Pedro León Trabuchy > Av. Eldorado > Av. Rojas > Av. Pablo VI > Carrera 77A > Av. Chile > Av. C. de Cali > Av. Rincón > Av. El Tabor > Av. C. de Cali > Av. Suba > Compartir > Calle 144 |
| C151   | Tibabuyes                               | Centro >> Av. Caracas > Calle 24 > Av. Alberto Lleras Camargo > Calle 32 > Carrera 17 > Av. Paseo del Country > Av. España > Carrera 53 > Av. Pepe Sierra > Av. Córdoba > Av. Rodrigo Lara Bonilla > Av. Suba > Carrera 118 > La Gaitana |
| C153   | Suba La Gaitana                         | Centro >> Av. C. de Lima > Av. Esperanza > Av. Batallón Caldas > Av. Eldorado > Av. Rojas > Av. Chile > Carrera 104 > Av. Medellín > Transversal 130 > Lisboa > Calle 132D |
| C154   | Suba Nogales                            | Puente Aranda >> Av. Américas > Carrera 65 > Av. Centenario > Av. C. de Cali > Av. Chile > Carrera 104 > Av. Medellín > Transversal 130 > Lisboa > Calle 132D |
| C155   | Suba Gaitana                            | Gaviotas >> Carrera 11 Este > Av. C. de Villavicencio > Carrera 3 > 20 de Julio > Av. 1.º de Mayo > Restrepo > Carrera 24 > Av. Ciudad Montes > Pradera > Av. Congreso Eucarístico > Av. Esperanza > Av. C. de Cali > Av. Chile > Carrera 104 > Av. Medellín > Transversal 130 > Lisboa > Calle 132D > Carrera 129 > Calle 132 |
| C156   | Bilbao                                  | El Recreo >> Chicalá > Ciudad Kennedy > Mundo Aventura > Nueva Marsella > Av. Américas > Av. Congreso Eucarístico > Av. España > Carrera 64 > Av. Suba > Compartir > Calle 144 |
| C157   | Suba Corpas                             | El Recreo >> La Libertad > Av. C. de Cali > Av. Rincón > Av. Suba > Calle 153 |
| C159   | Suba Pueblo                             | Villa Cindy >> Calle 132D > Carrera 140 > Calle 139 > Calle 143 > Carrera 118 > Av. Suba > Av. C. de Cali > Turingia > Calle 148 > Carrera 92 |
| C159   | Villa Cindy                             | Suba Pueblo >> Carrera 92 > Av. Suba > Carrera 118 > Calle 143 > Carrera 128 > Calle 142 > Calle 139 > Calle 138 > Carrera 156A > Calle 132D |
| C160   | Orquídeas                               | Est. La Campiña >> Carrera 99 > Calle 153 > Carrera 92 > Av. Suba |
| C160   | Est. La Campiña                         | Orquídeas >> Av. Suba > Calle 148 > Carrera 92 > Calle 153 > Carrera 99 |
| C161   | Villa Gloria                            | Unicentro >> Av. Pepe Sierra > Av. Paseo del Country > Av. Callejas > Av. Santa Bárbara > Calle 163A > Carrera 20> Av. San José > Carrera 92 > Calle 153 > Carrera 115 > Calle 132D > Villa Cindy > Calle 139 |
| C162   | Villa Gloria                            | San Cristobal Norte >> Calle 163A > Carrera 20 > Av. San José > Carrera 92 > Av. Suba > Carrera 91 > Suba Rincón > Aures II > Nueva Tibabuyes > Calle 129C > La Gaitana |
| C315   | Suba Lisboa                             | Puente Grande >> Av. Centenario > Calle 17 > Carrera 99 > Carrera 97 > Av. Ferrocarril > Carrera 100 > Av. Eldorado > Carrera 96 > Transversal 94 > Av. Rincón > Av. El Tabor > Villa María > Gaitana > Calle 139 > Calle 138 |
| C321   | Tibabuyes                               | Fontibón Brisas >> Av. del TAM > Calle 17 > Carrera 100 > Av. ElDorado > Carrera 96 > Carrera 94 > Av. Rincón > Carrera 92 > Calle 153 > Compartir |
| C323   | Suba Compartir                          | El Recodo >> Av. Versalles > Av. Ferrocarril > Carrera 100 > Av. ElDorado > Carrera 96 > Carrera 94 > Av. Rincón > Av. Tabor > Av. C. de Cali > Av. Suba |
| C401   | Calle 170                               | Tierra Buena >> Patio Bonito > Av. de las Américas > Castilla > Av. Boyacá > Av. Rodrigo Lara Bonilla > Av. Las Villas > Av. Contador > Av. Boyacá > Av. San José |
| C404   | Calle 170                               | Patio Bonito >> Calle 26 Sur > Carrera 93B > Calle 34A Sur > Av. Tintal > Av. Alsacia > Av. de la Constitución > Av. Centenario > Carrera 65 > Av. Puente Aranda > Av. Congreso Eucarístico > Av. España > Av. Laureano Gómez > Calle 163A > Av. San José |
| C509   | Corpas                                  | Metrovivienda >> Bosa La Independencia > Calle 62 Sur > Av. C. de Cali > Av. Suba > Carrera 115 > Calle 153 |
| C612   | Villa María                             | San Joaquín >> El Tesoro > La Estrella > Av. Boyacá > Av. Ciudad de VIllavicencio > Av. Agoberto Mejía > Corabastos > Av. Ciudad de Cali > Av. El Tabor > Carrera 123 > Calle 129D |
| C705   | Est. Suba-Calle 100                     | Alfonso López >> Autopista al Llano > Av. Caracas > Calle 73D Sur > Carrera 14L > Calle 71F Sur > Av. Boyacá > Av. Mariscal Sucre > Ciudad Tunal > Samore > Av. Jorge Gaitán Cortés > Fátima > Venecia > Av. Congreso Eucarístico > Av. España > Carrera 64 > Av. Suba |
| C917   | Villa Cindy                             | Terminal Norte >> Autopista Norte > Av. San José > Carrera 90 > Carrera 91 > Av. El Tabor > Calle 139 > Calle 138 |
| C925   | Est. Niza Calle 127                     | Est. Mazurén >> Autopista Norte > Calle 152 > Av. Las Villas > Av. Rodrigo Lara Bonilla |
| Zona D |                                         | |
| D203   | Bachué                                  | Chicó Norte >> Calle 94 > Av. Paseo del Country > Av. Rodrigo Lara Bonilla > Av. Boyacá > Av. Medellín > Transversal 76 > Av. Morisca |
| D204   | Gran Granada                            | Portal Calle 80 >> Av. Medellín > Calle 78B > Diagonal 77B > Carrera 77 |
| D204   | Portal 80                               | Gran Granada >> Carrera 77 > Diagonal 77B > Calle 78B > Av. Medellín |
| D205   | Bachué                                  | Lomas >> Carrera 12D > Av. 1.º de Mayo > Restrepo > Carrera 24 > Carrera 19 > Av. Colombia > Av. Chile > Carrera 94 > Quirigua > Bolivia |
| D206   | Bachué                                  | Gobernación >>Av. Eldorado > Av. Rojas > Av. Pablo VI > Transversal 85 > Av. C. de Cali > Av. Morisca |
| D208   | Puente de Guadua                        | Metrovivienda >> Av. Tintal > Av. C. de Villavicencio > Ciudad Kennedy > Av. 1.º de Mayo > El Tejar > Av. Congreso Eucarístico > San Fernando Occidental > Av. Chile > Transversal 106 > Av. Medellín |
| D209   | Villa Teresita                          | Galicia >> Perdomo > Av. C. de Villavicencio > Av. C. de Cali > Villa Luz > Álamos > Av. José Celestino Mutis > Diagonal 66 |
| D211   | Gran Granada                            | Salitre El Greco >> Av. Eldorado > Av. C. de Cali > Calle 64G > Av. José Celestino Mutis > Carrera 111C > Carrera 113 > Diagonal 77B > Calle 77 |
| D212   | Portal 80                               | Engativá Centro >> Carrera 121 > Calle 63B > Carrera 113B > Calle 64 > Av. José Celestino Mutis > Carrera 105 > Carrera 105F > Carrera 104 > Av. Medellín |
| D212   | Engativá Centro                         | Portal 80 >> Calle 75 > Av. Chile > Carrera 105F > Carrera 105 > Av. José Celestino Mutis > Carrera 111C > Calle 68A > Transversal 113F > Calle 64 |
| D213   | Villa Teresita                          | Galerías >> Av. Pablo VI > Av. La Esmeralda > Av. José Celestino Mutis > Av. Rojas > Av. Pablo VI > Carrera 77A > Av. Chile > Carrera 105 > Carrera 110 > Av. José Celestino Mutis |
| D214   | Bachué                                  | Park Way >> Av. Chile > Carrera 68H > Calle 77 > Av. Rojas > Av. Chile > Carrera 76 > Calle 76 > Carrera 81 > Av. Medellín > Av. C. de Cali > Av. Morisca |
| D215   | Bachué                                  | Germania >> Av. C. de Lima > Carrera 9 > Av. Fernando Mazuera > Carrera 17 > Av. Chile > Villas de Granada > Quirigua > Bolivia |
| D216   | Florida                                 | Villa Mayor >> Matatigres > Av. General Santander > Santa Isabel Sur > Carrera 24 > Paloquemao > Av. C. de Lima > Av. Esperanza > Av. Batallón Caldas > Av. José Celestino Mutis > Av. La Esmeralda > Av. Chile > Av. C. de Cali > Calle 70A |
| D217   | Sabana del Dorado                       | Unicentro >> Av. Rodrigo Lara Bonilla > Av. Boyacá > Av. Chile > Carrera 105 > Carrera 110 > Av. José Celestino Mutis > Calle 64 > Carrera 121 > Calle 63B |
| D237   | Engátiva Centro                         | Unicentro >> Av. Callejas > Av. Alberto Lleras Camargo > Av. España > Av. Congreso Eucarístico > Av. Chile > Av. José Celestino Mutis > Calle 64 |
| D607   | Morato                                  | Arborizadora Alta >> Av. C. de Villavicencio > Av. Jorge Gaitán Cortés > Fátima > Venecia > Av. Congreso Eucarístico > Calle 98A |
| D630   | Morato                                  | Arborizadora Alta >> Sierra Morena > Av. Jorge Gaitán Cortés > Fátima > Venecia > Av. Congreso Eucarístico > Calle 98A |
| D717   | Bonanza                                 | Usme Centro >> Av. Caracas > Calle 73D Sur > Carrera 14L > Calle 71F Sur > Av. Boyacá |
| D800   | Villa Gladys                            | Gaviotas >> Av. C. de Villavicencio > 20 de Julio > Av. 1.º de Mayo > Restrepo > Carrera 24 > Av. C. Montes > Carrera 60 > Calle 4D > Av. Congreso Eucarístico > Av. José Celestino Mutis > Carrera 77A > Av. Chile > Quirigua > Villas de Granada |
| D906   | Villa Gladys                            | Toberín >> Av. Laureano Gómez > Av. Cedritos > Av. Alberto Lleras Camargo > Av. Rodrigo Lara Bonilla > Av. Paseo del Country > Av. España > Av. Germán Arciniegas > Carrera 13 > Av. Pablo VI > Av. La Esmeralda > Av. José Celestino Mutis > Av. Rojas > Av. Pablo VI > Carrera 77A > Zona Industrial Álamos > Av. José Celestino Mutis |
| D909   | Villas de Granada                       | Mazurén >> Calle 152 > Av. La Sirena > Av. Sta. Bárbara > Av. Cedritos > Av. Alberto Lleras Camargo > Av. Rodrigo Lara Bonilla > Av. Boyacá > Av. Medellín > Av. Morisca > Quirigua > Calle 82 > Av. Medellín |
| D995   | Est. Avenida Chile                      | Calle 134 >> Av. Laureano Gómez > Av. NQS |
| Zona F |                                         | |
| F154   | Puente Aranda                           | Suba Nogales >> Calle 139 > Lisboa > Transversal 130 > Av. Medellín > Carrera 104 > Av. Chile > Carrera 90 > Calle 70A > Av. C. de Cali > Av. Centenario |
| F333   | Ciudad Alsacia                          | Est. Avenida Rojas >> Av. Eldorado > Carrera 68B > Av. La Esperanza > Av. de la Constitución > Av. Alsacia > Carrera 71D > Calle 12C > Carrera 71C |
| F401   | Tierra Buena                            | Calle 170 >> Av. San José > Av. Boyacá > Av. Contador > Av. Las Villas > Av. Rodrigo Lara Bonilla > Av. Boyacá > Av. Castila > Carrera 78 > Transversal 78C > Av. de las Américas > Patio Bonito |
| F402   | Palmitas                                | Estación Banderas >> Av. Américas > Av. Manuel Cepeda Vargas > Av. C. de Cali > Av. de los Muiscas > Calle 40 Sur |
| F402   | Estación Banderas                       | Pamitas >> Calle 40 Sur > Av. C. de Cali > Av. Manuel Cepeda Vargas > Av. Américas |
| F404   | Patio Bonito                            | Calle 170 >> Autopista Norte > Toberín > Av. Orquídeas > Av. Laureano Gómez > Av. España > Av. Congreso Eucarístico > Calle 11 > Av. Alsacia > Av. Tintal > Calle 34A Sur > Carrera 93B > Calle 26 Sur |
| F405   | Camelia                                 | San Diego >> Calle 32 > Av. Teusaquillo > Av. de las Américas > Carrera 43 > Av. Ferrocarril del Sur > Av. C. Montes > Galán |
| F407   | La Magdalena                            | Estación Banderas >> Av. de las Américas > Av. Manuel Cepeda Vargas > Carrera 87B > Calle 10 > Carrera 93 > Calle 6D |
| F407   | Estación Banderas                       | La Magdalena >> Carrera 94A > Calle 6A > Carrera 88 > Av. C. de Cali > Av. Manuel Cepeda Vargas > Av. de las Américas |
| F408   | Tierra Buena                            | Diana Turbay >> Calle 49 Sur > Molinos del Sur > Calle 52 Sur > San Carlos > Av. C. de Villavicencio > Ciudad Tunal > Av. Mariscal Sucre > Restrepo > Carrera 24 > Av. C. Montes > Pradera > Av. Congreso Eucarístico > Av. de las Américas > Av. C. de Cali > Av. de los Muiscas > Av. Tintal > Calle 26 Sur |
| F409   | Tierra Buena                            | Estación Banderas >> Av. Manuel Cepeda Vargas > Av. C. de Cali > Calle 26 Sur |
| F409   | Estación Banderas                       | Tierra Buena >> Calle 26 Sur > Carrera 89 > Calle 2 > Carrera 87A > Calle 6D > Av. C. de Cali > Av. Manuel Cepeda Vargas |
| F410   | Tierra Buena                            | Chicó Norte >> Av. Germán Arciniegas > Calle 64 > Av. José Celestino Mutis > Av. Congreso Eucarístico > Av. La Esperanza > Av. C. de Cali > Av. de los Muiscas |
| F414   | Villa Alexandra                         | Hospital Kennedy >> Av. 1.º de Mayo > Calle 42 Sur > Carrera 79 > Calle 38C Sur > Av. Agoberto Mejía > Av. C. de Villavicencio > Calle 42A Sur > Calle 42D Sur |
| F416   | Jazmín Occidental                       | La Castaña >> Calle 16 Sur > Hsp. San Blas > Av. 1.º de Mayo > Calle 26 Sur > Corabastos > Av. C. de Cali > Av. de los Muiscas |
| F417   | Tierra Buena                            | Estación Biblioteca Tintal >> Av. C. de Cali > Calle 33 Sur > Carrera 87 > Calle 26 Sur |
| F417   | Estación Biblioteca Tintal              | Tierra Buena >> Calle 26 Sur > Carrera 87 > Calle 2 > Av. C. de Cali |
| F419   | Nueva Castilla                          | Lijacá >> Av. Alberto Lleras Camargo > Calle 163A > Av. Santa Bárbara > Av. Contador > Av. Las Villas > Av. Rodrigo Lara Bonilla > Av. Boyacá > Av. Alsacia > Av. C. de Cali > Calle 6A > Ciudad Tintal |
| F422   | Patio Bonito                            | Laches El Dorado >> El Consuelo > Av. Circunvalar > Carrera 3 > Av. C. de Lima > Av. de las Américas > Av. Centenario > Carrera 69 > Calle 15 > Av. de la Constitución > Av. Alsacia > Av. Boyacá > Castilla > Carrera 78 > Calle 6B > Av. C. de Cali > Calle 26 Sur |
| F423   | CAI Castilla AM                         | Est. Banderas >> Carrera 78 > Calle 7A Bis C > Carrera 80 > Carrera 80C > Calle 10 > CAI Castilla > Calle 9 > Carrera 78 > Calle 8 > Av. Boyacá > Av. Américas > Est. Banderas |
| F424   | CAI Castilla PM                         | Est. Banderas >> Carrera 78 > Calle 7A Bis C > Carrera 80 > Carrera 80C > Calle 10 > CAI Castilla > Calle 9 > Carrera 78 >Transversal 78C > Av. Américas > Est. Banderas |
| F425   | Circular Timiza                         | Est. Banderas >> Av. Poporo Quimbaya > Timiza > Av. Poporo Quimbaya > > Est. Banderas |
| F426   | Galán                                   | Est. Comuneros >> Calle 5 > Av. General Santander > Av. C. Montes > Av. Batallón Caldas > Diagonal 16 Sur > Carrera 52 > Calle 19 Sur > Av. Ferrocarril del Sur > Calle 2 |
| F511   | Portal Américas                         | Porvenir >> Carrera 102C > Calle 55 Sur > Carrera 100 > Calle 54 Sur > Carrera 95A > Calle 49 Sur > Carrera 88C > Calle 46 Sur |
| F512   | Portal Américas                         | Parques de Bogotá >> Calle 85 Sur > Carrera 94 > Carrera 95A > Calle 73 Sur > Carrera 92 > Av. Tintal > Calle 59C Sur > Carrera 88C > Calle 46 Sur |
| F603   | Corabastos                              | Santo Domingo >> Sierra Morena > Av. Jorge Gaitán Cortés > Av. Boyacá > Av. 1.º de Mayo > Calle 36 Sur > Calle 37 Sur > Calle 38C Sur > Av. Agoberto Mejía |
| F615   | Estación Biblioteca Tintal              | Arborizadora Alta >> Juan José Rondón > Calle 64 Sur > Av. C. de VIllavicencio > Av. C. de Cali |
| F718   | La Rivera                               | Usme Centro >> Av. Caracas > Calle 73D Sur > Carrera 14L > Calle 71F Sur > Av. Boyacá > Av. 1.º de Mayo > Calle 26 Sur > Corabastos > Av. C. de Cali > Av. de los Muiscas |
| F733   | Patio Bonito                            | Cerros de Oriente >> |
| F918   | Patio Bonito                            | Terminal Norte >> Autopista Norte > Av. San Antonio > Av. Alberto Lleras Camargo > Av. Rodrigo Lara Bonilla > Av. Boyacá > Av. Américas > Av. Manuel Cepeda Vargas > Av. C. de Cali > Patio Bonito |
| Zona G |                                         | |
| G018   | Estación NQS Calle 38 A Sur             | Est. Comuneros >> Carrera 29 > Calle 2 > Carrera 35 > Calle 2B > Av. Cundinamarca > Av. Fucha > Av. Batallón Caldas > Calle 29B Sur > Carrera 40 > Calle 33 Sur > Autopista Sur |
| G137   | Metrovivienda                           | Suba Corpas >> Carrera 115 > Av. Suba > Av. C. de Cali > Av. Chile > Av. Congreso Eucarístico > Av. 1.º de Mayo > Av. C. de Villavicencio > Av. Tintal > Porvenir |
| G147   | Metrovivienda                           | Bilbao >> Av. Suba > Av. C. de Cali > Av. Eldorado > Aeropuerto > Carrera 100 > Av. Centenario > Av. C. de Cali > Chicalá > La Libertad |
| G156   | El Recreo                               | Bilbao >> Calle 144 > Compartir > Av. Suba > Av. España > Av. Congreso Eucarístico > Calle 8 Sur > Av. 1.º de Mayo > Calle 26 Sur > Ciudad Kennedy > Chicalá |
| G157   | El Recreo                               | Suba Corpas >> Calle 153 > Av. Suba > Carrera 91 > Suba Rincón > Carrera 93 > Av. C. de Cali > La Libertad |
| G208   | Metrovivienda                           | Puente de Guadua >> Av. Medellín > Carrera 107 > Av. Chile > Av. Congreso Eucarístico > Av. 1.º de Mayo > Ciudad Kennedy > Av. C. de Villavicencio > Av. Tintal |
| G311   | Bosa San José                           | Puente Grande >> Calle 17 > Av. Centenario > Av. C. de Cali > Corabastos > Av. Agoberto Mejía > Bosa Centro > Av. San Bernardino |
| G414   | Hospital Kennedy                        | Villa Alexandra >> Calle 42A Sur > Av. C. de Cali > Av. C. de Villavicencio > Av. Agoberto Mejía > Calle 38C Sur > Calle 37 Sur > Av. Poporo Quimbaya |
| G501   | Bosa San José                           | Germania >> Av. C. de Lima > Est. de la Sabana > Av. Colón > San Andresito > Trinidad > Galán > Calle 8 Sur > Av. 1.º de Mayo > Ciudad Kennedy > Av. San Bernardino |
| G502   | Villa del Río                           | Aeropuerto >> Carrera 100 > Fontibón Centro > Av. Centenario > Av. Ciudad de Cali > Corabastos > Calle 26 Sur > Carrera 78K > Carrera 79 > Calle 45 Sur > Carrera 78G > Calle 49 Sur > Jaqueline > Av. C. de Villavicencio > Calle 57B Sur |
| G503   | San Bernardino                          | Estación Calle 100 >> Av. Suba > Av. Colombia > Av. J.C. Mutis > Av. Batallón Caldas > Av. Pablo VI > Av. Congreso Eucarístico > Av. Primero de Mayo > Bosa Centro |
| G505   | Bosa San Diego                          | Corferias >> Av. Esperanza > Av. Batallón Caldas > Av. de las Américas > Av. Congreso Eucarístico > Autopista Sur > Av. San Bernardino |
| G506   | Catalina II                             | Galerías >> Park Way > Av. Fernando Mazuera > Av. Hortúa > Restrepo > Calle 17 Sur > Av. 1.º de Mayo > Alquería > Autopista Sur > Villa del Río > Olarte |
| G507   | Metrovivienda                           | Chapinero >> Carrera 13 > Calle 34 > Av. Américas > Banderas > Ciudad Kennedy > Chicalá > Bosa La Libertad |
| G508   | Bosa Santa Fe                           | Est. Av. 1° de Mayo >> Av. 1.º de Mayo > Av. C. de Villavicencio > Av. Tintal > Porvenir |
| G509   | Metrovivienda                           | Corpas >> Suba Compartir > Av. Ciudad de Cali > Bosa La Independencia |
| G511   | Porvenir                                | Portal Américas >> Av. Ciudad de Cali > Calle 49 Sur > Carrera 95A > Calle 54 Sur > Carrera 100 > Calle 56F Sur |
| G512   | Parques de Bogotá                       | Portal Américas >> Av. Ciudad de Cali > Calle 49 Sur > Carrera 88C > Calle 59C Sur > Av. Tintal > Carrera 92 > Calle 73 Sur > Carrera 95A > Carrera 94 > Calle 85 Sur |
| G514   | San José                                | Portal Sur >> Autopista Sur > Carrera 77J > Carrera 78C > Av. San Bernardino |
| G514   | Portal Sur - JFK Cooperativa Financiera | San José >> Av. San Bernardino > Carrera 77J > Autopista Sur |
| G516   | Portal Sur - JFK Cooperativa Financiera | Chapinero >> Carrera 13 > Calle 34 > Av. de las Américas > Av. Boyacá > Calle 45 Sur > Jaqueline > Av. C. de Villavicencio > Calle 57B Sur |
| G517   | Potreritos                              | Canadá Güira >> Av. La Victoria > Av. 1.º de Mayo > Calle 54 Sur > Escocia > Carrera 87C > San Bernardino |
| G518   | Potreritos                              | Chapinero >> Carrera 13 > Av. Pablo VI > Av. Congreso Eucarístico > Av. Esperanza > Av. Boyacá > Av. Centenario > Carrera 80 > Calle 12 > Av. C. de Cali > Av. Bosa > Metrovivienda |
| G519   | Olarte                                  | Los Laches >> Egipto Alto > Av. Circunvalar > Carrera 3 > Av. C. de Lima > Av. Américas > Av. Poporo Quimbaya > Calle 45 Sur > Calle 57B Sur |
| G521   | San Bernardino                          | Usme-Chiguaza >> Vía Sumapaz > Av. Caracas > Calle 73D Sur > Carrera 14L > Calle 71F Sur > Av. Boyacá > Av. Tunjuelito > Av. C. de Villavicencio > Perdomo > Autopista Sur > Calle 62 Sur > Calle 59C Sur > Metrovivienda |
| G522   | Metrovivienda                           | Germania >> Calle 17 > Av. Fernando Mazuera > Av. La Hortúa > Eduardo Santos > Av. C. Montes > Av. Congreso Eucarístico > Av. 1.º de Mayo > Av. P. Quimbaya > Carrera 79 > Av. Agoberto Mejía > Av. Bosa > La Independencia |
| G524   | Portal Sur - JFK Cooperativa Financiera | Parques de Bogotá >> Calle 85 Sur > Carrera 95A > Av. Bosa > Calle 62 Sur > Calle 65 Sur > Autopista Sur |
| G524   | Parques de Bogotá                       | Portal Sur >> Autopista Sur > Calle 63 Sur > Calle 62 Sur > Av. Bosa > Carrera 95A > Calle 85 Sur |
| G525   | Bosa Estación                           | Porvenir >> Calle 49 Sur > Calle 50 Sur > Carrera 100 > Calle 56F Sur > Av. Tintal > Av. Bosa > Av. Agoberto Mejía > Calle 65 Sur |
| G525   | Porvenir                                | Bosa Estación >> Calle 63 Sur > Av. Agoberto Mejía > Av. Bosa > Av. Tintal > Calle 56F Sur > Carrera 100 > Calle 50 Sur > Calle 49 Sur |
| G527   | Metrovivienda                           | CAN >> Av. Esperanza > Av. Congreso Eucarístico > Av. Américas > Av. Agoberto Mejía > Av. C. de Villavicencio > Av. C. de Cali > Calle 57 Sur > Carrera 95A |
| G528   | Est. Venecia                            | Est. Venecia >> Autopista Sur > Calle 45 Sur > Carrera 73 > Calle 43 Sur > Carrera 74 > Timiza B > Calle 45 Sur > Calle 43A Sur > Calle 40 Sur > Autopista Sur > Est. Venecia |
| G529   | El Recreo                               | Diana Turbay >> Carrera 5 > Carrera 5A > Calle 48J Sur > Puerto Rico > Lomas > Carrera 12D > Av. Primero de Mayo > Calle 46 Sur > Av. Ciudad de Cali > Chicalá > Calle 49 Sur > Carrera 88C > Bosa La Libertad |
| G530   | Metrovivienda                           | La Fiscala Alta >> Calle 64 Sur > La Fiscala Norte > Av. La Fiscala > Nebraska > Duitama > Calle 68B Sur > Av. Caracas > Av. C. de Villavicencio > Av. Tintal |
| G532   | Metrovivienda                           | Chapinero Central >> Av. Alberto Lleras Camargo > Calle 60 > Carrera 17 > Av. J. C. Mutis > Av. Batallón Caldas > Av. Américas > Av. C. de Cali > Av. C. de Villavicencio > Av. Tintal |
| G533   | Metrovivienda                           | Doña Liliana >> Av. de los Cerros > Av. C. de Villavicencio > Av. 1.º de Mayo > Calle 26 Sur > Corabastos > Av. C. de Cali > Av. de los Muiscas > Av. Tintal |
| G536   | Est. Santa Isabel                       | Est. Santa Isabel >> Av. NQS > Diagonal 16 Sur > Carrera 37 > Remanso > Carrera 36 > Calle 1F > Carrera 31A > Calle 2 > Est. Santa Isabel |
| G537   | Villa del Río                           | Palermo >> Av. Calle 45 > Carrera 13 > Av. Fernando Mazuera > Av. Comuneros > Av. NQS> Av. Fucha > Av. Batallón Caldas > Ospina Perez > Alquería La Fragua > Boitá |
| G538   | Villa del Río                           | El Retiro>> Av. Germán Arciniegas > Carrera 13 > Av. Calle 57 > Carrera 21 > Av. Pablo VI > Av. Batallón Caldas > Av. Eldorado > Av. Congreso Eucarístico > Av. Esperanza > Av. Boyacá > Techo > Ciudad Kennedy > Calle 42 Sur > Timiza > Calle 45 Sur > Calle 57B Sur |
| G541   | Bosa Centro                             | Chapinero >> Av. J. C. Mutis > Av. Batallón Caldas > Av. Américas > Av. Batallón Caldas > Av. 1.º de Mayo > Carrera 69B > Av. Poporo Quimbaya > Calle 45 Sur > Jaqueline > Catalina > Roma > Av. A. Mejía |
| G542   | Metrovivienda                           | Est. Modelia >> Av. Eldorado > Av. C. de Cali > Av. Alsacia > Av. Tintal > Porvenir > Carrera 95A > Calle 56F Sur > Av. Tintal > Av. Bosa > Carrera 95A |
| G543   | Timiza                                  | Est. General Santander >> |
| G712   | Bosa La Estación                        | Alfonso López >> Carrera 7 Este > Compostela > Calle 81 Sur > Av. Caracas > Calle 73D Sur > Carrera 14L > Calle 71F Sur > Av. Boyacá > Av. C. de Villavicencio > Autopista Sur |
| G807   | Bosa Carbonell                          | San Blas >> Transversal 5A Este > Carrera 10B Este > Av. 1.º de Mayo > Av. Agoberto Mejía > Transversal 80L > Carrera 78C > Calle 71A Sur |
| G816   | Villa del Río                           | Doña Liliana >> Av. de los Cerros > Juan Rey > La Belleza > Carrera 11 Este > Calle 43A Sur > La Victoria > Av. de la Guacamaya > Carrera 5 > Diana Turbay > Molinos del Sur > Calle 52 Sur > Av. Tunjuelito > Av. C. de Villavicencio > Calle 57B Sur |
| G902   | Metrovivienda                           | Calle 222 >> Autopista Norte > Av. San José > Av. Boyacá > Av. 1.º de Mayo > Calle 54 Sur > Brasilia > Av. Bosa |
| Zona H |                                         | |
| H116   | San Carlos                              | Fontanar del Río >> Compartir > Carrera 115 > Av. Suba > Av. Boyacá > Av. Mariscal Sucre > Calle 48C Sur > Av. C. de Villavicencio > Calle 55 Sur |
| H131   | Diana Turbay                            | Bilbao >> La Gaitana > Av. Tabor > Suba Rincón > Av. C. de Cali > Av. Morisca > Transversal 76 > Av. Medellín > Bonanza > Av. Constitución > Av. J. C. Mutis > Av. La Esmeralda > Av. Pablo VI > Av. Colombia > Av. Francisco Miranda > Carrera 13 > Av. Fernando Mazuera > Lomas > Molinos > Carrera 5 |
| H209   | Galicia                                 | Villa Teresita >> Engativá Centro > Av. José Celestino Mutis > Av. C. de Cali > Av. C. de Villavicencio > Perdomo |
| H216   | Villa Mayor                             | Florida >> Av. Chile > Av. La Esmeralda > Av. José Celestino Mutis > Av. Batallón Caldas > Av. Esperanza > Av. C. de Lima > Av. General Santander > Matatigres |
| H308   | El Tuno                                 | Puente Grande >> Calle 17 > Av. Centenario > Av. Boyacá > Av. Caracas > Diagonal 99 Sur > Usminia > Antonio José de Sucre |
| H317   | Tunal                                   | Aeropuerto >> Puente Aéreo > Aeropuerto > Av. Eldorado > Carrera 82 > Av. La Esperanza > Terminal Salitre > Av. Congreso Eucarístico > Venecia > Fátima > El Carmen > Calle 48C Sur > Av. Mariscal Sucre |
| H318   | El Uval                                 | Fontibón Brisas >> Av. del TAM > Av. Centenario > Calle 17 > Av. Centenario > Av. C. de Cali > Av. C. de Villavicencio > Av. Tunjuelito > Av. Boyacá > Av. Caracas > Virrey Sur > Comuneros > Autopista al Llano |
| H322   | Cerros de Oriente                       | Fontibón Brisas >> Av. Versalles > Calle 17 > Av. Centenario > Av. Boyacá > Tunal > San Carlos > Molinos del Sur > Diana Turbay > Carrera 5 |
| H327   | Acacias                                 | Puente Grande >> Av. Centenario > Av. C. de Cali > Av. Agoberto Mejía > Av. C. de Villavicencio > San Francisco |
| H408   | Diana Turbay                            | Tierra Buena >> Calle 26 Sur > Av. de los Muiscas > Av. C. de Cali > Av. Tintal > Av. Américas > Av. Congreso Eucarístico > Av. C. Montes > Carrera 24 > Restrepo > Av. Mariscal Sucre > Calle 48C Sur > Av. C. de Villavicencio > San Carlos > Tunjuelito > Abraham Lincoln > Molinos del Sur > Calle 49 Sur |
| H521   | Usme-Chiguaza                           | San Bernardino >> Metrovivienda > Calle 59C Sur > Calle 62 Sur > Autopista Sur > Perdomo > Av. C. de Villavicencio > Av. Tunjuelito > Av. Boyacá > Calle 71F Sur > Carrera 14L > Calle 73D Sur > Av. Caracas > Vía Sumapaz |
| H529   | Diana Turbay                            | El Recreo >> Bosa La Libertad > Carrera 88C > Av. C. de Cali > Calle 46 Sur > Av. 1.º de Mayo > Carrera 12D > Lomas > Puerto Rico > Calle 48L Sur > Carrera 5A > Carrera 5 |
| H530   | La Fiscala Alta                         | Metrovivienda >> Av. Tintal > Av. C. de Villavicencio > San Carlos > Av. Caracas > Calle 68B Sur > Duitama > Nebraska > Av. La Fiscala > La Fiscala Norte > Calle 64 Sur |
| H543   | Est. General Santander                  | Timiza >> |
| H600   | Jerusalén                               | Chapinero >> Carrera 13 > Av. Fernando Mazuera > Calle 27 Sur > Av. Mariscal Sucre > Inglés > Av. Santa Lucía > Av. Jorge Gaitán Cortés > Av. C. de Villavicencio > Perdomo |
| H601   | Perdomo                                 | Chapinero >> Av. Germán Arciniegas > Calle 64> Carrera 13 > Av. Fernando Mazuera > Av. Hortúa > Av. General Santander > Autopista Sur > Av. C. de Villavicencio > Calle 63 Sur |
| H602   | Galicia                                 | Los Laches >> El Consuelo > Av. Circunvalar > Carrera 3 > Av. C. de Lima > Av. General Santander > Restrepo > Av. Mariscal Sucre > Av. Boyacá > Av. Tunjuelito > Av. C. de Villavicencio > Av. Jorge Gaitán Cortés > Sierra Morena |
| H603   | Santo Domingo                           | Corabastos >> Calle 26 Sur > Av. Boyacá > Av. Jorge Gaitán Cortés > Sierra Morena |
| H604   | Sierra Morena                           | Est. General Santander >>Autopista Sur > Venecia > Nuevo Muzú > Diagonal 51A Sur > Isla del Sol > Madelena > Av. C. de Villavicencio > Av. Jorge Gaitán Cortés |
| H604   | Est. General Santander                  | Sierra Morena >> Av. Jorge Gaitán Cortés > Av. C. de Villavicencio > Madelena > Isla del Sol > Diagonal 51A Sur > Nuevo Muzú > Venecia > Autopista Sur |
| H605   | Arborizadora Alta                       | Polo >> Av. Medellín > Av. Colombia > Av. J. C. Mutis > Av. NQS > Av. Jorge Gaitán Cortés > Av. C. de Villavicencio > Juan José Rondón |
| H606   | San Joaquín                             | Chicó Norte >> Av. España > Av. Congreso Eucarístico > Venecia > Fátima > El Carmen > Calle 48C Sur > Av. Mariscal Sucre > Av. Boyacá > La Estrella > Tesoro |
| H607   | Arborizadora Alta                       | Morato >> Av. de la Constitución > Av. Suba > Av. España > Av. Congreso Eucarístico > Venecia > Fátima > Av. Jorge Gaitán Cortés > Av. C. de Villavicencio > Juan José Rondón |
| H608   | Arabia                                  | Calle 134 >> Av. NQS > Matatigres > Inglés > Av. Mariscal Sucre > Av. Boyacá > Lucero Bajo > La Estrella > Tesoro |
| H609   | Arborizadora Alta                       | Unicentro >> Av. Pepe Sierra > Av. Paseo del Country > Av. Rodrigo Lara Bonilla > Av. Córdoba > Av. Pepe Sierra > Av. Boyacá > Av. Jorge Gaitán Cortés > Av. C. de Villavicencio > Juan José Rondón |
| H610   | Paraíso                                 | Chicó Norte >> Av. España > Av. Congreso Eucarístico > Venecia > Fátima > Av. Jorge Gaitán Cortés > Av. Santa Lucía > Av. Mariscal Sucre > Av. Boyacá > Vía Paraíso |
| H611   | Santo Domingo                           | Estación Calle 100 >> Autopista Norte > Av. España > Av. Congreso Eucarístico > Venecia > Fátima > Av. Jorge Gaitán Cortés > Sierra Morena |
| H612   | San Joaquín                             | Villa María >> Carera 106 > Av. El Tabor > Av. C. de Cali > Corabastos > Av. Agoberto Mejía > Av. C. de Villavicencio > Av. Tunjuelito > La Estrella > El Tesoro |
| H613   | Perdomo                                 | Horacio Orjuela >> Carrera 11 Este > La Gloria > San Martín de Loba > Av. de La Guacamaya > Marruecos > Calle 52 Sur > Av. Tunjuelito > Av. C. de Villavicencio |
| H615   | Arborizadora Alta                       | Estación Biblioteca Tintal >> Av. C. de Cali > Av. C. de Villavicencio > Calle 64 Sur > Juan José Rondón |
| H617   | Perdomo                                 | Centro >> Av. C. de Lima > Av. Circunvalar > Av. José Asunción Silva > Carrera 4 > Av. Comuneros > Av. Fernando Mazuera > Av. Fucha > Restrepo > Av. 1.º de Mayo > Av. General Santander > Autopista Sur > Venecia > Nuevo Muzú > Diagonal 51A Sur > Calle 63 Sur |
| H618   | Santo Domingo                           | Germania >> Av. Fernando Mazuera > > Av. Mariscal Sucre > Calle 48C Sur > Av. Boyacá > Av. C. de Villavicencio > Jerusalén > Sierra Morena |
| H620   | La Estancia                             | San Diego >> Av. Fernando Mazuera > Av. Fucha > Restrepo > Av. Mariscal Sucre > Av. Boyacá > Av. C. de Villavicencio > Calle 63 Sur |
| H622   | Rincón de Venecia                       | La Fiscala >> Av. La Fiscala > La Fiscala Norte > Diagonal 59 Sur > Diagonal 58 Sur > Danubio Azul > Calle 56 Sur > Av. Caracas > Molinos del Sur > Calle 52 Sur > San Carlos > Av. C. de Villavicencio > Ciudad Tunal > Av. Mariscal Sucre > Av. Boyacá > Diagonal 52 Sur > Carrera 54B > Diagonal 51 Sur > Diagonal 51A Sur > Carrera 61G > Diagonal 48 Sur |
| H622   | La Fiscala                              | Rincón de Venecia >> Diagonal 48 Sur > Carrera 61G > Diagonal 51A Sur > Av. Boyacá > Carrera 25 > Calle 48C Sur > Av. C. de Villavicencio > San Carlos > Av. Caracas > Calle 56 Sur > Danubio Azul > Diagonal 58 Sur > Diagonal 59 Sur > Av. Darío Echandía > La Fiscala Norte > Av. La Fiscala |
| H625   | Portal Tunal                            | Potosí >> Transversal 44 > Tres Esquinas > Carrera 45 > Carrera 46 > Manuela Beltrán > Calle 69D Sur > Carrera 38 > Av. C. de Villavicencio |
| H625   | Potosí                                  | Portal Tunal >> Av. C. de Villavicencio > Carrera 38 > Calle 69D Sur > Carrera 42 > Arborizadora Alta |
| H627   | Alpes                                   | Salitre El Greco >> Av. Congreso Eucarístico > Venecia > Av. Jorge Gaitán Cortés > Av. C. de Villavicencio > Villa Gloria > Vía Paraíso |
| H629   | Potosí                                  | Fontibón Centro >> Carrera 100 > Calle 17 > Av. Centenario > Av. Ciudad de Cali > Corabastos > Av. Agoberto Mejía > Av. C. de Villavicencio > Av. Jorge Gaitán Cortés > Jerusalén |
| H630   | Arborizadora Alta                       | Morato >> Av. de la Constitución > Av. Suba > Av. España > Av. Congreso Eucarístico > Venecia > Fátima > Av. Jorge Gaitán Cortés > Sierra Morena > Potosí |
| H631   | Paraiso                                 | Calle 134 >> Av. NQS > Matatigres > Inglés > Av. Mariscal Sucre > Av. Boyacá > Lucero Bajo > Vía Paraíso |
| H632   | Villa Gloria                            | Est. General Santander >> Av. Santa Lucía > Av. Jorge Gaitán Cortés > Av. C. de Villavicencio > Calle 64 Sur > Carrera 19G > Diagonal 69A Sur > Carrera 18L |
| H632   | Est. General Santander                  | Villa Gloria >> Carrera 18L > Diagonal 69A Sur > Carrera 19D > Calle 64 Sur > Av. C. de Villavicencio > Av. Jorge Gaitán Cortés > Fátima > Venecia > Autopista Sur |
| H633   | Acapulco                                | Ricaurte >> Av. NQS > Av. Comuneros > Carrera 41A > Av. Ciudad Montes > Av. Congreso Eucarístico > Venecia > Nuevo Muzú > Diagonal 51A Sur > Av. Boyacá |
| H635   | Arborizadora Alta                       | Montevídeo >> Calle 19 > Av. Constitución > Av. Centenario > Av. Boyacá > Autopista Sur > Madelena > Av. Jorge Gaitán Cortés > Sierra Morena |
| H636   | Rincón de Venecia                       | San Blas II >> Transversal 5A Este > Carrera 10B Este > Av. 1.º de Mayo > Av. Fernando Mazuera > Lomas > Calle 43 Sur > Av. Caracas > Av. Santa Lucía > Autopista Sur > Venecia > Nuevo Muzú > Diagonal 51A Sur |
| H638   | Arabia                                  | Est. Juan Pablo II >> Calle 67A Sur > Vista Hermosa > Naciones Unidas > Tesoro |
| H638   | Est. Juan Pablo II                      | Arabia >> Tesoro > Naciones Unidas > Vista Hermosa > Calle 67A Sur |
| H639   | Villa Mayor                             | Arborizadora Alta >> Carrera 42 > Calle 69D Sur > Carrera 38 > Av. Jorge Gaitán Cortés > Fátima > Venecia > Autopista Sur > Av. Batallón Caldas > Autopista Sur |
| H639   | Arborizadora Alta                       | Villa Mayor >> Av. Jorge Gaitán Cortés > Av. General Santander > Av. Batallón Caldas > Av. General Santander > Autopista Sur > Venecia > Fátima > Av. Jorge Gaitán Cortés > Carrera 38 > Calle 69D Sur > Carrera 42 |
| H640   | Santo Domingo                           | Portal Sur >> Perdomo Alto > Sierra Morena > Calle 75D Sur > > Santo Domingo>> Cazucá > Carrera 77C > Carrera 76 > Portal Sur |
| H641   | Santo Domingo PM                        | Portal Sur >> Perdomo > La Estancia > Carrera 76 > Carrera 77C > Cazucá > Santo Domingo >> Calle 75D Sur > Sierra Morena > Perdomo Alto > La Estancia > Carrera 76 > Portal Sur |
| H642   | Rincón de Venecia                       | Porciúncula >> Av. Germán Arciniegas > Carrera 13 > Av. Calle 32 > Carrera 17 > Av. de las Américas > Carrera 56 > Av. Ciudad Montes > Av. Congreso Eucarístico > Av. 1.º de Mayo > Av. Boyacá > Diagonal 51A Sur > Nuevo Muzú |
| H643   | San Joaquín                             | Paloquemao >> Av. C. de Lima > Av. NQS > Autopista Sur > Av. Batallón Caldas > Av. Santa Lucía > Av. Mariscal Sucre >> Av. Boyacá |
| H700   | Bellavista                              | Terminal Salitre >> Av. La Esperanza > Av. Boyacá > Carrera 25 > Calle 48C Sur > Av. C. de Villavicencio > San Carlos > Tunjuelito > Abraham Lincoln > Av. Caracas > Chuniza > Calle 89 Sur > El Líbano |
| H702   | El Uval                                 | El Guavio >> Egipto Alto > Av. Circunvalar > Carrera 3 > Av. C. de Lima > Av. Caracas > Calle 24 > Av. Fernando Mazuera > Lomas > Puerto Rico > Marruecos > Molinos del Sur > Av. Caracas > Virrey Sur > Comuneros > Autopista al Llano |
| H704   | El Uval                                 | Germania >> Av. C. de Lima > Av. General Santander > Centenario > Av. Mariscal Sucre > Av. Boyacá > Autopista al Llano > Alfonso López |
| H705   | Alfonso López                           | Est. Suba-Calle 100 >> Av. España > Av. Congreso Eucarístico > Venecia > Fátima > El Carmen > Calle 48C Sur > Av. Mariscal Sucre > Av. Boyacá > Calle 71F Sur > Carrera 14L > Calle 73D Bis Sur > Av. Caracas > Autopista al Llano |
| H706   | El Uval                                 | San Diego >> Av. Fernando Mazuera > Lomas > Puerto Rico > Marruecos > Molinos del Sur > Av. Caracas > Autopista al Llano > Alfonso López |
| H707   | El Uval                                 | Fontibón El Refugio >> Av. Centenario > Av. Ciudad de Cali > Corabastos > Calle 26 Sur > Av. Poporo Quimbaya > Av. 1.º de Mayo > Av. Boyacá > Autopista al Llano > Alfonso López |
| H708   | Antonio José de Sucre                   | Chicó Norte >> Av. Germán Arciniegas > Calle 94 > Av. NQS > Matatigres > Inglés > Av. Mariscal Sucre > Calle 48C Sur > Av. C. de Villavicencio > San Carlos > Av. Caracas > Diagonal 99 Sur > Usminia |
| H710   | El Progreso                             | Portal Usme >> Carrera 11 > Calle 68B Sur > Carrera 7A > Calle 69 Sur > Av. Caracas > Calle 81 Sur > Compostela > Carrera 7 Este > Calle 81C Sur > Carrera 8 Este |
| H710   | Portal Usme                             | El Progreso >> Carrera 7F Este > Calle 88 Sur > Carrera 7D Este > Calle 87D Sur > Carrera 7 Este > Compostela > Calle 81 Sur > Av. Caracas |
| H711   | Los Soches                              | Portal Usme >> Carrera 11 > Calle 68B Sur > Carrera 7A > Calle 69 Sur > Av. Caracas > Autopista al Llano > Antigua Vía al Llano |
| H711   | Portal Usme                             | Los Soches >> Antigua Vía al Llano > Autopista al Llano > Av. Caracas |
| H712   | Alfonso López                           | Bosa La Estación >> Autopista Sur > Perdomo > Av. C. de Villavicencio > Av. Tunjuelito > Av. Boyacá > Calle 71F Sur > Carrera 14L > Calle 73D Sur > Av. Caracas > Calle 81 Sur > Compostela > Carrera 7 Este |
| H715   | El Uval                                 | Corferias >> Av. Esperanza > Av. Cundinamarca > Calle 12 > Carrera 43 > Av. Comuneros > Av. NQS > Av. 1.º de Mayo > Autopista Sur > Av. Batallón Caldas > Av. Santa Lucía > Av. Mariscal Sucre > Calle 48C Sur > Av. C. de Villavicencio > San Carlos > Tunjuelito > Abraham Lincoln > Av. Caracas > Carrera 14L > Calle 73D Bis Sur > Av. Caracas > Autopista al Llano > Alfonso López                                                                                          |
| H716   | Molinos II                              | Est. Av. 1º de Mayo >> Av. 1.º de Mayo > Carrera 11 > Calle 17 Sur > Av. Fernando Mazuera > Calle 34 Sur > Carrera 4C > Av. C. de Villavicencio > Calle 37A Sur > Carrera 2 > Calle 37B Sur > Las Guacamayas > Carrera 1A > Av. de la Guacamaya |
| H717   | Usme Centro                             | Bonanza >> Av. Boyacá > Diagonal 68A Sur > Transversal 14T > Carrera 14L > Calle 73D Sur > Av. Caracas |
| H718   | Usme Centro                             | La Rivera >> Av. de los Muiscas > Av. C. de Cali > Corabastos > Calle 26 Sur > Av. 1.º de Mayo > Av. Boyacá > Calle 71F Sur > Carrera 14L > Calle 73D Sur > Av. Caracas |
| H719   | El Destino                              | Usme Centro >> Vía Sumapaz > Vereda El Destino > Embalse La Regadera > Vía Sumapaz > Usme Centro |
| H720   | Ciudadela Usme                          | 7 de Agosto >> Av. Colombia > Park Way > Carrera 19 > Av. General Santander > Av. 1.º de Mayo > Av. Mariscal Sucre > Inglés > Av. Santa Lucía > Av. Caracas |
| H721   | El Tuno                                 | Terminal Salitre >> Calle 22A > Av. Congreso Eucarístico > Venecia > Fátima > Av. Jorge Gaitán Cortés > Av. Santa Lucía > Av. Caracas > Diagonal 99 Sur > Usminia > Antonio José de Sucre |
| H723   | Usme Centro                             | Portal 20 de Julio >> Calle 31 Sur > Av. Fernando Mazuera > Lomas > Puerto Rico > Marruecos > Molinos del Sur > Av. Caracas |
| H724   | Ciudadela Usme                          | Montevídeo >> Calle 19 > Av. Constitución > Calle 11 > Av. Congreso Eucarístico > Venecia > Fátima > El Carmen > Calle 48C Sur > Av. Mariscal Sucre > Av. Boyacá > Calle 71F Sur > Carrera 14L > Calle 73D Bis Sur > Av. Caracas |
| H725   | El Tuno                                 | Las Nieves >> Av. Fernando Mazuera > Lomas > Bochica > Carrera 5 > Diana Turbay > Calle 49D Sur > Carrera 3 > La Fiscala Norte > Av. La Fiscala > Nebraska > Duitama > Calle 68B Sur > Av. Caracas > Calle 69F Sur > Carrera 14L > Calle 73D Sur > Av. Caracas > Diagonal 99 Sur > Usminia > Antonio José de Sucre |
| H726   | Bolonia Usme                            | Est. General Santander >> Autopista Sur > Venecia > Fátima > El Carmen > Calle 48C Sur > Av. C. de Villavicencio > San Carlos > Tunjuelito > Abraham Lincoln > Av. Caracas > Calle 81 Sur > Calle 79 Sur |
| H726   | Est. General Santander                  | Bolonia Usme >> Calle 79 Sur > Calle 81 Sur > Av. Caracas > Molinos del Sur > Calle 52 Sur > San Carlos > Av. C. de Villavicencio > Ciudad Tunal > Samore > Av. Jorge Gaitán Cortés > Fátima > Venecia > Autopista Sur > Av. General Santander > Av. Batallón Caldas |
| H728   | Danubio                                 | Est. Molinos >> Molinos del Sur > Av. Caracas > Calle 56 Sur > Danubio Azul |
| H728   | Est. Molinos                            | Danubio >> Danubio Azul > Calle 56 Sur > Av. Caracas |
| H729   | La Aurora                               | Portal Usme >> Av. Caracas > Carrera 14L > Calle 71F Sur |
| H729   | Portal Usme                             | La Aurora >> Av. Boyacá > Diagonal 68A Sur > Av. Caracas |
| H733   | Cerros de Oriente                       | Patio Bonito >> Av. C. de Villavicencio > Av. 1.º de Mayo > Venecia > Fátima > Av. Jorge Gaitán Cortés > Av. Santa Lucía > Av. Mariscal Sucre > Calle 48C Sur > Av. C. de Villavicencio > San Carlos > Tunjuelito > Molinos del Sur > Calle 49C Sur > Diana Turbay > Carrera 5 > Carrera 5A |
| H811   | Restrepo                                | Aguas Claras >> Calle 13 Sur > Av. 1.º de Mayo |
| H817   | Est. Nariño                             | Gaviotas >> Av. de los Cerros > Calle 13 Sur > Av. Fucha |
| H907   | Usme Centro                             | Terminal Norte >> Autopista Norte > Av. San Juan Bosco > Av. Alberto Lleras Camargo > Av. Fernando Mazuera > Lomas > Puerto Rico > Marruecos > Molinos del Sur > Av. Caracas > Vía Sumapaz |
| Zona K |                                         | |
| K102   | Salitre Greco                           | Suba Fontanar >> Carrera 145 > Calle 143B > Carrera 128 > Calle 139 > Calle 138 > Lisboa > Transversal 130 > Av. Medellín > Villas de Granada > Av. Chile > Boyacá Real > Av. Boyacá > Av. Eldorado > Carrera 66 |
| K122   | Zona Industrial                         | Aures II >> Carrera 106 > Av. El Tabor > Carrera 94 > Carrera 93 > Altamar > Av. Rincón > Av. Boyacá > Av. Pepe Sierra > Calle 102A > Av. de la Constitución > Calle 98 > Av. Congreso Eucarístico > Calle 11 > Carrera 68B > Av. Centenario |
| K206   | Gobernación                             | Bachué >> Av. Morisca > Av. C. de Cali > Transversal 85 > Av. Pablo VI > Av. Rojas > Av. Eldorado |
| K211   | Salitre El Greco                        | Gran Granada >> Calle 77 > Diagonal 77B > Carrera 112A > Carrera 111C > Av. José Celestino Mutis > Calle 64G > Av. C. de Cali > Av. Eldorado |
| K300   | Puente Grande                           | Portal Eldorado >> Av. La Esperanza > Carrera 100 > Calle 17 > Av. Centenario > Puente Grande > Av. Centenario > Calle 17 > Carrera 99 > Carrera 100 > Portal Eldorado |
| K301   | La Felicidad                            | Est. Av. Rojas >> Ciudad Salitre > Av. La Esperanza > Av. Boyacá > Cdela. La Felicidad > Calle 19A > Av. C. de Cali > Av. Eldorado > Av. Boyacá > Av. La Esperanza > Carlos Lleras > Terminal de Transporte > Av. La Esperanza > Est. Av. Rojas |
| K302   | El Recodo                               | Centro >> Av. Fernando Mazuera > Av. Hortúa > Eduardo Santos > Av. C. Montes > Av. Congreso Eucarístico > Granjas de Techo > Av. Centenario > Carrera 96C > Carrera 100 > Calle 23G > Av. Versalles |
| K303   | Fontibón HB                             | Unicentro >> Av. Paseo del Country > Av. España > Av. Germán Arciniegas > Carrera 13 > Av. Pablo VI > Av. Congreso Eucarístico > Av. La Esperanza > Carrera 100 > Av. Centenario |
| K304   | Fontibón HB                             | San Cristóbal Sur >> Carrera 10C Este > Av. Fucha > Carrera 7 > Av. Comuneros > Av. Fernando Mazuera > Av. C. de Lima > Av. de las Américas > Av. Centenario |
| K305   | El Recodo                               | Est. Calle 100 >> Av. España > Av. Congreso Eucarístico > Av. La Esperanza > Carrera 82 > Av. Ferrocarril > Carrera 100 > Av. Centenario |
| K306   | Zona Franca                             | Centro Andino >> Av. Germán Arciniegas > Av. Gabriel Andrade > Av. La Esmeralda > Av. José Celestino Mutis > Av. Congreso Eucarístico > Av. La Esperanza > Modelia > Av. Ferrocarril |
| K307   | El Recodo                               | La Castaña >> Carrera 3 > Girardot > Carrera 5 > Av. C. de Lima > Av. La Esperanza > Modelia > Av. Ferrocarril > Carrera 100 > Calle 17 |
| K308   | Puente Grande                           | El Tuno >> Antonio José de Sucre > Usminia > Diagonal 99 Sur > Av. Caracas > Av. Boyacá > Av. Centenario > Calle 17 |
| K309   | Fontibón San Pablo                      | Lijacá >> Av. Alberto Lleras Camargo > Calle 163A > Av. Santa Bárbara > Av. España > Av. Germán Arciniegas > Carrera 13 > Av. Pablo VI > Carrera 66A > Av. Eldorado > Carrera 100 > Calle 17 |
| K311   | Puente Grande                           | Bosa San José >> Av. San Bernardino > Bosa Centro > Av. Agoberto Mejía > Corabastos > Av. C. de Cali > Av. Centenario > Calle 17 |
| K312   | Fontibón Brisas                         | Moralba >> Av. de los Cerros > San Cristóbal Sur > Av. 1.º de Mayo > Av. Boyacá > Av. Centenario > Calle 17 > Carrera 99 > Villemar > Carrera 97 > Calle 23G > Atahualpa > Calle 23B > Av. La Esperanza > Av. del TAM |
| K314   | Fontibón Brisas                         | El Codito >> Av. Alberto Lleras Camargo > Av. Rodrigo Lara Bonilla > Av. Boyacá > Av. La Esperanza > Modelia > Av. Ferrocarril > Calle 18 |
| K315   | Puente Grande                           | Suba Lisboa >> La Gaitana > Villa María > Av. Tabor > Carrera 93> Av. C. de Cali > Av. Morisca > Transversal 94 > Transversal 96 > Av. José Celestino Mutis > Av. C. de Cali > Av. Eldorado > Puente Aéreo > Aeropuerto > Carrera 100 > Calle 17 > Carrera 135 |
| K317   | Aeropuerto                              | Tunal >> Samore > Av. Jorge Gaitán Cortés > Fátima > Venecia > Av. Congreso Eucarístico > Av. La Esperanza > Av. C. de Cali > Av. Eldorado > Aeropuerto > Carrera 100 |
| K318   | Fontibón Brisas                         | El Uval >> Autopista al Llano > Comuneros > Virrey Sur > Av. Caracas > Av. Boyacá > Av. Tunjuelito > Av. C. de Villavicencio > Av. C. de Cali > Av. Centenario > Calle 17 > San Pablo Jericó > Av. del TAM |
| K319   | Fontibón Brisas                         | Centro Andino >> Av. Germán Arciniegas > Carrera 13 > Av. Francisco Miranda > Acevedo Tejada > Av. Eldorado > Av. La Esperanza > Calle 23G > Calle 23B |
| K321   | Fontibón Brisas                         | Tibabuyes >> Compartir > Calle 153 > Carrera 92 > Carrera 91 > Carrera 93 > Transversal 94L > Carrera 96 > Av. Eldorado > Carrera 100 > Calle 17 > Av. del TAM |
| K322   | Fontibón Brisas                         | Cerros de Oriente >> Diana Turbay > Molinos del Sur > Calle 52 Sur > San Carlos > Av. C. de Villavicencio > Ciudad Tunal > Av. Mariscal Sucre > Av. Boyacá > Av. Centenario > Calle 17 > Av. Versalles > Av. La Esperanza > Av. del TAM |
| K323   | El Recodo                               | Suba Compartir >> Av. Suba > Av. C. de Cali > Av. Tabor > Carrera 93 > Transversal 94L > Carrera 96 > Av. Eldorado > Carrera 100 > Av. Ferrocarril > Versalles > Atahualpa > Av. Versalles > Calle 17 |
| K324   | Refugio                                 | Perseverancia >> Carrera 5 > Carrera 3 > Av. C. de Lima > Av. Centenario > Calle 17 > Carrera 100 > Carrera 99 > Av. Ferrocarril > Carrera 108 > Av. Ferrocarril > Versalles > Atahualpa > Av. Versalles > Calle 22G > Carrera 120 > Calle 23B > Av. La Esperanza > Av. del TAM |
| K325   | Fontibón Brisas                         | El Dorado >> Av. Cirvunvalar > Carrera 3 > Av. C. de Lima > Av. Esperanza > Modelia > Av. Ferrocarril > Carrera 100 > Calle 17 > Av. del TAM |
| K326   | Puerta de Teja                          | Unicentro >> Av. Paseo del Country > Av. España > Av. Congreso Eucarístico > Av. Centenario |
| K327   | Puente Grande                           | Acacias >> San Francisco > Av. C. de Villavicencio > Av. Agoberto Mejía > Av. C. de Cali > Av. Centenario > Calle 17 |
| K328   | Puerta de Teja                          | Est. Av. 1° de Mayo >> Av. Fernando Mazuera > Lomas > Calle 43 Sur > Tunal > Av. Boyacá > La Felicidad > Calle 19A > Av. Ferrocarril > Carrera 100 |
| K329   | Fontibón Brisas                         | San Martín de Loba >> Carrera 1A > Av. de la Guacamaya > Carrera 5 > Carrera 5A > Calle 48J Sur > Puerto Rico > Lomas > Av. Fernando Mazuera > Calle 17 Sur > Carrera 8 > Av. 1.º de Mayo > Av. Boyacá > Av. La Esperanza > Modelia > Av. Ferrocarril > Carrera 99 > Calle 23G > Atahualpa > Calle 23B > Av. La Esperanza > Av. del TAM |
| K331   | Fontibón Brisas                         | Nueva Delhi >> Carrera 11 Este > La Gloria > Guacamayas > 20 de Julio > Av. 1.º de Mayo > Av. Poporo Quimbaya > Corabastos > Av. C. de Cali > Calle 17 > Carrera 97 > Calle 23G |
| K332   | El Recodo                               | Porciúncula >> Carrera 13 > Av. Francisco Miranda > Carrera 33 > Av. La Esperanza |
| K333   | Est. Avenida Rojas                      | Ciudad Alsacia >> Calle 12A > Carrera 71D > Calle 12B > Av. Boyacá > Av. Eldorado |
| K334   | Fontibón Versalles                      | Porciúncula >> Av. Alberto Lleras Camargo > Calle 76 > Av. Germán Arciniegas > Calle 73 > Carrera 20B > Av. Chile > Av. Boyacá > Av. La Esperanza > Av. C. de Cali > Prado Grande > Calle 17 > Av. Versalles > Atahualpa > Calle 23D > Carrera 103 |
| K336   | Puente Grande                           | Germania >> Av. C. de Lima > Av. de las Américas > Av. Centenario |
| K336   | Fontibón HB                             | Germania >> Av. C. de Lima > Av. de las Américas > Av. Centenario |
| K502   | Aeropuerto                              | Villa del Río >> Carrera 63 > Calle 57B Sur > Carrera 72J > Calle 45 Sur > Timiza > Jaqueline > Calle 49 Sur > Carrera 78G > Calle 45 Sur > Carrera 79 > Calle 38C Sur > Carrera 78K > Calle 37 Sur > Av. Poporo Quimbaya > Calle 26 Sur > Corabastos > Av. C. de Cali > Av. Centenario > Calle 17 > Carrera 96C > Av. Ferrocarril > Carrera 100 > Av. Eldorado |
| K505   | Corferias                               | Bosa San Diego >> Av. San Bernardino > Autopista Sur > Av. Congreso Eucarístico > Av. de las Américas > Av. Batallón Caldas > Av. Eldorado > Av. Pedro León Trabuchy |
| K527   | CAN                                     | Metrovivienda >> Calle 57 Sur > Av. C. de Cali > Av. C. de Villavicencio > Av. Agoberto Mejía > Av. de las Américas > Av. Congreso Eucarístico > Av. Eldorado > Av. Batallón Caldas |
| K542   | Estación Modelia                        | Metrovivienda >> Calle 57 Sur > Av. C. de Cali > Av. Eldorado |
| K627   | Salitre El Greco                        | Alpes >> Villa Gloria > San Francisco > Av. C. de Villavicencio > Av. Jorge Gaitán Cortés > Fátima > Venecia > Av. Congreso Eucarístico > Av. Pablo VI > Carrera 66A |
| K629   | Fontibón Centro                         | Potosí >> Sierra Morena > Jerusalén > Av. Jorge Gaitán Cortés > La Coruña > Av. C. de Villavicencio > Av. Agoberto Mejía > Corabastos > Av. C. de Cali > Av. Centenario > Calle 17 > Carrera 99 |
| K635   | Montevídeo                              | Arborizadora Alta >> Sierra Morena > Av. Jorge Gaitán Cortés > Av. C. de Villavicencio > Calle 59C Sur > Madelena > Autopista Sur > Av. Boyacá > Calle 19 |
| K700   | Terminal Salitre                        | Bellavista >> El Líbano > Calle 89 Sur > Chuniza > Av. Caracas > Molinos del Sur > Calle 52 Sur > San Carlos > Av. C. de Villavicencio > Ciudad Tunal > Av. Mariscal Sucre > Av. Boyacá > Carlos Lleras |
| K707   | El Refugio                              | El Uval >> Alfonso López > Autopista al Llano > Av. Boyacá > Av. 1.º de Mayo > Av. Poporo Quimbaya > Calle 26 Sur > Corabastos > Av. C. de Cali > Av. Centenario |
| K715   | Corferias                               | El Uval >> Alfonso López > Autopista al Llano > Av. Caracas > Calle 73D Sur > Carrera 14L > Av. Caracas > Molinos del Sur > Calle 52 Sur > San Carlos > Av. C. de Villavicencio > Ciudad Tunal > Av. Mariscal Sucre > Av. Santa Lucía > Av. Batallón Caldas > Autopista Sur > Calle 17 Sur > Av. Jorge Gaitán Cortés > Av. NQS > Av. Comuneros > Carrera 43 > Ortezal > Av. Pedro León Trabuchy                                                                                  |
| K721   | Terminal Salitre                        | El Tuno >> Antonio José de Sucre > Usminia > Diagonal 99 Sur > Av. Caracas > Av. Santa Lucía > Av. Jorge Gaitán Cortés > Fátima > Venecia > Av. Congreso Eucarístico > Granjas de Techo > Av. Centenario > Av. Constitución > Calle 17 > Carrera 69B > Calle 19 > Av. Boyacá > Carlos Lleras |
| K724   | Montevídeo                              | Ciudadela Usme >> Av. Caracas > Calle 73D Sur > Carrera 14L > Calle 71F Sur > Av. Boyacá > Av. Mariscal Sucre > Ciudad Tunal > Samore > Av. Jorge Gaitán Cortés > Fátima > Venecia > Av. Congreso Eucarístico > Granjas de Techo > Av. Centenario > Av. Constitución > Calle 17 |
| K803   | Terminal Salitre                        | Gaviotas >> Av. de los Cerros > Horacio Orjuela > Córdoba > 20 de Julio > Av. 1.º de Mayo > Av. Boyacá > Carlos Lleras |
| K810   | Fontibón Brisas                         | Gaviotas >> La Gloria > Guacamayas > 20 de Julio > Av. 1.º de Mayo > Restrepo > Carrera 24 > Av. C. de Lima > Av. de las Américas > Av. Centenario > Carrera 96C > Av. Ferrocarril > Carrera 100 > Calle 23G > Atahualpa > Av. Luis Carlos Galán |
| K812   | Fontibón Brisas                         | Villa del Cerro >> Guacamayas > 20 de Julio > Av. 1.º de Mayo > Av. Batallón Caldas > Av. C. Montes > Carrera 60 > Calle 4D > Av. Congreso Eucarístico > Granjas de Techo > Av. Centenario > Av. del TAM |
| K903   | Aeropuerto                              | Verbenal >> Av. San Antonio > Av. Alberto Lleras Camargo > Calle 163A > Av. San José > Av. Boyacá > Av. Eldorado |
| K904   | Terminal Salitre                        | La Estrellita >> Av. Alberto Lleras Camargo > Calle 140 > Av. Santa Bárbara > Av. España > Av. Congreso Eucarístico > Carlos Lleras > Av. La Esperanza |
| K905   | Puente Aéreo                            | Serrezuela >> Av. Alberto Lleras Camargo > Av. San José > Carrera 92 > Calle 153 > Av. C. de Cali > Av. Eldorado |
| K916   | Fontibón El Refugio                     | Balmoral Norte >> Calle 187 > Av. Alberto Lleras Camargo > Av. España > Av. Congreso Eucarístico > Av. Centenario > Calle 17 > Av. Versalles > Calle 23B |
| Zona L |                                         | |
| L149   | Est. Av. 1° de Mayo                     | Bilbao >> Compartir > Av. Suba > Av. C. de Cali > Av. Tabor > Carrera 93 > Av. C. de Cali > Av. Chile > Carrera 77A > Av. Pablo VI > Av. Boyacá > Av. Eldorado > Av. Pedro León Trabuchy > Av. Ciudad de Lima > Av. General Santander > Restrepo > Av. 1.º de Mayo |
| L155   | Gaviotas                                | Suba Gaitana >> Lisboa > Av. Medellín > Calle 76A > Av. C. de Cali > Av. La Esperanza > Av. Congreso Eucarístico > Av. C. Montés > Carrera 24 > Restrepo > Av. 1.º de Mayo > Portal 20 de Julio > Guacamayas > Carrera 11 Este > Libertadores |
| L205   | Lomas                                   | Bachué >> Quirigua > Av. C. de Cali > Av. Chile > Av. Colombia > Carrera 22 > Av. General Santander > Restrepo > Av. 1.º de Mayo > Carrera 12D |
| L304   | San Cristóbal Sur                       | Fontibón HB >> Av. Centenario > Av. Américas > Av. Ciudad de Lima > Av. Fernando Mazuera > Av. Comuneros > Carrera 8 > 20 de Julio > Calle 17A Sur |
| L307   | La Castaña                              | El Recodo >> Calle 17 > Carrera 99 > Av. Ferrocarril > Modelia > Av. La Esperanza > Av. C. de Lima > Carrera 4 > Girardot > Carrera 3 > San Cristóbal Sur |
| L312   | Moralba                                 | Fontibón Brisas >> Av. Versalles > Calle 23D > Carrera 100 > Calle 17 > Av. Centenario > Av. Boyacá > Av. 1.º de Mayo > Calle 13 Sur > Av. de los Cerros |
| L325   | El Dorado                               | Fontibón Brisas >> Av. del TAM > Calle 17 > Carrera 99 > Av. Ferrocarril > Modelia > Av. La Esperanza > Av. C. de Lima > Av. Circunvalar |
| L328   | Est. Av. 1° de Mayo                     | Puerta de Teja >> Carrera 100 > Av. Ferrocarril > Calle 19A > La Felicidad > Av. Boyacá > Tunal > Diagonal 48B Sur > Lomas > Av. Fernando Mazuera > Calle 17 Sur |
| L329   | San Martín de Loba                      | Fontibón Brisas >> Calle 23D > Av. Ferrocarril > Modelia > Av. La Esperanza > Av. Boyacá > Av. 1.º de Mayo > Av. Fernando Mazuera > Lomas > Puerto Rico > Calle 48L Sur > Carrera 5A > Carrera 5 > Av. de la Guacamaya > Carrera 1A |
| L331   | Nueva Delhi                             | Fontibón Brisas >> Calle 23D > Carrera 100 > Calle 17 > Av. C. de Cali > Corabastos > Av. Poporo Quimbaya > Av. 1.º de Mayo > 20 de Julio > Guacamayas > La Gloria > Carrera 11 Este |
| L416   | La Castaña                              | Jazmín Occidental >> Av. de los Muiscas >Av. C. de Cali > Corabastos > Calle 26 Sur > Av. 1.º de Mayo > San Cristóbal Sur |
| L422   | Laches El Dorado                        | Patio Bonito >> Av. de los Muiscas >Av. C. de Cali > Calle 6B > Carrera 78 > Castilla > Av. Boyacá > Av. Alsacia > Av. de la Constitución > Av. Centenario > Av. Américas > Av. Ciudad de Lima > Av. Circunvalar > El Consuelo |
| L508   | Est. Av. 1° de Mayo                     | Bosa Santa Fe >> Porvenir > Av. Tintal > Av. C. de Villavicencio > Av. 1.º de Mayo |
| L517   | Canadá Güira                            | Potreritos >> Carrera 87C > Escocia > Calle 54 Sur > Av. 1.º de Mayo > Av. La Victoria |
| L519   | Los Laches                              | Olarte >> Calle 57B Sur > Calle 45 Sur > Av. Poporo Quimbaya > Av. Américas > Av. Ciudad de Lima > Av. Circunvalar > Egipto Alto |
| L533   | Doña Liliana                            | Metrovivienda >> Av. Tintal > Av. de los Muiscas > Av. C. de Cali > Corabastos > Calle 26 Sur > Av. 1.º de Mayo > Av. C. de Villavicencio > Av. de los Cerros |
| L602   | Los Laches                              | Galicia >> Sierra Morena > Av. C. de Villavicencio > Av. Tunjuelito > Av. Boyacá > Carrera 25 > Ciudad Tunal > Av. Mariscal Sucre > Restrepo > Carrera 24 > Av. C. de Lima > Av. Circunvalar > El Consuelo |
| L613   | Horacio Orjuela                         | Perdomo >> Av. C. de Villavicencio > Av. Tunjuelito > Calle 54 Sur > Marruecos > Av. de la Guacamaya > San Martín de Loba > La Gloria > Carrera 11 Este |
| L636   | San Blas II                             | Rincón de Venecia >> Nuevo Muzú > Venecia > Autopista Sur > Av. General Santander > Av. Jorge Gaitán Cortés > Av. Santa Lucía > Calle 46 Sur > Lomas > Av. Fernando Mazuera > Av. 1.º de Mayo > Transversal 5A Este |
| L716   | Est. Av. 1° de Mayo                     | Molinos II >> Av. de la Guacamaya > Carrera 1A > Las Guacamayas > Calle 37B Sur > Carrera 2 > Calle 37A Sur > Av. C. de Villavicencio > Carrera 4C > Calle 34 Sur > Av. Fernando Mazuera > Calle 17 Sur > Carrera 8 |
| L723   | Portal 20 de Julio                      | Usme Centro >> Av. Caracas > Molinos del Sur > Marruecos > Puerto Rico > Lomas > Av. Fernando Mazuera > Calle 27 Sur > Carrera 5A |
| L800   | Gaviotas                                | Villa Gladys >> Villas de Granada > Av. Medellín > Calle 76A > Av. C. de Cali > Av. Chile > Carrera 77A > Av. José Celestino Mutis > Av. Congreso Eucarístico > Av. C. Montes > Restrepo > Av. 1.º de Mayo > 20 de Julio > Av. C. de Villavicencio > Pinares |
| L803   | Gaviotas                                | Terminal Salitre >> Av. Boyacá > Av. 1.º de Mayo > 20 de Julio > Córdoba > Horacio Orjuela > Av. de Los Cerros |
| L805   | Juan Rey                                | 7 de Agosto >> Av. Colombia > Park Way > Calle 32 > Av. Fernando Mazuera > Av. Fucha > Carrera 8 > 20 de Julio > Av. C. de Villavicencio > Av. de los Cerros |
| L807   | San Blas                                | Bosa Carbonell >> Carrera 77M > Carrera 78C > Transversal 78L > Av. Agoberto Mejía > Av. 1.º de Mayo > Transversal 5A Este |
| L809   | Santa Rita Sur Oriental                 | Marly >> Carrera 13 > Av. Fernando Mazuera > Calle 34 Sur > Carrera 4C > Av. C. de Villavicencio > Av. La Victoria > Calle 46 Sur > Carrera 11 Este |
| L810   | Gaviotas                                | Fontibón Las Brisas >> Atahualpa > Calle 23D > Carrera 100 > Av. Centenario > Av. de las Américas > Av. Ciudad de Lima > Av. General Santander > Restrepo > Av. 1.º de Mayo > Av. Fernando Mazuera > Guacamayas > La Gloria |
| L811   | Aguas Claras                            | Restrepo >> Av. 1.º de Mayo > Calle 13 Sur |
| L812   | Villa del Cerro                         | Fontibón Las Brisas >> Av. del TAM > Av. Centenario > Av. Congreso Eucarístico > Av. C. Montes > Av. Batallón Caldas > Av. 1.º de Mayo > Carrera 8 > 20 de Julio > Guacamayas |
| L813   | Est. Bicentenario                       | Est. Av 1º de Mayo >> Av. 1.º de Mayo > Calle 13 Sur > Av. de los Cerros > La Castaña > Av. de los Cerros > Av. Fucha > Carrera 3 > Carrera 1 > Av. Comuneros |
| L813   | Est. Av. 1° de Mayo                     | Est. Bicentenario >> Av. Comuneros > Carrera 1 > Carrera 3 > Av. Fucha > Av. de los Cerros > La Castaña > Av. de los Cerros > Calle 13 Sur > Av. 1.º de Mayo |
| L814   | Horacio Orjuela                         | Porciúncula >> Av. Germán Arciniegas > Carrera 13 > Av. Fernando Mazuera > Av. Comuneros > Carrera 8 > Granada Sur > Santa Inés Sur |
| L815   | Villa del Cerro                         | Germania >> Av. Ciudad de Lima > Carrera 5 > Calle 17 > Av. Fernando Mazuera > Lomas > Puerto Rico > Calle 48P Sur > Carrera 5 > Av. de la Guacamaya > Av. La Victoria |
| L816   | Doña Liliana                            | Villa del Río >> Autopista Sur > Av. C. de Villavicencio > Av. Tunjuelito > Tunjuelito > Abraham Lincoln > Molinos del Sur > Diana Turbay > Carrera 5 > Av. de la Guacamaya > La Victoria > Calle 43A Sur > Carrera 11 Este > Juan Rey |
| L817   | Gaviotas                                | Est. Nariño >> Av. Fucha > Calle 13 Sur > Av. de los Cerros |
| L818   | Aguas Claras                            | Galerías >> Av. Colombia > Av. Francisco Miranda > Carrera 19 > Carrera 22 > Avenida General Santander > Av. Hortúa > Carrera 19 > Av. Fucha > Calle 13 Sur |
| L819   | Portal 20 de Julio                      | Portal 20 de Julio >> Carrera 5 > Calle 27A Sur > Av. de la Victoria > Santa Inés Sur > Calle 29 Sur > Carrera 3A Este > Calle 30B Sur > Carrera 2 > Calle 31A Sur > Carrera 3 > Calle 30A Sur > Portal 20 de Julio |
| L820   | San Isidro                              | Portal 20 de Julio >> Carrera 5A > Calle 33 Sur > Carrera 7A > Calle 37 Sur > San Isidro > Calle 36 Sur > Villa de los Alpes > Calle 32 Bis Sur > Carrera 3 > Portal 20 de Julio |
| L821   | Est. Bicentenario                       | Est. Universidades >> Carrera 3 > Av. Circunvalar > Carrera 3 Este > El Consuelo > Girardot > Egipto Alto > Av. Comuneros |
| L822   | Est. Av. 1° de Mayo                     | Sidel >> Carrera 8 > Av. 1.º de Mayo > Calle 13 Sur > Transversal 5A Este > La Castaña > Av. de los Cerros > Calle 30A Sur |
| L822   | Sidel                                   | Est. Av 1º de Mayo >> Calle 30B Sur > Av. de los Cerros > La Castaña > Calle 16 Sur > Hsp. San Blas > Av. 1.º de Mayo |
| L919   | Gaviotas                                | Terminal Norte >> Autopista Norte > Verbenal > Lijacá > Av. Alberto Lleras Camargo > Av. Callejas > Av. Germán Arciniegas > Carrera 13 > Av. Fernando Mazuera > Av. Comuneros > Carrera 8 > Av. Fucha > Calle 13 Sur > Av. de los Cerros |

| Ruta | Destinos                          | Destinos | Destinos                          | Recorrido |
| ---- | --------------------------------- | -------- | --------------------------------- | --- |
| 7    | Kennedy Palmitas                  | ⮌        | Santa Fe Consuelo                 | Por Av. Centenario, Av. C. de Lima, Av. Circunvalar |
| 12   | Fontibón San Pablo                | ⮌        | Chapinero Porciúncula             | Por Av. ElDorado, Av. Congreso Eucarístico, Av. Chile |
| 18-3 | Usaquén AutoNorte - Est. Terminal | ⮌        | Santa Fe Germania                 | Por Avenida Alberto Lleras Camargo |
| 39   | Kennedy Patio Bonito              | ↔        | Rafael Uribe Diana Turbay         | Por Av. 1.º de Mayo, Av. Congreso Eucarístico, Av. Santa Lucía, Av. Caracas |
| 56A  | Tunjuelito Isla del Sol           | ⮌        | Chapinero Porciúncula             | Por Av. Batallón Caldas, Av. Teusaquillo, Avenida Alberto Lleras Camargo |
| 59B  | Engativá Bachué                   | ⮌        | Chapinero                         | Por Av. Chile, Av. José Celestino Mutis, Avenida Alberto Lleras Camargo |
| 60   | Engativá Bachué                   | ⮌        | Rafael Uribe Uribe Zarazota       | Por Av. Rojas, Av. La Esperanza, Av. General Santander, Av. 1.º de Mayo, Carrera Décima                                                                                                  |
| 91   | Bosa San José                     | ⮌        | Chapinero Porciúncula             | Por Av. Boyacá, Av. Centenario, Av. Colombia, Av. Chile |
| 94   | Bosa San Diego                    | ⮌        | Suba Corpas                       | Por Av. Ciudad de Cali |
| 97   | Tunjuelito Rincón de Venecia      | ⮌        | Teusaquillo Galerías              | Por Av. Batallón Caldas, Av. C. de Lima, Av. Alberto Lleras C., Av. Francisco Miranda |
| 99   | Bosa San José                     | ⮌        | Santa Fe Germania                 | Por Av. Ciudad de Cali, Av. Agoberto Mejía, Av. Centenario, Av. C. de Lima |
| 111  | San Cristóbal Gaviotas            | ⮎        | Bosa Metrovivienda                | Por Av. Circunvalar, Av. 1.º de Mayo, Av. Comuneros, Av. Centenario, Av. C. Cali |
| 114A | San Cristóbal Altos del Zuque     | ⮌        | Los Mártires Paloquemao           | Por Av. Villavicencio, Av. 1.º de Mayo, Av. Mariscal Sucre |
| 117  | Bosa San Bernardino Potreritos    | ⮌        | San Cristóbal Libertadores        | Por Av. Agoberto Mejía, Av. 1.º de Mayo, Av. La Victoria, |
| 120  | Bosa San Diego                    | ⮌        | Santa Fe Egipto                   | Por Av. 1.º de Mayo, Av. Ciudad Montes, Av. Comuneros, Av. C. de Lima, Av. Circunvalar                                                                                                   |
| 139  | San Cristóbal Juan Rey            | ⮌        | Bosa San José                     | Por Av. La Victoria, Av. 1.º de Mayo, Av. Agoberto Mejía, Av. San Bernardino |
| 142  | Engativá Engativá                 | ⮌        | Santa Fe Centro                   | Por Av. José Celestino Mutis, Carrera 13, Av. C. de Lima |
| 143  | Ciudad Bolívar Acacias            | ⮌        | Santa Fe Germania                 | Por Av. Villavicencio, Av. J. G. Cortés, Av. Batallón Caldas, Av. C. de Lima |
| 166  | Bosa Metrovivienda                | ⮌        | Chapinero Porciúncula             | Por Av. Agoberto Mejía, Avenida Boyacá, Av. La Esperanza, Av. Francisco Miranda, Av. Alberto Lleras C.                                                                                   |
| 191  | Bosa Metrovivienda                | ⮌        | Usaquén Unicentro                 | Por Av. Bosa, Av. 1.º de Mayo, Av. Centenario, Av. NQS |
| 192  | Kennedy Catalina II               | ⮌        | Usaquén Unicentro                 | Por Av. 1.º de Mayo, Av. Comuneros, Av. Gral. Santander, Carrera 13, Av. Paseo del Country                                                                                               |
| 193B | Engativá Bachué                   | ⮌        | Chapinero Marly                   | Por Av. Morisca, Av. Rodrigo Lara Bonilla, Av. Paseo del Country, Carrera 13 |
| 256  | Usme Tihuaque                     | ⮌        | Los Mártires Ricaurte             | Por Av. 1.º de Mayo, Carrera 24, Av. Comuneros |
| 260  | Ciudad Bolívar Arabia             | ⮌        | Usaquén Unicentro                 | Por Avenida Boyacá, Av. Rodrigo Lara Bonilla |
| 271  | Engativá Gran Granada             | ⮌        | Rafael Uribe Lomas                | Por Av. Medellín, Av. Morisca, Av. Boyacá, Av. Ciudad de Villavicencio, |
| 291  | Kennedy Tierra Buena              | ⮎        | Usaquén Terminal Norte-Makro      | Por Av. Ciudad de Cali, Av. Esperanza, Av. Congreso Eucarístico, Av. Santa Bárbara |
| 330  | Usme El Uval                      | ⮎        | Usaquén La Estrellita             | Por Avenida Boyacá, Avenida San José |
| 344  | Suba Tibabuyes                    | ⮌        | Usaquén Cantón Norte              | Por Av. Suba, Av. Rodrigo Lara Bonilla, Av. Alberto Lleras C. |
| 359  | Engativá Zona Industrial ElDorado | ⮌        | Santa Fe Germania                 | Por Avenida Chile, Av. Alberto Lleras C. |
| 367  | Bosa San Bernardino               | ⮌        | Chapinero Porciúncula             | Por Av. 1.º de Mayo, Av. Congreso Eucarístico, Av. Pablo VI, Carrera 13, Av. Chile |
| 402  | Engativá Sabana del Dorado        | ↔        | Usaquén AutoNorte - Est. Terminal | Por Av. José Celestino Mutis, Av. Congreso Eucarístico, Av. Alberto Lleras C. |
| 442  | Engativá Sabana del Dorado        | ↔        | Suba Mirandela                    | Por Av. José Celestino Mutis, Av. Congreso Eucarístico, Av. Alberto Lleras C. |
| 466  | Engativá Sabana del Dorado        | ⮌        | Chapinero Chicó Norte             | Por Av. José Celestino Mutis, Av. Chile, Av. Paseo del Country |
| 539  | Usme El Uval                      | ↔        | Engativá Engativá Centro          | Por Avenida Boyacá, Avenida Morisca |
| 544A | Bosa San Diego                    | ⮌        | Santa Fe Germania                 | Por Av. Agoberto Mejía, Av. Centenario, Av. C. de Lima |
| 576  | Bosa Santa Fe                     | ↔        | Engativá Engativá Centro          | Por Av. Chile, Av. Congreso Eucarístico, Av. 1.º de Mayo |
| 577  | Engativá                          | ↔        | Rafael Uribe Diana Turbay         | Por Av. José Celestino Mutis, Carrera 100, Av. Ciudad de Cali, Av. 1.º de Mayo, Av. Congreso Eucarístico                                                                                 |
| 579  | Bosa El Recreo                    | ⮌        | Chapinero Marly                   | Por Autopista Sur, Av. Batallón Caldas, Av. de las Américas |
| 580  | Bosa San José                     | ⮌        | Santa Fe Estación Bicentenario    | Por Carrera 3 Este, Avenida 1.º de Mayo Tiene parada dentro de la Estación Bicentenario. Sirve de alimentación troncal al barrio Cartagena y aledaños.                                   |
| 593  | Bosa Metrovivienda                | ⮌        | Chapinero Chicó                   | Por Av. Ciudad de Cali, Av. de las Américas, Av. Alberto Lleras C. |
| 599  | Bosa San Diego                    | ↔        | Suba Gaitana                      | Por Avenida NQS, Avenida Suba |
| 607A | Bosa San Bernardino Potreritos    | ⮌        | Suba Pontevedra                   | Por Avenida Agoberto Mejía, Avenida Boyacá |
| 614  | Usme Bolonia Usme                 | ↔        | Fontibón Montevideo               | Por Av. Fernando Mazuera, Av. 1.º de Mayo, Av. Comuneros, Av. Centenario |
| 621  | Engativá Bachué                   | ↔        | Ciudad Bolívar Santo Domingo      | Por Av. Morisca, Av. Chile, Carrera 13, Av. Gral, Santander, Av. J.Gaitán Cortés |
| 624  | Ciudad Bolívar Verbenal del Sur   | ⮌        | San Cristóbal 20 de Julio         | Por Vía Paraíso, Av. Tunjuelito, Av. Mariscal Sucre, Calle 27 Sur |
| 634  | Bosa San José                     | ⮌        | Usaquén Calle 153                 | Por Av. 1.º de Mayo, Av. Congreso Eucarístico, Av. Alberto Lleras C. |
| 661  | San Cristóbal Península           | ↔        | Suba Mirandela                    | Por Av. de la Guacamaya, Av. Congreso Eucarístico, Av. Alberto Lleras C. |
| 669  | Puente Aranda Galan               | ↔        | Engativá Gran Granada             | Por Avenida de las Américas, Carrera 13, Avenida Chile |
| 688  | Kennedy La Magdalena              | ⮌        | Santa Fe Germania                 | Por Avenida Centenario, Avenida de las Américas, Carrera 13 |
| 731  | Bosa San José                     | ⮌        | Teusaquillo Palermo               | Por Avenida Agoberto Mejía, Avenida de las Américas, Carrera 13 |
| 740  | San Cristóbal Canadá Güira        | ↔        | Engativá Engativá                 | Por Avenida Primero de Mayo, Avenida Ciudad de Cali, Avenida José Celestino Mutis |
| 742A | Ciudad Bolívar Paraíso            | ⮌        | Suba Bulevar Niza                 | Por Vía Paraíso, Avenida Boyacá |
| 786  | Bosa Metrovivienda                | ↔        | Rafael Uribe Diana Turbay Puentes | Por Avenida Primero de Mayo, Avenida de la Gucamaya |
| 787A | Bosa Metrovivienda Potreritos     | ⮌        | Teusaquillo                       | Por Avenida Ciudad de Cali, Avenida Centenario, Avenida de Las Américas |
| 796A | Ciudad Bolívar Mochuelo Bajo      | ⮌        | Teusaquillo                       | Por Avenida Boyacá, Avenida Mariscal Sucre |
| 806  | Engativá Sabana del Dorado        | ↔        | Rafael Uribe Providencia          | Por Avenida Chile, Avenida Boyacá |
| 927  | Bosa San José                     | ↔        | Fontibón Aeropuerto               | Por Av. Ciudad de Cali, Av. Centenario, Calle 17, Carrera 100 |
| 953  | Kennedy Tierra Buena              | ↔        | Usme La Fiscala Alta              | Por Calle 26 Sur, Av. 1.º de Mayo, Av. Congreso Eucarístico |
| C1   | Kennedy Roma                      | ⮌        | Santa Fe Germania                 | Por Av. 1.º de Mayo, Av. Américas, Av. Centenario, Av. C. de Lima |
| C15  | Bosa San Diego                    | ⮌        | Chapinero Chapínero               | Por Av. 1.º de Mayo, Av. Fucha, Av. Mariscal Sucre, Carrera 13 |
| C25  | Engativá Sabana del Dorado        | ↔        | Usaquén Unicentro                 | Por Avenida Chile, Avenida Boyacá, Avenida Pepe Sierra |
| C29  | Bosa San Diego                    | ⮌        | Santa Fe Centro                   | Por Av. J. Gaitán Cortés, Av. de la Hortúa, Av. Fernando Mazuera |
| C80  | Tunjuelito Isla del Sol           | ⮌        | La Candelaria Las Aguas           | Por Av. Congreso Eucarístico, Av. Ciudad Montes, Av. Comuneros, Carrera 4 |
| C101 | Engativá Sabana del Dorado        | ↔        | Rafael Uribe Providencia          | Por Avenida Chile, Avenida Congreso Eucarístico |
| C123 | Kennedy La Magdalena              | ⮌        | Chapinero Centro Andino           | Por Av. Centenario, Av. Congreso Eucarístico, Calle 68, Av. Paseo del Country |
| C135 | Bosa San José                     | ⮌        | Santa Fe Germania                 | Por Av. Ciudad de Cali, Av. Esperanza, Av. C. de Lima |
| C201 | Ciudad Bolívar Paraíso            | ⮎        | Kennedy Patio Bonito              | Por Vía Paraíso, Avenida Boyacá, Calle 26 Sur, Av. Ciudad de Cali |
| C201 | Ciudad Bolívar Paraíso            | ⮎        | Kennedy Corabastos                | Ruta Nocturna Por Vía Paraíso, Avenida Boyacá, Calle 26 Sur |
| C701 | Bosa Parques de Bogotá            | ⮌        | San Cristóbal La Roca             | Por Avenida Bosa, Autopista Sur, Avenida Primero de Mayo |
| E16A | Bosa San José                     | ⮌        | Suba Colina                       | Por Avenida Primero de Mayo, Avenida Boyacá |
| E17  | Suba Villa Gloria                 | ⮌        | Usaquén Chicó                     | Por Avenida Suba, Avenida Pepe Sierra |
| E25  | Engativá Engativá Centro          | ⮌        | Chapinero Lourdes                 | Por Avenida Chile, Avenida Germán Arciniegas |
| E26B | Suba Corpas                       | ⮌        | Usaquén Cantón Norte              | Por Avenida San José, Avenida Boyacá, Av. Rodrigo Lara Bonilla |
| E43  | Suba Villa Gloria                 | ⮌        | Usaquén Chicó                     | Por Avenida Suba, Av. Rodrigo Lara Bonilla |
| E44  | Usme El Uval                      | ↔        | Suba Mirandela                    | Por Av. Caracas, Av. Congreso Eucarístico, Av. Contador, Av. Laureano Gómez |
| E61  | Suba Casablanca Norte             | ⮌        | Chapinero Porciúncula             | Por Av. Rodrigo Lara Bonilla, Avenida Paseo del Country |
| N16  | San Cristóbal Gaviotas            | ↔        | San Cristóbal Avenida 1° de Mayo  | Operación nocturna hasta media noche hacia Gaviotas y diurna (madrugada) hacia la Avenida 1.º de Mayo. Por Avenida Ciudad de Villavicencio, Avenida La Victoria, Avenida Primero de Mayo |
| P7   | San Cristóbal Pinares             | ↔        | Bosa Porvenir                     | Por Avenida Primero de Mayo, Autopista Sur, Calle 62 Sur, Avenida Tintal |
| P24  | San Cristóbal San Blas            | ↔        | Bosa San José                     | Por Av. Primero de Mayo, Avenida Agoberto Mejía |
| P39  | Ciudad Bolívar Arabia             | ⮌        | Fontibón Zona Franca              | Por Avenida Ciudad de Villavicencio, Avenida Boyacá, Avenida Centenario |
| P44  | Ciudad Bolívar Arabia             | ↔        | Bosa Santa Fe                     | Por Avenida Ciudad de Villavicencio, Autopista Sur, Calle 62 Sur |
| P49  | Engativá Villa Gladys             | ↔        | Usaquén Terminal Norte            | Por Avenida Chile, Avenida Ciudad de Cali, Avenida San José |
| P500 | Fontibón Aeropuerto               | ⮌        | Chapinero Centro Andino           | Por Av. ElDorado, Av. Congreso Eucarístico, Av. José Celestino Mutis, Av. Paseo del Country                                                                                              |
| SE6  | San Cristóbal La Roca             | ↔        | Engativá Villa Gladys             | Por Av. 1.º de Mayo, Av. Fucha, Av. Ciudad Montes, Av. Congreso Eucarístico, Av. Chile                                                                                                   |
| SE10 | Engativá Engativá Centro          | ⮌        | Santa Fe Germania                 | Por Avenida Chile, Carrera 13, Avenida Ciudad de Lima |
| SE14 | Engativá Engativá Centro          | ↔        | Rafael Uribe Diana Turbay         | Por Avenida Chile, Avenida NQS, Avenida Ciudad de Villavicencio |
| T06  | Chapinero La Sureña               | ⮌        | Chapinero Porciúncula             | Por Vía La Calera |
| T11  | Ciudad Bolívar Alpes              | ↔        | Suba Calle 222                    | Por Vía Paraíso, Avenida Mariscal Sucre, Avenida NQS, Autopista Norte |
| T12  | Ciudad Bolívar San Joaquín        | ⮌        | Chapinero Calle 100               | Por Av. Mariscal Sucre, Av. Fernando Mazuera, Av. Alberto Lleras C. |
| T13  | Suba Villa Cindy                  | ↔        | San Cristóbal Hospital San Blas   | Por Av. Suba, Av. Iberia, Av. Alberto Lleras C., Av. Fernando Mazuera |
| T21  | Suba Corpas                       | ⮌        | Usaquén Cantón Norte              | Por Avenida Medellín, Avenida Pepe Sierra, Avenida Alberto Lleras Camargo |
| T25  | Ciudad Bolívar Potosí             | ↔        | Usaquén Terminal Norte            | Por Av. Villavicencio, Av. Fernando Mazuera, Av. Alberto Lleras C., Autopista Norte |
| T26  | Usaquén Country Club              | ⮌        | Rafael Uribe Palermo Sur          | Por Av. Caracas, Av. NQS |
| T30B | Usme Tihuaque                     | ⮌        | Kennedy Patio Bonito              | Por Avenida Ciudad de Villavicencio, Avenida Primero de Mayo, Calle 26 Sur |
| T40  | Kennedy Catalina II               | ⮌        | Chapinero Marly                   | Por Av. de las Américas, Av. Congreso Eucarístico, Av. ElDorado |
| T43A | San Cristóbal Gaviotas            | ⮌        | Santa Fe Museo Nacional           | Por Avenida de los Cerros, Carrera 3, Avenida Fernando Mazuera, Avenida Alberto Lleras Camargo                                                                                           |
| T48  | Kennedy Nueva Castilla            | ⮌        | Puente Aranda                     | Por Avenida de las Américas, Avenida Colón |
| T55  | Suba Portal Suba                  | ↔        | Usaquén Portal Norte              | Por Avenida Ciudad de Cali, Calle 153, Avenida San José |
| T62  | Bosa Metrovivienda                | ↔        | Suba Casablanca Norte             | Por Carrera 78, Avenida Centenario, Avenida Congreso Eucarístico, Avenida Santa Bárbara, Avenida La Sirena                                                                               |
| T163 | Ciudad Bolívar Perdomo            | ↔        | Suba Calle 222                    | Por Avenida NQS, Avenida Alberto Lleras Camargo, Autopista Norte |
| T795 | Suba Corpas                       | ⮌        | Barrios Unidos Estación Calle 100 | Por Avenida Suba, Av. España |
| Z4B  | Usaquén Estación Terminal         | ⮌        | Fontibón Terminal Salitre         | Por Autopista Norte, Av. Alberto Lleras C., Av.Paseo del Country, Av. Congreso Eucarístico                                                                                               |
| Z8   | Bosa Metrovivienda                | ↔        | Usaquén Toberín                   | Por Av. 1.º de Mayo, Av. Boyacá, Av. Congreso Eucarístico, Av. Alberto Lleras C., Avenida La Sirena                                                                                      |

### TransMiCable
| Línea T del TransMiCable |          |                             |                      |                        |             |
| Línea                    | Longitud | Terminales                  | Número de estaciones | Tipo de estación       | Flota       |
| T                        | 3,34 km  | Tunal - Mirador del Paraíso | 4                    | 2 a nivel y 2 elevadas | 163 cabinas |

El TransMiCable es un sistema de transporte del tipo teleférico y subtipo cable aéreo para movilización urbana de tránsito rápido en Bogotá, Colombia; está compuesto por una línea de servicio comercial de 3,34 km de longitud. Cuenta con un total de cuatro estaciones. Fue inaugurado el 27 de diciembre de 2018 e inició operaciones comerciales el 29 de diciembre del mismo año. Forma parte del SITP, junto al TransMilenio y el Metro (en construcción).
Anexo a TransMiCable

### Herramientas de búsqueda de rutas SITP
Existen diversas aplicaciones para dispositivos móviles y escritorio que permiten consultar horarios, recorridos y planear la ruta más adecuada para cualquier trayecto entre dos puntos de Bogotá. Entre las más destacadas se encuentran:
- Google Maps.[51][52][53]
- TransMi App: Aplicación oficial de Transmilenio.
- Transmilenio y Sitp.
- Moovit.[54][55][56]

## Tarifas
| Fecha de ajuste | Hora pico | Hora valle | Ref.   |
| --------------- | --------- | ---------- | ------ |
| 2025            | $3200     | $3200      | [ 58 ] |
| 2024            | $2950     | $2950      | [ 59 ] |
| 2023            | $2750     | $2750      | [ 60 ] |
| 2022            | $2450     | $2450      | [ 61 ] |
| 2021            | $2300     | $2300      | [ 62 ] |
| 2020            | $2300     | $2300      | [ 63 ] |
| 2019            | $2200     | $2200      | [ 64 ] |
| 2018            | $2100     | $2100      | [ 65 ] |
| 2017            | $2000     | $2000      |        |
| 2016            | $1700     | $1700      |        |
| 2015            | $1500     | $1500      |        |
| 2014            | $1800     | $1500      |        |
| 2013            | $1700     | $1400      |        |
| 2012            | $1700     | $1400      |        |

La tarifa se aplica al validar la entrada en los torniquetes de las estaciones o portales del Sistema TransMilenio y en los torniquetes de los buses de los servicios zonales del SITP (Urbano, Complementario y Especial).
El valor del pasaje para servicios troncales y zonales es de $3.200 todo el día. El valor de los transbordos es de $0 desde el servicio troncal a un bus zonal y entre dos buses zonales mediante tarjeta personalizada durante 125 minutos al día.

### Trasbordos
El SITP permite realizar transbordos utilizando una tarifa integrada con cualquiera de las tarjetas del sistema; es decir que si se realiza un transbordo entre servicios (TransMiCable, troncal, urbano, complementario o especial) no se debe pagar el valor completo del pasaje; sino un valor de $0 en una ventana de tiempo de 110 minutos, cuando este tiempo se agote, se considera como un nuevo viaje, por lo tanto se descuenta el valor de la tarifa completa.
- Todos los usuarios pueden realizar transbordos entre diferentes servicios (troncal, zonal y cable aéreo) dentro de la ventana de tiempo de 125 minutos.
- En el día se pueden realizar máximo seis transbordos.
- Las tarifas de transbordo aplican para uso entre servicios zonales y servicios troncales a zonales.
- La tarifas de transbordo no aplican entre servicios troncales.

### TransMiPass
A partir del 20 de marzo de 2025 los usuarios frecuentes del SITP podrán acceder a una tarjeta especial denominada TransMiPass, la cual tendrá un costo de $160.000 mensuales por 65 pasajes, implicando un descuento aproximado de $738 por pasaje, facilitando la planificación de viajes y restando tiempo en filas, ya que después de ser adquirida por primera vez en un portal del sistema TransMilenio, solo se necesita recargarla mensualmente. A su vez hay ciertas condiciones respecto al uso de esta tarjeta:
- Los 65 pasos no son acumulables, es decir, después del mes disponible, se eliminan sin posibilidad de reembolso.
- Son personales e intransferibles, no pueden ser compartidos a otro usuario.
- Habrá monitoreo constante y permanente, por lo que si se detectan usos atípicos, la tarjeta será bloqueada.
- Los usuarios que tengan un TransMiPass podrán hacer hasta 6 pasajes al día.
- La tarjeta también podrá ser usada como una básica.
- Las tarjetas personalizadas e híbridas funcionarán normalmente, no se verán afectadas.
- Solo se pueden recargar una vez al mes, pasado este plazo, podrán ser recargadas normalmente en alguna taquilla del sistema.

### Tarifas preferenciales
Las tarifas preferenciales se aplican para el Sistema TransMilenio y para los Servicios Zonales (Urbano, Complementario y Especial) con el uso de la tarjeta “TuLlave Plus Especial”.
Las personas que tienen acceso a estas tarifas son:
Adultos mayores
Para adultos mayores de 62 años el valor del pasaje es de $2500 en todos los servicios del sistema, este precio aplica para las primeras 30 validaciones que se realicen en el mes. El valor del transbordo es de $0. SITP a TransMilenio o TransMiCable, $0 de TransMilenio o TransMiCable a SITP y $0 de SITP Zonal a SITP Zonal.
Incentivo SISBEN
Es un beneficio dirigido a las personas registradas en la base de datos del SISBÉN Distrito Capital (entre 0.00 a 30,50 puntos), en el caso de Sisbén IV (entre el Grupo A a Grupo B) y mayores de 16 años, el cual permite mayor acceso de la población al SITP con descuentos en el costo del pasaje es de $2500; para todos los servicios del sistema. Este precio aplica únicamente para las primeras 30 validaciones que se realicen en el mes. El valor del transbordo es de $0. SITP a TransMilenio o TransMiCable, $0 de TransMilenio o TransMiCable a SITP y $0 de SITP Zonal a SITP Zonal.
Personas en condición de discapacidad
Esta población cuenta con un subsidio de $29 500 abonados mensualmente a la tarjeta tullave plus especial. El valor del pasaje para todos los servicios es de $2950.El valor del transbordo es de $0. SITP a TransMilenio o TransMiCable, $0 de TransMilenio o TransMiCable a SITP y $0 de SITP Zonal a SITP Zonal.

## Tarjeta Tullave
Para usar el sistema SITP, es necesario contar con una Tarjeta TuLlave, la cual se puede adquirir en numerosos puntos de recarga y puntos de personalización del SITP distribuidos en toda la ciudad.
- Tarjeta Tullave Básica: acepta también recargas de crédito en pesos para el pago de pasajes de SITP. Sin embargo, no es personalizable, por lo que no ofrece recuperación de saldo en caso de perdida. Al igual que la tarjeta Tullave Plus, puede ser utilizada en las estaciones y portales del sistema Transmilenio y los buses zonales del SITP. Este tipo de tarjeta no tiene el viaje a crédito o fiado, que si permite la Tarjeta Tu Llave Plus. Tiene un costo de $8.000.
- Tarjeta Tullave Plus: acepta recargas de crédito en pesos para el pago de pasajes del SITP, están personalizadas con los datos personales del usuario, permiten la recuperación de saldo en caso de perdida y habilitan descuentos por transbordos dentro del Sistema Integrado de Transporte.  puede ser utilizada en las estaciones y portales del sistema Transmilenio y los buses zonales del SITP. Actualmente renovó su diseño con color rojo y en funcionalidad de código QR.[71] Este tipo de tarjeta tiene el viaje a crédito o fiado.Tiene un costo de $8.000.
- Tarjeta Tullave Plus Especial: puede ser tramitada por adultos mayores de 62 años y dentro de su personalización incluye la foto del usuario. Asimismo las personas en condición de discapacidad, que se encuentren en la base de datos de la Secretaría de Salud de Bogotá, pueden acceder a un subsidio que el Gobierno Distrital les concede mensualmente.

## Zonas
Para la operación del sistema, se delimitaron 12 zonas de operación troncal y 9 de operación zonal (derivadas de las troncales), organizadas de la siguiente manera:
| Zona                 | Nombre                                   | Vías Troncales | Estaciones | Límites Zonales |
| -------------------- | ---------------------------------------- | --- | --- | --- |
|                      | Caracas / Centro - Chapinero             | - Avenida Caracas entre Av. Medellín y Av. de Los Comuneros | - Calle 76 - San Felipe - Calle 72 - Flores - Areandina - Calle 63 - Calle 57 - Marly - Calle 45 - American School Way - Avenida 39 - Calle 34 - Fondo Nacional de Garantías - Calle 26 - Calle 22 - Calle 19 - Avenida Jiménez - Tercer Milenio | Norte: Avenida Carlos Lleras Restrepo Oriente: Cerros Orientales Sur: Avenida de Los Comuneros, Avenida de La Hortúa - Avenida Fucha Occidente: Autopista Norte Avenida NQS                                              |
|                      | Autopista Norte - Usaquén                | - Autopista Norte entre Cl. 191 y Av. Medellín | - Terminal - Calle 187 - Portal Norte - Toberín - Foundever - Calle 161 - Mazurén - Calle 146 - Calle 142 - Alcalá - Colegio Santo Tomás Dominicos - Prado - Calle 127 - Pepe Sierra - Calle 106 - Calle 100 - Marketmedios - Virrey - Calle 85 - Gato Dumas - Héroes | Norte: Límite del Distrito Oriente: Cerros Orientales Sur: Avenida Carlos Lleras Restrepo Occidente: Carrera 54 - Autopista Norte                                                                                        |
|                      | Suba                                     | - Avenida Suba entre Av. Cali y Av. Medellín - Operación Buses Duales: Avenida Suba entre Av. Cali y Av. Longitudinal de Occidente (Proyección) | - Portal Suba - La Campiña - Suba - Transversal 91 - 21 Ángeles - Gratamira - Suba - Avenida Boyacá - Niza - Calle 127 - Humedal Córdoba - Suba - Calle 116 - Puentelargo - Suba - Calle 100 - Suba - Calle 95 - Rionegro - San Martín | Norte: Avenida San José Oriente: Carrera 54 Autopista Norte Sur: Avenida Suba - Humedal de Córdoba - Club Los Lagartos - Humedal Tibabuyes Occidente: Río Bogotá                                                         |
|                      | Calle 80 - Engativá                      | - Avenida Medellín entre Av. Longitudinal de Occidente (Proyección) y Av. Caracas - Operación Buses Duales: Avenida Medellín entre Av. Longitudinal de Occidente (Proyección) y Puente Jenny Garzón | - Portal 80 - Quirigua - Carrera 90 - Avenida Cali - Granja – Carrera 77 - Minuto de Dios - Boyacá - Ferias - Avenida 68 - Carrera 53 - Carrera 47 - Escuela Militar - Polo - FINCOMERCIO | Norte: Humedal Tibabuyes - Club Los Lagartos - Humedal de Córdoba - Avenida Suba Oriente: Avenida NQS Sur: Avenida José Celestino Mutis Occidente: Río Bogotá                                                            |
|                      | NQS Central /                            | - Avenida NQS entre Autopista Norte y Av. de Los Comuneros - Avenida de Los Comuneros entre Av. NQS y Av. Fernando Mazuera | - La Castellana - NQS Calle 75 - Zona M - Avenida Chile - 7 de Agosto - Movistar Arena - Campín - Universidad Antonio Nariño - Universidad Nacional - Avenida Eldorado - CAD - Paloquemao - Ricaurte | Solo troncal |
| Calle 6 - Carrera 27 | - Guatoque - Veraguas - Tygua - San José | - Avenida NQS entre Autopista Norte y Av. de Los Comuneros - Avenida de Los Comuneros entre Av. NQS y Av. Fernando Mazuera | | Solo troncal |
|                      | Américas - Kennedy                       | - Avenida Jiménez entre Av. Fernando Mazuera y Av. Caracas y Avenida Colón entre Av. Caracas y Av. Batallón Caldas - Avenida de Las Américas entre Av. Batallón Caldas y Av. Manuel Cepeda Vargas - Avenida Manuel Cepeda Vargas entre Av. de Las Américas y Av. C. de Cali - Avenida Ciudad de Cali entre Av. Manuel Cepeda Vargas y Av. C. de Villavicencio | - Avenida Jiménez - De La Sabana - San Façon - Ricaurte - CDS Carrera 32 - Zona Industrial - Carrera 43 - COMAPAN - Puente Aranda - Distrito Grafiti - Pradera - Plaza Central - Marsella - Américas - Avenida Boyacá - Mandalay - Banderas - Transversal 86 - Biblioteca Tintal - Patio Bonito - Portal Américas - Algunas estaciones para el futuro: - Gran Britalia - Betania - Bosa Occidental - Islandia - Laureles - Tibanica - Primavera - Terminal       | Norte: Río Fucha - Avenida Centenario - Avenida de Las Américas Oriente: Avenida NQS Sur: Avenida Montes - Avenida Ferrocarril del Sur - Avenida Primero de Mayo - Avenida Ciudad de Villavicencio Occidente: Río Bogotá |
|                      | NQS Sur / Autopista Sur - Bosa           | - Avenida NQS entre Av. de Los Comuneros y Av. San Mateo | - Comuneros - Santa Isabel - SENA - NQS Calle 30 Sur - NQS Calle 38 A Sur - General Santander - Alquería - Venecia - Sevillana - Centro Comercial Paseo Villa del Río - Madelena - Perdomo - Portal Sur - JFK Cooperativa Financiera - Estación Bosa - La Despensa - León XIII - Terreros - Hospital C.V. - San Mateo - Centro Comercial Unisur - Algunas estaciones para el futuro: - Carrera 7 - Soacha - San Humberto - 3M - Ducales - Compartir - El Vínculo | Norte: Avenida Ciudad de Villavicencio - Avenida Primero de Mayo - Avenida Ferrocarril del Sur - Avenida Montes Oriente: Avenida NQS Sur: Avenida NQS Límite con Soacha Occidente: Río Bogotá                            |
|                      | Caracas Sur / Usme - Ciudad Bolívar      | - Avenida Caracas entre Av. de Los Comuneros y Cl. 67A Sur - Ramal Tunal: Avenida Ciudad de Villavicencio entre Av. Caracas y Av. Boyacá | - Hospital - Hortúa - Nariño - Fucha - Restrepo - Olaya - Quiroga - Calle 40 Sur - Santa Lucía - Socorro - Consuelo - Molinos - Danubio - Portal Usme - Biblioteca - Parque - Portal Tunal | Norte: Avenida Fucha - Avenida de La Hortúa Oriente: Avenida Caracas - Cerro de Molinos Sur: Límite Rural del Distrito Occidente: Avenida NQS                                                                            |
|                      | Eje Ambiental                            | - Avenida Jiménez entre Carrera Décima y Carrera 3 - Carrera 3 entre Av. Jiménez y Av. Eldorado | - Universidades - CityU - Las Aguas - Centro Colombo Americano - Museo del Oro | Solo troncal |
|                      | Calle 26 - Fontibón                      | - Avenida Eldorado entre Av. Longitudinal de Occidente (Proyección) y Carrera 3 - Operación Buses Duales: Avenida Eldorado entre Av. Longitudinal de Occidente (Proyección) y Aeropuerto Internacional El Dorado | - Portal Eldorado - Centro Comercial Nuestro Bogotá - Modelia - Normandía - Avenida Rojas - UNISALESIANA - El Tiempo - Cámara de Comercio de Bogotá - Salitre - El Greco - CAN - British Council - Gobernación - Quinta Paredes - Corferias - Ciudad Universitaria - Lotería de Bogotá - Concejo de Bogotá - Centro Memoria | Norte: Avenida José Celestino Mutis Oriente: Avenida NQS Sur: Avenida de Las Américas - Avenida Centenario - Río Fucha Occidente: Río Bogotá                                                                             |
|                      | Carrera 10 - San Cristóbal               | - Avenida Fernando Mazuera entre Av. Eldorado y Cl. 31 Sur - Calle 31 Sur entre Av. Fernando Mazuera y Carrera 5 | - San Diego - Las Nieves - San Victorino - Bicentenario - San Bernardo - Policarpa - Ciudad Jardín - Universidad Antonio Nariño - Avenida Primero de Mayo - Country Sur - Portal 20 de Julio | Norte: Avenida de Los Comuneros Oriente: Cerros Orientales Sur: Cerro de Molinos Occidente: Avenida Caracas |
|                      | Carrera 7                                | - Operación troncal: Carrera Décima-Carrera Séptima entre Av. Eldorado y Calle 32 - Operación buses duales: Carrera Séptima entre Calle 32 y Calle 134 | - Museo Nacional - FNG | Solo troncal |

### Zona neutra

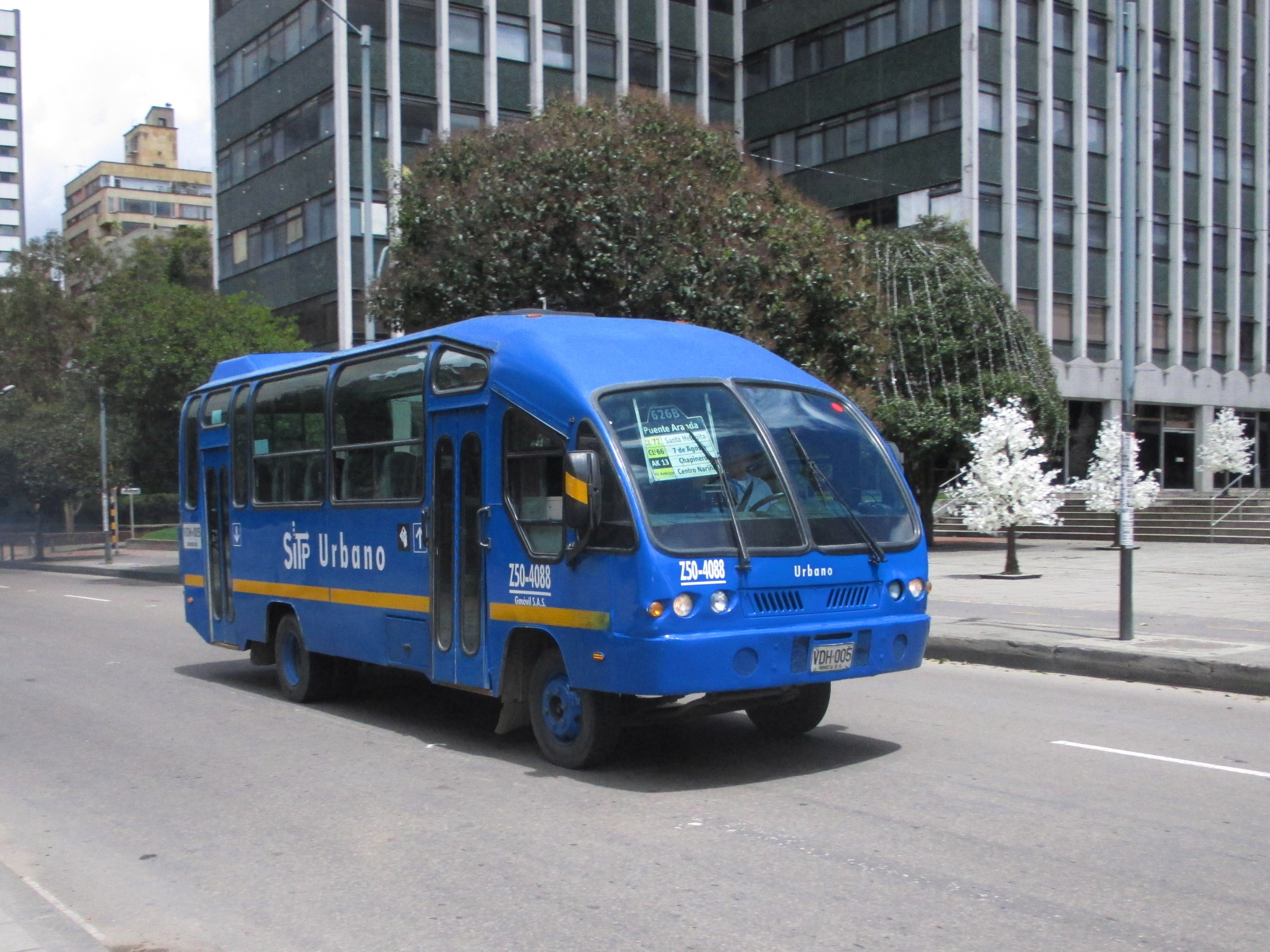
Bus SITP en la carrera 13 calle 37.

La zona neutra corresponde al Centro Expandido de Bogotá y no es asignada a ningún operador, por ser una zona hacia donde se dirigen gran parte de los viajes. Esta zona está comprendida desde la Calle 1 hasta la Calle 100 y desde los cerros Orientales hasta la NQS.

### Usaquén
Operada por Consorcio Express S.A.S. Ubicada al nororiente de la ciudad, en ella se encuentra la troncal de la Autopista Norte. Sus límites son: los cerros Orientales, la Zona Suba Oriental al occidente por la Autopista Norte, el límite de la ciudad al norte y la Zona Neutra al sur por la Calle 100. Comprende la localidad de Usaquén y la parte norte de la localidad de Chapinero.
Actualmente, la zona cuenta con rutas alimentadoras que parten del Portal Norte y de rutas complementarias que parten de la estaciones de la troncal AutoNorte.
Sobre la Calle 100 con Carrera Séptima se construye el complejo denominado América Centro Mundial de Negocios el cual contará con la estación terminal para la troncal de TransMilenio sobre la Calle 100, una estación para el metro ligero sobre la Carrera Séptima y un paradero subterráneo para los buses del SITP.

### Suba Oriental

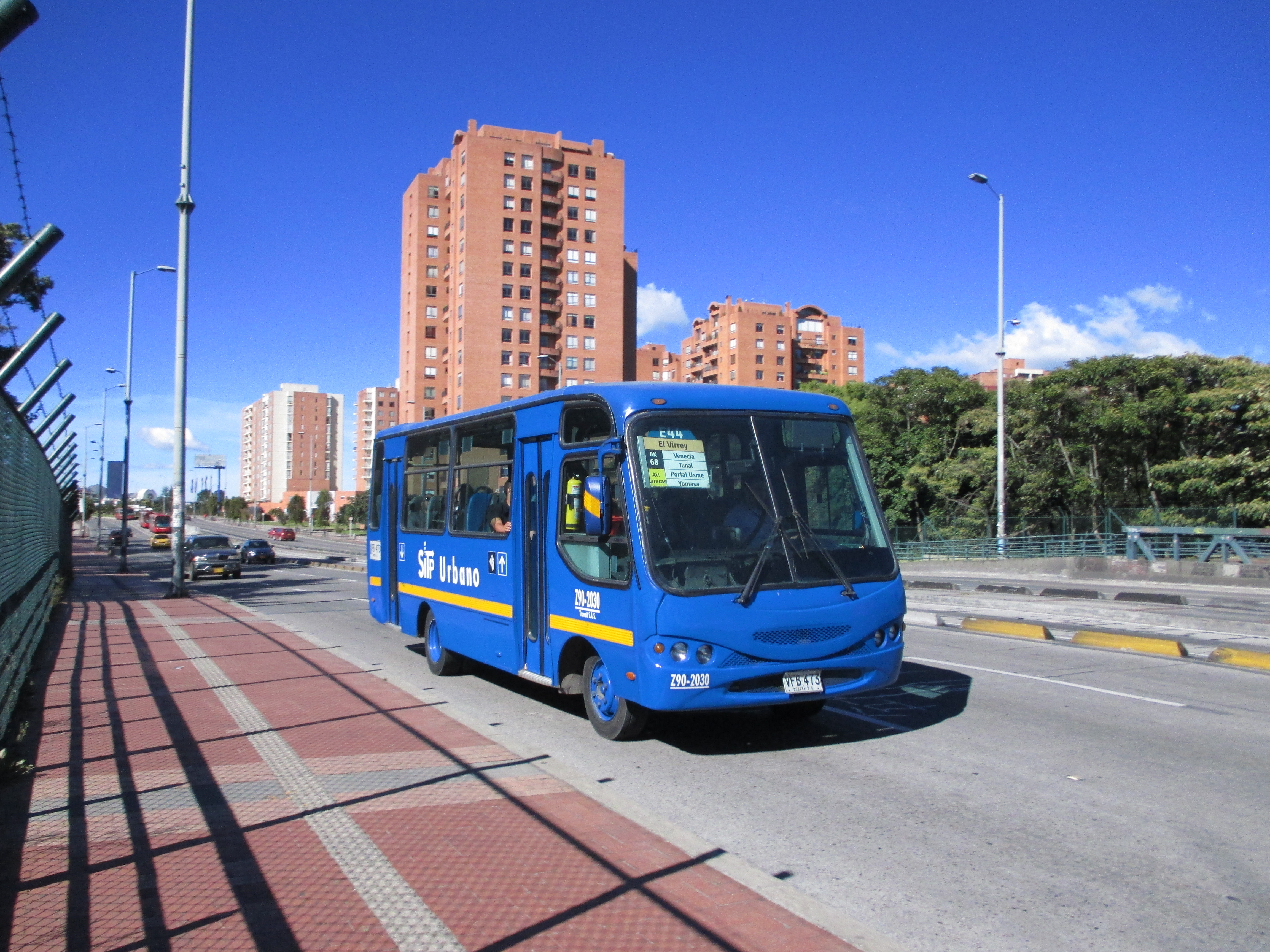
Bus SITP en la avenida Suba.

Operada por Masivo Capital S.A.S. Ubicada al norte de la ciudad, en esta zona se encuentran las troncales de la Autopista Norte y la Avenida Suba. Otras vías importantes dentro de la zona son la Avenida Boyacá, la Calle 170, la Calle 127, la Carrera 58, la Calle 100, la Calle 138 y la Calle 116. Esta zona comprende la parte oriental de la localidad de Suba y la parte norte de la localidad de Barrios Unidos. Sus límites son: Al norte el límite de la ciudad; al oriente por la Autopista norte con la zona Usaquén; al Sur por la Calle 100 con la zona Neutra y por la AV Suba con la zona Suba centro; y al Occidente por la AV. Suba y la Vía Suba - Cota con la zona Suba Centro, y por el límite de la ciudad con el municipio de Cota. Actualmente, a esta zona llegan rutas alimentadoras desde el Portal Norte y rutas complementarias de las estaciones de la troncal AutoNorte.

### Suba Centro
Operada por la Desaparecida empresa Egobus, actualmente opera las empresas E-Masivo 10 S.A.S  y E-Masivo 16 S.A.S. Ubicada al noroccidente de la capital, en esta zona se encuentra la Troncal de la AV Suba y parte de la Troncal de la Calle 80. Otras vías importantes dentro de la zona son la AV Calle 153, AV Calle 132, AV Ciudad de Cali, la AV Boyacá, la AV Carrera 118 y la AV Carrera 92. Limita al norte y al oriente con la zona Suba Oriental, al sur con la zona Calle 80 y al Occidente con el municipio de Cota (Cundinamarca). El operador que tiene a cargo esta zona, se encuentra actualmente con problemas financieros, por lo cual la implementación en Suba Centro se ha visto bastante retrasada, siendo una de las zonas que tendrá más rutas en todo el Sistema, hoy son muy pocas las que operan. La única ruta que Egobus entró a operar (314 Villa Cindy - Germania) actualmente es apoyada por el concesionario Este Es Mi Bus S.A.S. Mientras que algunas otras empresas que comparten rutas con Egobus, han puesto en marcha algunas rutas de manera completa dando cobertura a la zona de Suba Centro. Actualmente, la zona cuenta con rutas alimentadoras que conectan a los diferentes barrios con el Portal Suba y con las estaciones Granja - Carrera 77 y Avenida Cali.

### Calle 80
Operada por Este es mi bus. Ubicada en el noroccidente de la Ciudad, esta zona abarca casi en su totalidad la Troncal de la Calle 80. Otras vías importantes son: la Avenida Chile, AV Carrera 104, AV Calle 90, AV Ciudad de Cali, AV Boyacá, AV Carrera 68, Carrera 110. Limita al norte con la zona de Suba Centro, al sur con la zona Engativá, al Oriente con la zona Neutra y al occidente con el municipio de Cota. La zona Calle 80 cuenta con servicios alimentadores que parten del Portal 80 y de las estaciones Avenida Cali y Granja - Carrera 77.

### Engativá
Operada por Gmóvil S.A.S. Ubicada en el occidente de la Ciudad, esta zona tiene como límite al Sur la troncal de la Avenida ElDorado. Otras vías importantes en la zona son la AV Calle 63, la Carrera 110, la Avenida Chile, la Avenida Boyacá, la AV Carrera 68, la Avenida Rojas, la Avenida Calle 53, la Avenida la Esmeralda, la Avenida Carrera 50 y la Avenida Carrera 96 (ALO). Limita al norte con la zona Calle 80, al sur con la zona Fontibón, al Oriente con la zona Neutra y al Occidente con los municipios de Cota y Funza. La zona esta cubierta con servicios alimentadores que parten del Portal Eldorado - Centro Comercial Nuestro Bogotá y con servicios complementarios que parten de las estaciones Avenida Rojas - UNISALESIANA y Gobernación. Y la zona de La Terminal Aérea de Pasajeros llamado Eldorado

### Fontibón
Operada por la antigua Coobus S.A.S., hoy E-Somos Fontibón S.A.S. y Gran Américas F1 S.A.S., en 2022 por Green Móvil S.A.S., Zonal Móvil Fontibón III S.A.S., Zonal Móvil Fontibón V S.A.S. y Mueve Fontibón S.A.S. Ubicada en el occidente de la ciudad, esta zona tiene como límite al norte la Avenida ElDorado, al sur la Avenida Centenario, al occidente el Río Bogotá y al oriente la Avenida NQS Otras vías importantes en la zona son la Carrera 100, Avenida Esperanza, Avenida Ferrocarril, Avenida Batallón Caldas, Avenida Congreso Eucarístico, Avenida Boyacá y la Avenida Ciudad de Cali. La implementación de rutas en esta zona se ha visto retrasada por problemas financieros del concesionario Coobus hasta su liquidación, por lo cual las rutas alimentadoras y zonales actualmente son operadas por los demás concesionarios de la ciudad, principalmente Gmóvil, Masivo Capital y Consorcio Express hasta 2021, tras la llegada de los nuevos buses eléctricos de E-Somos S.A.S. y Gran Américas F1 S.A.S. Para el trascurso de año 2022 llega más buses eléctricos BYD para las operadoras  Zonal Móvil Fontibón III S.A.S., Zonal Móvil Fontibón V S.A.S. y Mueve Fontibón S.A.S.
Esta zona cuenta con servicios alimentadores provenientes del Portal Eldorado - Centro Comercial Nuestro Bogotá y servicios complementarios del Portal Eldorado - Centro Comercial Nuestro Bogotá y la estación Avenida Rojas - UNISALESIANA y la zona de la Terminal Aérea de Carga llamado Eldorado

### Tintal-Zona Franca
Operada por Este es mi bus. Ubicada al occidente de la ciudad, en ella se encuentra la troncal de la Avenida de las Américas y la Calle 13. Sus límites son: la Zona Neutra al oriente, el Límite de la ciudad al occidente, la Zona Fontibón al norte y la Zona Kennedy al sur. Comprende la localidad de Puente Aranda, la parte norte de la localidad de Kennedy y la parte sur de la localidad de Fontibón. La demanda troncal es atendida por rutas alimentadoras provenientes del Portal Eldorado - Centro Comercial Nuestro Bogotá y la estación Banderas

### Kennedy

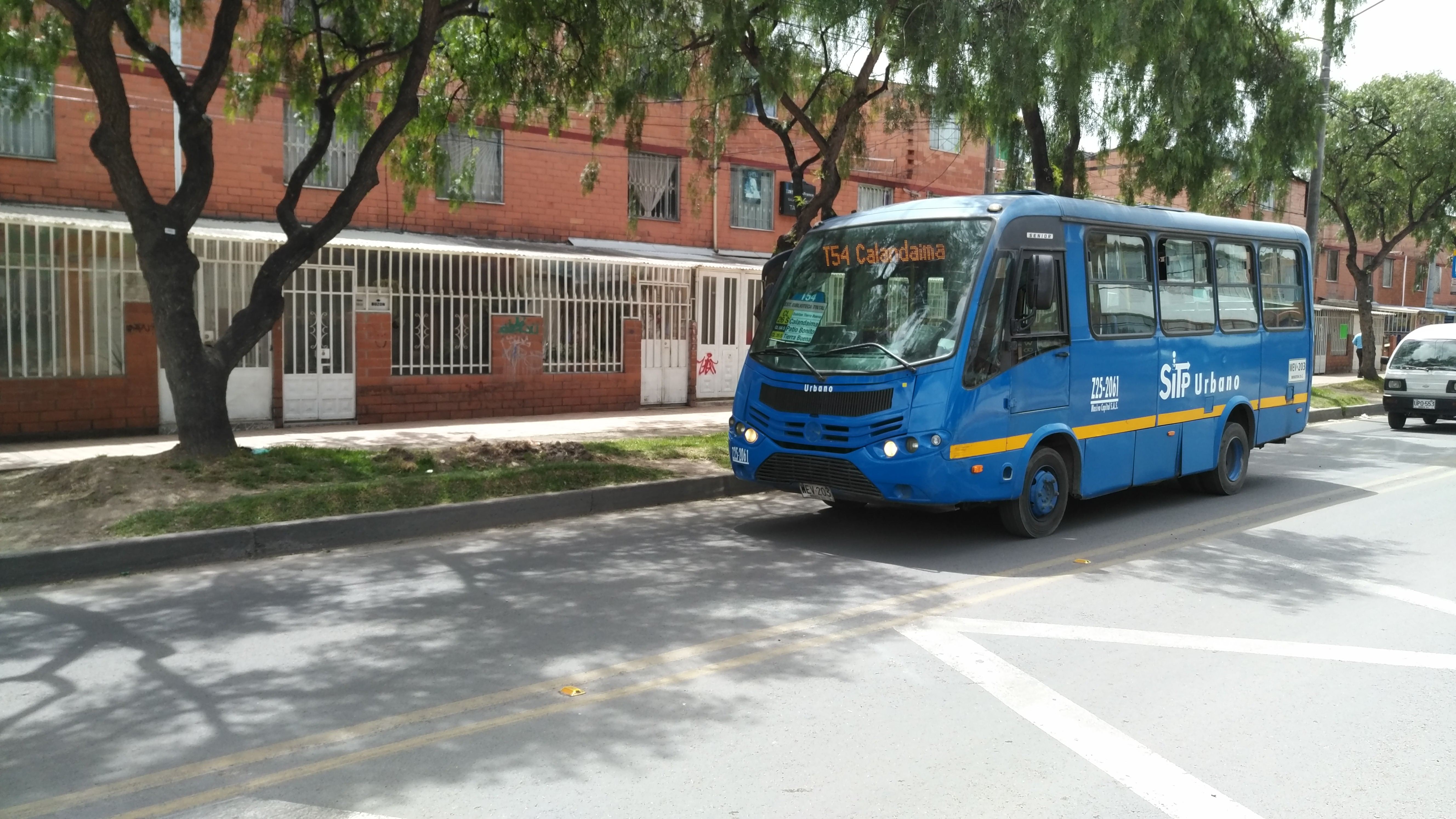
Bus SITP en la calle 26 sur

Operada por Masivo Capital S.A.S. Ubicada al suroccidente de la ciudad, en ella se encuentra la troncal de la Avenida de las Américas. Otras vías importantes en la zona son la Avenida Primero de Mayo, la Avenida Agoberto Mejía, la Avenida Poporo Quimbaya, la Avenida Ciudad Montes, la Avenida Boyacá, la Avenida Congreso Eucarístico, la Avenida Batallón Caldas, la Avenida Fucha, la Avenida Tintal, la Avenida Villavicencio y la Avenida Ciudad de Cali. Limita al norte con Tintal - Zona Franca por la Avenida de las Américas, al oriente con la zona neutra por la Avenida NQS, al sur con la zona Bosa por la Avenida Primero de Mayo y al occidente por el Río Bogotá en el límite del distrito. Cubre la demanda de alimentadores del Portal Américas y Banderas (estación)

### Bosa
Operada por ETIB. Ubicada al suroccidente de la ciudad, en ella se encuentra la troncal de la Autopista Sur y el Portal Américas. Sus límites son: la Zona Neutra y la Zona Perdomo al oriente, el límite de la ciudad al occidente, la Zona Kennedy al norte y el municipio de Soacha al sur. Comprende la localidad de Bosa y los barrios de la localidad de Kennedy limítrofes con la Autopista Sur. Cubre la demanda de alimentadores de los siguientes portales: Portal Sur - JFK Cooperativa Financiera, Portal Américas y de la estación General Santander. 

### Perdomo
Operada por la Desaparecida empresa Egobus, Actualmente opera ETIB, pronto opera una nueva operadora apodada La Rolita fue la última zona en ser adjudicada. Comprende la parte norte de la localidad de Ciudad Bolívar y parte de la localidad de Tunjuelito. Limita al norte con la zona Bosa por la Autopista Sur, al oriente con la Zona Neutra por la Avenida Comuneros, al sur con la zona Ciudad Bolívar por los barrios Restrepo, Quiroga, Tunal, Jerusalén y Caracolí, y al occidente con el municipio de Soacha por el límite del distrito. Cuenta con rutas alimentadoras y zonales provenientes del Portal Sur - JFK Cooperativa Financiera y la estación General Santander. Por problemas financieros del concesionario Egobus se ha visto altamente retrasada la implementación en la zona, por lo que las rutas que hay son operadas por los demás operadores de la ciudad, principalmente ETIB,  Masivo Capital y SUMA.

### Ciudad Bolívar
Operada por Suma S.A.S. Ubicada en el sur de la Ciudad. Comprende parte de las localidades de Ciudad Bolívar, Tunjuelito, Rafael Uribe y Antonio Nariño. Sus límites son: Al sur, límite de la localidad de Ciudad Bolívar con la localidad de Sumapaz; al norte, por la Calle 1 con la Zona Neutra; al occidente por la carrera 24, carrera 27 y barrios de Ciudad Bolívar con la zona Perdomo; y al oriente por la Avenida Caracas con la zona Usme. La zona cuenta con rutas alimentadoras que parten desde el Portal Tunal y la estación Calle 40 Sur. Adicionalmente cuenta con una ruta especial en el barrio Bella Flor y otras dos hacia la zona rural de la localidad de Ciudad Bolívar, específicamente hacia las veredas Quiba y Pasquilla. 

### Usme
Operada por la antigua empresa Tranzit S.A.S. hoy Gran Américas Usme S.A.S, Mueve Usme S.A.S. y E-Somos Alimentación S.A.S. Ubicada al sur de la ciudad, en ella se encuentran las troncales de la Avenida Caracas y la Carrera Décima. Otra vía importante dentro de la zona es la Avenida Boyacá o Autopista al Llano. Comprende parte de las localidades de Usme, Rafael Uribe y Antonio Nariño, adicionalmente comprende toda la localidad de Sumapaz. Sus límites son: Al sur, límite de Bogotá con los departamentos de Meta y Hulia; al oriente, por el límite de Bogotá con los departamentos de Meta y Cundinamarca, y por la Carrera, décima con la zona San Cristóbal; al norte por la Calle 1 con la Zona Neutra; y al Occidente, por la Avenida Caracas con la zona Ciudad Bolívar, y por el límite de Bogotá con el departamento de Cundinamarca. La zona recibe rutas alimentadoras que parten desde el Portal Usme, el Portal 20 de Julio, la estación Molinos y la estación Calle 40 Sur, y con rutas complementarias provenientes de la estación Avenida 1.º de Mayo; también contará con 4 rutas especiales con destino veredas de la localidad de Sumapaz.

### San Cristóbal
Operada por la empresa Consorcio Express S.A.S.. Ubicada al suroriente de la ciudad, en ella se encuentra la troncal de la Carrera Décima. Otras vías importantes dentro de la zona son: Avenida Primero de Mayo, Avenida Fucha (Calle 11 Sur), Avenida de los Cerros, Avenida la Victoria, la Carrera 7 y la AV Villavicencio (Calle 36 Sur). Sus límites son: Los cerros Orientales, Zona Usme al occidente por la KR 10 y al sur; y Zona Neutra al norte por la Calle 6. Comprende las localidades de San Cristóbal, Candelaria, Santa Fe, Antonio Nariño Y Rafael Uribe Uribe. La zona cuenta con rutas alimentadoras que parten desde el Portal 20 de Julio y con rutas complementarias que parten desde las estaciones AV. 1 de Mayo y Bicentenario.

## Reducción de usuarios
En un informe de la Superintendencia de Transporte entre enero y junio de 2018 se indicó que Sitp había dejado de percibir más de 200.000 pasajeros al día, 82.782 en buses de TransMilenio y 118.824 en buses del SITP Urbano.75 El informe responde que el bajonazo se debe a que los usuarios han dejado el transporte público par ir al transporte privado como las motos, las bicicletas, entre otros medios.76 La falta de comodidad y la pérdida de tiempo en el sistema es quizás el mayor determinante en los usuarios.76 En la encuesta Bogotá Cómo Vamos el 19% de los bogotanos se declaró satisfecho con Transmilenio, mientras que el 32% lo hizo con Sitp Urbano.76
La proyecciones para 2018 en el SITP eran mover a 5.6 millones de pasajeros al día, pero tal cifra llegó a 4 millones, representando el 72% de lo previsto.77 En 2019 desde el Concejo de Bogotá se indicó que en los últimos tres años,78 el 9% de los usuarios dejó de usar el sistema. Las dos localidades donde se registró mayor pérdida fueron Usme con -36% y Kennedy -23% de usuarios.79 El SITP se pronunció ante el tema y dijo que esa disminución no genera afectación en el funcionamiento y la estabilidad económica del sistema.80

## Flota
El área urbana de Bogotá se divide en 13 zonas y una zona neutral, que se operan e integran junto con las líneas troncales actuales y futuras de TransMilenio, Metro (en construcción), TransMiCable y el tren de cercanías (en planeación) de la siguiente manera:
| Operador                                  | Dirección                                                                    | Sitio web                                                | Flota | Troncales o zona SITP                             |
| ----------------------------------------- | ---------------------------------------------------------------------------- | -------------------------------------------------------- | --- | ------------------------------------------------- |
| SI18 Norte S.A.S.                         | Calle 183 # 51-65 A 1.75 km de Portal Norte                                  | URL                                                      | Serie A (troncal) (A001-A185) desvinculados de antiguo operador CiudadMóvil. Los biarticulados (A125-A134) pasaron a Connexion Móvil para terminar su vida útil en el año 2023, cuya carrocería era Marcopolo Gran Viale con Chasis Volvo B12M. 179 nuevos buses articulados (A1001-A1179) y 60 nuevos buses biarticulados (A1401-A1460) de las Carrocerías Busccar Urbanuss Pluss S5 con el chasis Scania F340 y Scania K320 a GNV Euro 6 respectivamente. | B Norte                                           |
| SI18 Suba S.A.S.                          | Avenida Suba con Avenida Ciudad de Cali Portal Suba                          | URL                                                      | Serie S (S001-S220), desvinculados de la empresa Transmasivo S.A. (2020) (El Bus Eléctrico BYD, conocido como el S221 debutó en el sistema de Transporte Masivo de Pereira Megabus), esta vez va a debutar en el sistema de transporte masivo de Bucaramanga Metrolinea (2021). 130 nuevos buses biarticulados (S1401-S1530) de las Carrocerías Busccar Urbanuss Pluss S5 con el chasis Scania F340 a GNV Euro 6. Dato Importante: El Bus de Busccar Urbanuss Pluss S5 con el chasis Scania F340 a GNV Euro 6 que estaba en pruebas, se incendió en Pereira. | C Suba                                            |
| SI18 Calle 80 S.A.S.                      | Avenida Calle 80 # 96-91 Portal 80 A 1 Cuadra del Centro Comercial Portal 80 | URL                                                      | Serie M (M001-M193) desvinculados de antiguo operador Express del Futuro y 112 Nuevos buses biarticulados (M1401-M1512) de las Carrocerías Busccar Urbanuss Pluss S5 con el chasis Scania F340 a GNV Euro 6. Dato Importante: El Bus de Busccar Urbanuss Pluss S5 móvil M1481 con el chasis Scania F340 a GNV, se incendió en la estación Avenida Jiménez al parecer por un cortocircuito en el rutero frontal. | D Calle 80                                        |
| Connexion Móvil S.A.                      | Calle 57Q sur # 65-64 Portal Sur Liquidación                                 | URL                                                      | Serie B Empresa actualmente liquidada por fin de vida útil de sus vehículos el 29 de diciembre de 2023 y por ende al segundo trimestre del 2025 se encuentran en proceso de desintegración en una planta especializada ubicada en la Comuna 1 del municipio de Soacha, siendo estos numerados del (B001-B110) con chasis Volvo B10M Euro II y (B111-B153) incorporando Volvo B12M/B340M Euro III/IV/V. Toda su flota fue carrozada con Marcopolo Gran Viale. Esta operadora instauró una acción judicial contra TransMilenio, al no reconocer el pago del kilometraje de operaciones en el municipio de Soacha, lo cual les permitió conciliar en 2018 recibiendo 48 nuevos buses biarticulados (B162-B209) pertenecientes a la primera flota renovada del Sistema, con las sillas horizontales de las Carrocerías Marcopolo Gran Viale BRT sobre chasis Volvo B340M Euro V, los cuales a la fecha son operados por GMóvil, identificados del (E128-E174). Los buses que pertenecían al antiguo operador CiudadMóvil fueron enumerados del (B211-B219) cuya carrocería era Marcopolo Gran Viale con Chasis Volvo B12M Euro III. | G NQS Sur/Soacha                                  |
| Capitalbus S.A.S.                         | Avenida Ciudad de Cali # 45-57 sur Portal Américas                           | URL                                                      | Serie K (K001-K171) desvinculados de antiguo operador Somos K (SI-02 S.A.), en el mes de marzo de 2020 y junio de 2020 respectivamente llega nuevos buses biarticulados (K1401-K1661) con las sillas horizontales de las Carrocerías Marcopolo Gran Viale BRT con el chasis Scania F340 | F Américas                                        |
| Bogotá Móvil S.A.S.                       | Avenida Boyacá # 59-65 Sur Portal Tunal                                      | URL                                                      | Serie T (T001-T140) desvinculados de antiguo operador Metrobús. 202 Nuevos buses articulados (T1001-T1202) y 238 nuevos buses biarticulados (T1401-T1640) con las sillas horizontales de las Carrocerías Marcopolo Gran Viale BRT con el chasis Volvo B340M Euro V, respectivamente | H Tunal                                           |
| Somos Usme S.A.S.                         | Calle 67A bis sur # 14 A-35 Portal Usme                                      | URL                                                      | Serie U (U001-U256) desvinculados de antiguo operador SI-99 S.A., el bus U233 y U171 salieron de circulación Rumbo a Sitramss de San Salvador En total hay 97 Nuevos buses articulados (U1001-U1097) y 164 nuevos buses biarticulados (U1401-U1564) en agosto de 2020 con las sillas horizontales de las Carrocerías Marcopolo Gran Viale BRT con el chasis Volvo B340M Euro V, respectivamente. Dato Importante: El Bus de Busscar Urbanuss Pluss móvil U028 con el chasis Mercedes Benz O400 se incendió en septiembre del 2016 en los patios de Portal Usme. | H Usme                                            |
| Gmóvil S.A.S.                             | Calle 25G # 96H-28 Portal Eldorado                                           | URL                                                      | Serie E (troncal) (E001-E127) con las carrocerías Marcopolo Gran Viale, Marcopolo Gran Viale BRT con el chasis Volvo B340M incluidos 3 buses de antiguo operador Coobus S.A.S. y Busccar Urbanuss Pluss S5 con el chasis Scania F340 numerado con la serie E124 Serie E (Dual) (E700-E760) con las carrocerías Marcopolo Gran Viale BRT con el chasis Volvo B215RH Hybrid Serie E02XX (alimentación) conformada por 48 buses, apoyados de carrocería Marcopolo Gran Viale de color verde y azul (no vinculados al SITP - es decir, no cuentan con servicio de validación dentro del bus). Serie Z50 (zonal) Serie Z52 (complementario) | K Calle 26 Fontibón y Engatívá                    |
| Consorcio Express S.A.S.                  | Calle 32 sur # 3C-08 Portal 20 de Julio                                      | URL                                                      | Serie D (troncal) (D001-D240) con la carrocería Busscar Urbanuss Pluss con el chasis Volvo B340M incluye nuevos buses Busccar Urbanuss Pluss S5. Serie D (Dual) (D500-D597) con la carrocería Busscar Urbanuss Pluss con el chasis Volvo B215RH Hybrid, incluye nuevos buses Busccar Urbanuss Pluss S5 con el chasis con el chasis con el chasis Volvo B8R. Serie N (troncal) (N001-N191) con la carrocería Busscar Urbanuss Pluss con el chasis Volvo B340M Serie N (Dual) (N500-N635) con la carrocería Busscar Urbanuss Pluss con el chasis Volvo B215RH Hybrid, incluye nuevos buses Busccar Urbanuss Pluss S5. Series D08XX/N08XX y D10XX/N09XX (alimentación), con buses del antiguo operador Tranzit y carrocerías Busscar Urbanuss Pluss, Busscar Fussion y Blue Bird, a cargo del Portal 20 de Julio (D) y Portal Norte (N) respectivamente. Serie Z10 (zonal) incluidos nuevos buses Busccar Urbanuss Pluss S5 con el chasis Volvo B8R y B8RLE y buses antiguo operador Tranzit de Mercedes-Benz Atego 1016 y nuevos buses Mercedes-Benz OF-917 carrozado por Marcopolo New Senior y busetón a GNV son (Euro 6) Chasis F280 de Scania, carrozado por Busscar Optimuss Pluss, padrones con Chasis K280IB de Scania, carrozado por Busscar Urbanuss Pluss S5.. Serie Z12 (zonal) Serie Z13 (zonal) Serie Z15 (zonal), incluidos nuevos buses de Busccar Urbanuss Pluss S5 chasis Volvo B8R y B8RLE. Incluye buses antiguo operador Tranzit de Mercedes-Benz Atego 1016 y Scania, algunos Buses está prestando el Servicio de Alimentación en el Portal Usme hasta el 21 de mayo de 2021 y busetón a GNV son (Euro 6) Chasis F280 de Scania, carrozado por Busscar Optimuss Pluss, padrones con Chasis K280IB de Scania, carrozado por Busscar Urbanuss Pluss S5. Serie Z17 (zonal) Serie Z18 (zonal)   | L Carrera 10 M Carrera 7 Usaquén, y San Cristóbal |
| Este es Mi Bus S.A.S                      | Transversal 94L # 80-53 Barrio Quirigua A 2 Cuadras de la Est. Quirigua      |                                                          | Serie Z40 (zonal) Incluidos el Busscar Urbanuss Pluss, nuevos buses de Busccar Urbanuss Pluss S5 piso bajo con el chasis Volvo B8RLE y nuevos buses eléctricos con Chasis B93S01 de BYD. Algunos Buses está prestando el Servicio de Alimentación en el Portal Usme y Portal 80. Serie Z45 (zonal) algunos Buses está prestando el Servicio de Alimentación en el Portal Usme hasta el 21 de mayo de 2021 Serie Z47 (zonal) Serie CO-06XX (alimentador),con Chasis Volvo B215RH Hybrid carrozado por Busscar Urbanuss Pluss S3. Serie TZ-1XX (alimentador) | Fontibón, Engativá y Suba                         |
| Masivo Capital S.A.S                      | Avenida Calle 26 # 59-51 Torre 3 Oficina 504                                 | URL                                                      | Serie Z20 (zonal), la mayoría son buses Marcopolo Torino carrozado sobre chasis Thomas EF1723, que estaba en Alimentación de Kennedy, ahora es Zonal, la serie va de Z20-70xx al Z20-71xx, Busscar Urbanuss Pluss S3 carrozado sobre chasis Thomas EF1723. Chasis Volvo B240R carrozado por Busscar Urbanuss Pluss S3. Numerado Z20-7020 y el último bus es Z20-7109 proveniente de Z25, Marcopolo Gran Viale Numerado Z20-7022 y Z20-7023 Chasis K250 de Scania y buses Marcopolo Viale chasis Mercedes-Benz OF1722M numerado Z20-7150 y Z20-7151 Serie Z22 (zonal) 11 buses 6 buses a GNV son (Euro 6) provenientes de Scania y 5 buses (Euro 5) de Volvo Serie Z23 (zonal) Serie Z25 (zonal) algunos Buses está prestando el Servicio de Alimentación en el Portal Usme hasta el 21 de mayo de 2021 incluido buses a GNV son (Euro 6) Chasis K280 de Scania, carrozado por Marcopolo Gran Viale BRT, la serie inicia en Z25-72xx y finaliza en Z25-74xx, incluido buses Marcopolo Torino carrozado sobre chasis Thomas EF1723 que estaba en Alimentación de Kennedy, incluye un bus eléctrico con Chasis K9 Andino de BYD Ennumerado Z25-7134 y lo revincularon esta vez con la numeración Z25-7427. Incluye Chasis Volvo B240R carrozado por Busscar Urbanuss Pluss S3, Marcopolo Viale con chasis Mercedes-Benz OF1722M y Busscar Urbanuss Pluss, la serie es Z25-71xx. Serie Z27 (zonal) Serie KE-1xx-KE-2xx vinculados a servicio urbano con la serie Z20-71xx y finaliza en Z20-72xx y serie KE-02xx y KE-03xx (alimentadores Kennedy) 3 buses de la Referencia Thomas EF1723 se pasaron a Ser SITP Urbano, el bus de la Serie SO-0126 en la Zona de Suba-Oriental se pasó a componente urbano. Serie SO-01XX (alimentador Suba) 3 de ellos conocidas como las Volvo se pasaron a SITP Complementario. | Bosa, Kennedy y Suba                              |
| SUMA S.A.S                                | Carrera 17 o Avenida Boyacá # 70-31 sur                                      | URL                                                      | Serie Z80 (zonal), algunos Buses está prestando el Servicio de Alimentación en el Portal Usme hasta el 21 de mayo de 2021 y la Estación Calle 40 Sur y 20 buses padrones de Volvo se pasaron a ser alimentadores de SUMA S.A.S. En septiembre de 2020 ingresa Buses Hino FC9J Euro 5, carrozado por Busscar Optimuss serie Z80-42xx, también ingresa buses a GNV son (Euro 6) Chasis K280UB de Scania, carrozado por Busscar Urbanuss Pluss S5 Piso Bajo. Serie Z80-72xx al Z80-73xx, además el bus Z80-7395, único bus a GNV (Euro 6) Chasis K280IB de Scania, carrozado por Busscar Urbanuss Pluss S5 y busetón a GNV son (Euro 6) Chasis F280 de Scania, carrozado por Busscar Urbanuss Pluss S5. Serie Z80-4300 en noviembre de 2021; este modelo llegó paulatinamente como renovación zonal de flota, serie Z80-43xx. Serie BC-00XX al BC-02XX (alimentador) algunos Buses está prestando el Servicio de Alimentación en el Portal Usme y la Estación Calle 40 Sur, además el bus Z80-7256, pasó a ser alimentador BC-0295, único bus a GNV (Euro 6) Chasis K280UB de Scania, carrozado por Busscar Urbanuss Pluss S5 Piso Bajo y el Busetón alimentador BC-0011 único bus a GNV (Euro 6) Chasis F280 de Scania, carrozado por Marcopolo New Senior. 20 buses padrones de Volvo antes estaban en el SITP Urbano, presta servicios de alimentación (BC-0183-BC-0201) revinculados a Zonal pero esta vez con numeración (Z80-74xx) de manera paulatina para el componente zonal urbano los buses que estaba en la Serie BC-0100 a BC-0182 y BC-0203 a BC-0209 en proceso de chatarrización, 4 de estos buses de la antigua operadora SI-03 S.A. está en Alcapital en el Portal Suba hasta 2021. | Ciudad Bolívar y Tunjuelito                       |
| ETIB S.A.S                                | Autopista Sur con Carrera 64 Frente de la Estación Madelena                  | URL                                                      | Serie Z70 (zonal) incluido buses a Diesel que son (Euro 6) Chasis B8R de Volvo, carrozado por Marcopolo Gran Viale cuyo color característico es amarillo para diferenciar Norma Euro 6 Qué son tecnologías limpias, nuevos buses eléctricos con Chasis ZF6125BEVG27 de Yutong, carrozado por Marcopolo Gran Viale BRT, cuyo color característico es verde manzana y buses del antiguo operador Tranzit. Algunos Buses está prestando el Servicio de Alimentación en la Estación Molinos hasta el 21 de mayo de 2021 Serie BO-01XX y BO-02XX (alimentador) Incluido buses carrozado por Busscar Urbanuss Pluss con chasis K250UB de Scania, algunos buses Marcopolo Gran Viale con chasis Scania K250IB y Mercedes-Benz Atego 1016 traídas de la desaparecida flota de buses de Tranzit S.A.S | G Soacha Bosa y Kennedy                           |
| Tranzit S.A.S                             | Calle 6 sur # 15A-24 (Liquidación)                                           | URL                                                      | Serie Z90 (zonal) Serie US-00XX al US-02XX (alimentador) Algunos buses del antiguo operador ETMA, SUMA y SI-03 está en Masivo Capital operando el componente zonal. 5 buses de SITP Urbano está prestando servicio de Alimentación hasta su liquidación, algunos buses fueron traspasados a Consorcio Express, ETIB y Masivo Capital y Gmóvil. | Usme, Rafael Uribe Uribe y Antonio Nariño         |
| Unión Temporal Alcapital Fase II          | Dependientes de Grupo Express                                                | Dependientes de Grupo Express                            | Serie 30xx (alimentador), cuya carrocería es Busscar Urbanuss Pluss con Chasis Mercedes Benz OF1722M finaliza en 2021 | Alimentadores Suba                                |
| Unión Temporal Alnorte Fase II            | Dependientes de Grupo Express                                                | Dependientes de Grupo Express                            | Serie 30xx (alimentador), cuya carrocería es Busscar Urbanuss Pluss con Chasis Mercedes Benz OF1722M finaliza en 2021 | Alimentadores Norte                               |
| Coobus                                    | Liquidación                                                                  | Liquidación                                              | Serie F (Troncal) -50 buses. 3 de ellos pasaron a Gmóvil con la Serie E125 y E127 con las carrocería Marcopolo Gran Viale BRT con el chasis Volvo B340M Serie F06XX (alimentador), algunos de ellos fueron chatarrizados, algunos buses prestan su servicio en el SITP Provisional, que finaliza en diciembre de 2021. Serie Z60 (zonal) algunos de ellos prestan servicio en SITP Provisional Por la crisis de la empresa, decidieron ingresar a Otras empresas de Transportes Urbanas fuera de Bogotá | Fontibón                                          |
| Egobus                                    | Liquidación                                                                  | Liquidación                                              | Serie Z30 (zonal) Por la crisis de la empresa algunos fueron chatarrizados y otros se Emigraron a SUMA S.A.S., Masivo Capital S.A.S., ETIB S.A.S. y Este es Mi Bus S.A.S. Serie Z35 (zonal) Por la crisis de la empresa, decidieron ingresar a Otras empresas de Transportes Urbanas fuera de Bogotá Serie Z38 (zonal) | SITP Suba Centro SITP Perdomo                     |
| La Rolita                                 | Av. El Dorado 69-76, Edificio Elemento                                       | URL                                                      | Serie Z37 (zonal) Buses Eléctricos con Chasis BC89S01 de BYD, carrozado por Busscar Optimuss | SITP Perdomo, Ciudad Bolívar                      |
| E-Masivo S.A.S.                           | Calle 145 103B-08                                                            | URL                                                      | Serie Z32 (zonal) Buses a GNV son (Euro 6) Chasis K280IB de Scania, carrozado por Busscar Urbanuss Pluss S5 Buses Volkswagen 11.180 Euro 6, carrozado por Busscar Optimuss serie Z32-40xx Serie Z34 (zonal) Buses a GNV son (Euro 6) Chasis K280 de Scania, carrozado por Marcopolo Gran Viale BRT | Suba                                              |
| Gran Américas S.A.S.                      | Carrera 116 # 19-49 Fontibón El Refugio Calle 115 Sur # 8I-15 Este El Uval   | URL                                                      | Serie Z61 (zonal) Buses eléctricos con Chasis K9GA y B93S01 de BYD. Serie Z93 (zonal) Buses a GNV son (Euro 6) Chasis K280IB de Scania, carrozado por Busscar Urbanuss Pluss S5 Buses Volkswagen 11.180 Euro 6, carrozado por Busscar Optimuss serie Z93-40xx, | K Calle 26 Fontibón Usme                          |
| E-Somos S.A.S.                            | Carrera 100 24D-15 Fontibón Carrera 14 # 139-64 Sur Usme                     | Carrera 100 24D-15 Fontibón Carrera 14 # 139-64 Sur Usme | Serie Z66 (zonal) Buses eléctricos con Chasis K9GA, B13S01 y B93S01 de BYD. Serie Z91 (zonal) Buses eléctricos con Chasis K9GA, B13S01 y B93S01 de BYD. | H Usme Calle 26-Fontibón                          |
| Mueve Fontibón S.A.S.                     | CARRERA 134 # 22A-80                                                         | URL                                                      | Serie Z64 (zonal) Buses Eléctricos con Chasis BC11S01 de BYD, carrozado por Busscar Urbanuss Pluss S5 Buses Eléctricos con Chasis BC89S01 de BYD, carrozado por Busscar Optimuss | Fontibón                                          |
| Mueve Usme S.A.S.                         | Calle 137 Sur #11A-20                                                        |                                                          | Serie Z92 (zonal) Buses Eléctricos con Chasis BC11S01 de BYD, carrozado por Busscar Urbanuss Pluss S5 Buses Eléctricos con Chasis BC89S01 de BYD, carrozado por Busscar Optimuss | Usme                                              |
| (Green Móvil) Zonal Móvil Fontibón S.A.S. | Transversal 133 # 22B-99                                                     | URL                                                      | Serie Z63 (zonal) Buses Eléctricos con Chasis BC89S01 de BYD, carrozado por Marcopolo New Senior Buses Eléctricos con Chasis BC11S01 BYD, carrozado por Marcopolo Torino Serie Z67 (zonal) Buses Eléctricos con Chasis BC89S01 de BYD, carrozado por Marcopolo New Senior Buses Eléctricos con Chasis BC11S01 BYD, carrozado por Marcopolo Torino | Fontibón                                          |

## Futuro del sistema
Se espera que para el final de la implementación, a mediados de 2017, el sistema cuente con 11 operadores troncales (incluyendo Fase I y II de TransMilenio), nueve zonales y nueve de alimentación. De igual forma, se proyectan 6.737 paraderos aproximadamente, y 650 rutas (incluyendo troncales y de alimentación) que serán cubiertas por un total de 12.300 buses.
También se gestionan algunas negociaciones con el municipio de Soacha a las cuales se pretende reemplazar las rutas del actual corredor de transporte entre esta y el resto de Bogotá, para constituir la Zona 14. Sin embargo barrios de las comunas 3 La Despensa (Ciudad Verde, Los Olivos, parte de León XIII y La Despensa), 4 Cazucá (Santo Domingo y Los Robles) y parte de la 5 San Mateo (Zona Industrial de Cazucá) al estar cercanos a algunas de las rutas que parten y regresan a las localidades de Bosa y Ciudad Bolívar, también gozan de beneficios.
De forma gradual, los servicios alimentadores, complementarios y especiales pasarán a operar como servicios urbanos con los mismos recorridos, conformando así únicamente dos tipos de servicios de bus para el sistema que serían troncal y zonal. El mayor cambio se verá en las rutas alimentadoras, las cuales, al convertirse en servicios zonales, pasarán a ser de pago aplicando las tarifas de trasbordo. Con esta transformación, para 2019 el sistema contará con tres tipos de servicios que serán Troncal (TransMilenio), Zonal y Cable Aéreo (TransMiCable). Posteriormente, se espera la integración de otros servicios como Metro y RegioTram.